# Eurofighter Typhoon
Der Eurofighter Typhoon ist ein zweistrahliges Mehrzweckkampfflugzeug der Generation 4+ in Canard-Delta-Konfiguration, das von der Eurofighter Jagdflugzeug GmbH, einem Joint Venture aus Airbus, BAE Systems und Leonardo, gebaut wird. Die Beschaffung und Leitung des Projektes wird durch die NATO Eurofighter and Tornado Management Agency geregelt. In Deutschland und Österreich wird das Flugzeug oft nur Eurofighter genannt.
Die gemeinsame Entwicklung des Flugzeugs durch die nationalen Rüstungsindustrien von Deutschland, Italien, Spanien und Großbritannien begann 1983 als European Fighter Aircraft (EFA). Frankreich war anfangs noch Teil des Programms, schied später wegen Meinungsunterschieden aus und entwickelte allein die ähnliche Dassault Rafale. Wechselnde Anforderungen, das Ende des Kalten Krieges und Diskussionen über die Arbeitsanteile der beteiligten Nationen verzögerten die Entwicklung des Flugzeuges. Die ersten Exemplare wurden 2003 an die Bundeswehr ausgeliefert. Nutzer der Maschine sind neben den Luftstreitkräften der vier europäischen Herstellernationen die Luftstreitkräfte von  Österreich sowie der vier arabischen Golfstaaten Saudi-Arabien, Katar, Kuwait und Oman.
Ursprünglich als hochagiler Luftüberlegenheitsjäger gegen die Bedrohung durch den Warschauer Pakt entwickelt, wurde das Flugzeug nach seiner Indienststellung an seine neue Aufgabe als Mehrzweckkampfflugzeug angepasst.

## Geschichte

### Europäische Kooperation

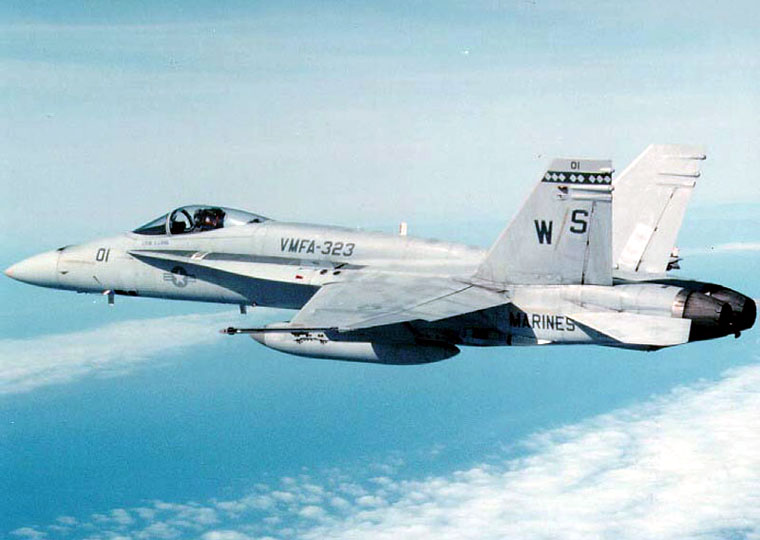
Eine F/A-18A des USMC in den 1980er Jahren

Im Jahre 1971 beschäftigte sich Großbritannien mit der Entwicklung eines Nachfolgemusters der F-4 Phantom, um der sowjetischen Bedrohung zu begegnen. Die Anforderungen AST 403, die 1972 veröffentlicht wurden, resultierten Ende der 1970er Jahre in einem konventionellen Design P.96. Wegen der Ähnlichkeit mit der F/A-18 Hornet wurde der Entwurf aber fallengelassen. Da die Beschaffung der US-amerikanischen F-4 Phantom zum Verlust von Tausenden von Arbeitsplätzen in der britischen Luftfahrtindustrie führte, musste das nächste Kampfflugzeug aus politischen Gründen wieder eine Eigenentwicklung sein. Folglich begannen Gespräche mit den Tornado-Partnerländern Deutschland und Italien sowie Frankreich, mit dem bereits der SEPECAT Jaguar entwickelt wurde. Die Diskussion verlief kontrovers. Zwar konnte man sich schnell auf ein Delta-Canard-Kampfflugzeug einigen, die Prioritäten dieses als European Combat Aircraft (ECA) bezeichneten Entwurfes unterschieden sich aber fundamental: Während Großbritannien einen Luftüberlegenheitsjäger mit robusten Luft-Boden-Fähigkeiten suchte, legte Frankreich mehr Wert auf Bodenangriffsfähigkeiten, mit Luft-Luft-Einsätzen als zweite Rolle. Die anspruchsvollsten Anforderungen wurden von Deutschland gestellt und konnten nur von dem TKF-90-Entwurf (Taktisches Kampfflugzeug 90) von MBB erfüllt werden: Hohe Beschleunigung in allen Höhen, gute Überschall-Manövrierfähigkeit in der Anfangsphase des Luftgefechtes, effektive Fire-and-forget-Luft-Luft-Bewaffnung für mittlere Entfernungen, extreme Manövrierfähigkeit im Dogfight sowie eine gute Reichweite für Luftüberwachungseinsätze und Eskorten. Die Kurvenkampffähigkeit sollte durch hohe Nickraten und Erhalt der Flugstabilität auch nach einem Strömungsabriss erreicht werden. Schubvektorsteuerung sollte der Maschine die Fähigkeit geben, die Visierlinie an das Ziel anzupassen. Bodenangriffsfähigkeiten waren nur als sekundäre Fähigkeit gedacht. Nachdem 1981 über das ECA keine Einigung zustande gekommen war und Deutschland für die Eigenentwicklung des TKF-90 das Geld fehlte, untersuchte man im Bundesministerium der Verteidigung folgende Optionen: Zum einen eine preiswerte Lösung, wie die Entwicklung einer Tornado-Variante oder eines kleinen Kampfflugzeuges mit nur einem Triebwerk. Alternativ war auch die Beschaffung von F/A-18 Hornet im Gespräch, was von Industrie und Politik aber skeptisch gesehen wurde. Diskutiert wurde auch eine Beteiligung am Advanced Tactical Fighter (ATF) der USAF. Die deutschen Luftfahrtfirmen MBB und Dornier hatten bereits eigene Eurojäger-Modelle konzipiert, sich jedoch auch an anderen, darunter amerikanischen, Entwürfen beteiligt. Der Bundesminister der Verteidigung Manfred Wörner drohte damals mit einer deutsch-amerikanischen Lösung, sollte eine Einbindung Frankreichs nicht möglich sein. Während auf industrieller und militärischer Basis eine Zusammenarbeit möglich schien und die Zeitpläne Deutschlands und der Vereinigten Staaten gut korrelierten, sollten die Kosten für den ATF die des ECA mindestens erreichen, wenn nicht sogar übertreffen, was diese Option ebenfalls beerdigte.
Um das Patt zu lösen, schloss sich British Aerospace stattdessen dem Entwurf Taktisches Kampfflugzeug 90 (TKF-90) von Messerschmitt-Bölkow-Blohm an. Beide veröffentlichten einen Vorschlag, der als European Collaborative Fighter oder European Combat Fighter bezeichnet wurde, während Frankreich weiter auf eine Eigenentwicklung setzte. Letztlich schloss sich auch Aeritalia dem Entwurf an, und so starteten die Panavia-Partnerfirmen im April 1982 das Agile-Combat-Aircraft-Programm (ACA), was später zum Experimental-Aircraft-Programm (EAP) führte. 1983 begann der letzte Versuch, das Vereinigte Königreich, Frankreich, Deutschland und Italien, in dem als Future European Fighter Aircraft (FEFA) bezeichneten Kooperationsprogramm zusammenzuführen. Frankreich bestand auf einer Flugzeugträgerversion, 50 Prozent des Arbeitsanteils und auf der Systemführerschaft von Dassault. Das Flugzeug sollte dabei leichter und einfacher sein, da sich Dassault davon bessere Exportchancen versprach. Diese Forderungen waren für die anderen Herstellerstaaten unannehmbar und unvereinbar mit ihren eigenen Anforderungen. Wegen dieser vollkommen abweichenden Leistungsforderungen der Franzosen zogen sich die anderen Staaten 1984 aus dem Programm zurück. Am 1. August 1985 einigten sich Großbritannien, Deutschland und Italien auf den Bau des European Fighter Aircraft (EFA). Im September schloss sich auch Spanien an, da man dies als strategische Entscheidung ansah und sich industrielle Vorteile versprach.

### Ausgangslage

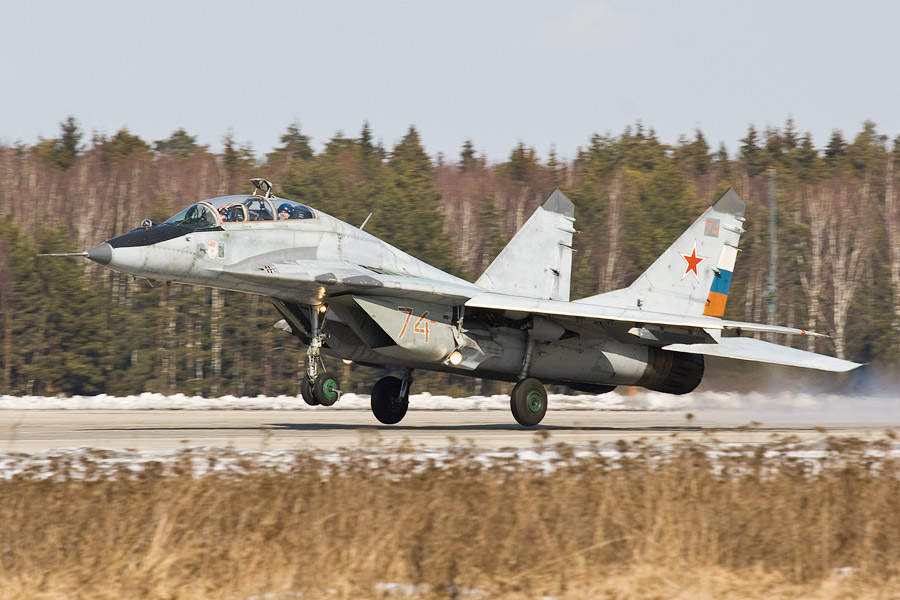
Sowjetisches Mehrzweckkampfflugzeug Mikojan-Gurewitsch MiG-29UB Fulcrum-B (zweisitzige Trainingsversion, Erstflug: 1981) bei der Landung

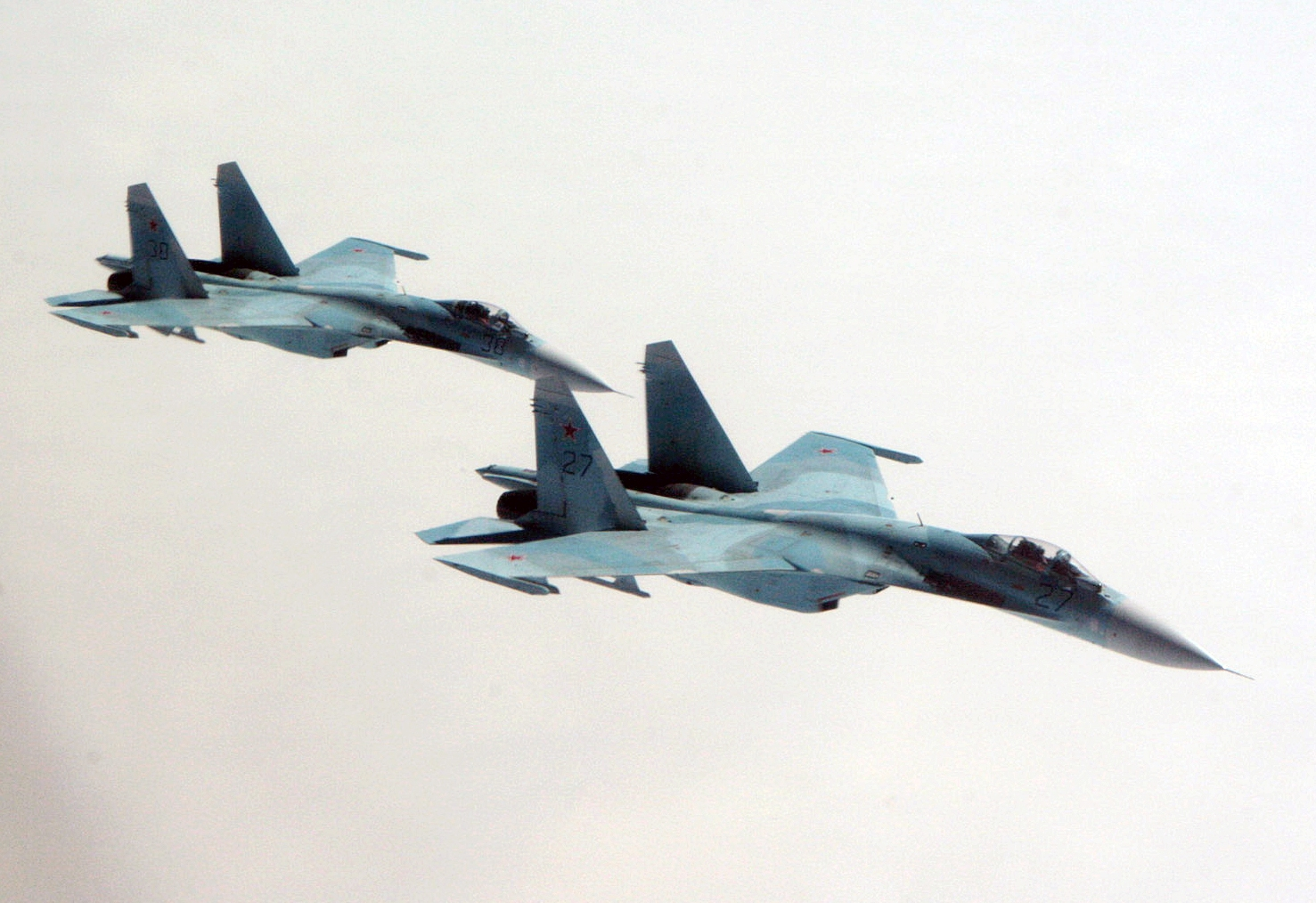
Suchoi Su-27

Bei Maschinen vom Typ McDonnell F-4 Phantom hatte man zunächst auf die Bordkanone verzichtet, da man davon ausgegangen war, künftig Luftkämpfe nur auf große Entfernung mit Lenkraketen auszutragen. Während des Vietnamkrieges zeigte sich, dass die Fokussierung der United States Air Force (USAF) auf diese Taktik zu optimistisch war. Die dort geltenden Rules of Engagement führten zusammen mit der geringen Trefferquote der Luft-Luft-Raketen AIM-7D/E Sparrow (7 %) und AIM-9 Sidewinder (15 %) häufig zu prekären Situationen im Luftkampf, wenn sich nordvietnamesische Flugzeuge zwar im Visier der F-4-Piloten befanden, aber wegen zu geringer Entfernung kein Abschuss erzielt werden konnte.
Um die Kurvenkampffähigkeit eines Kampfflugzeuges besser abschätzen zu können, entwickelte Colonel John Boyd Anfang 1960 zusammen mit dem Mathematiker Thomas Christie die Energy-Maneuverability-Theorie. Mit ihrer Hilfe wird die Manövrierfähigkeit eines Kampfflugzeuges anhand des spezifischen Leistungsüberschusses bestimmt. Parameter wie kurzzeitige Wenderate, dauerhafte Wenderate, Steigleistung, Beschleunigung und Verzögerung werden zur fliegerischen Leistungsbeurteilung eines Kampfflugzeuges verwendet. Diese Kenntnisse führten zum Lightweight-Fighter-Programm, aus dem die F-16 Fighting Falcon und F/A-18 Hornet hervorgingen.
Diese Entwicklungen blieben auch in der Sowjetunion nicht verborgen, so dass um 1970 das Zentrale Aerohydrodynamische Institut (ZAGI) mit der Entwicklung der Aerodynamik eines neuen Kampfflugzeuges beauftragt wurde. Aus Kostengründen wurde der ursprüngliche Perspektiwni-Frontowoi-Istrebitel-Entwurf (PFI) geteilt: in ein leichteres LPFI für Mikojan-Gurewitsch und ein schwereres TPFI von Suchoi. Die MiG-29 wurde zuerst 1984 in die Luftstreitkräfte der Sowjetunion aufgenommen. Obwohl das Flugzeug nur eine geringe Waffenlast tragen kann, die Tragflächenbelastung sowie das Schub-Gewicht-Verhältnis unspektakulär sind und sie als Punktverteidigungsjäger nur relativ wenig Treibstoff mitführen kann, stellte die neue MiG eine ernste Bedrohung für die Maschinen der NATO dar. Neben dem höheren spezifischen Leistungsüberschuss ermöglicht es die ausgefeilte Aerodynamik, auch ohne Fly-by-wire-Technik eine hohe Wendigkeit zu erzielen, ohne dass diese elektronisch abgeregelt würde. Die USA erhöhten das maximale Lastvielfache ihrer Kampfflugzeuge im Lightweight-Fighter-Program auf 9g, die MiG-29 konnte jedoch bis zu einer Lastgrenze von etwa 10g belastet werden. Die Serienproduktion der größeren Su-27 begann etwas später. Obwohl beide Flugzeuge auf demselben ZAGI-Entwurf aufbauen, sind ihre Rollen verschieden: Die schwere Su-27 sollte tief ins NATO-Gebiet eindringen und wurde zu diesem Zweck mit großen internen Treibstofftanks, zwölf Außenlaststationen für Waffen und einem Heckradar ausgestattet. Die volle Manövrierfähigkeit wurde nur mit 60 % interner Treibstoffkapazität erreicht, dann kann die Su-27 in einem Luftkampf den maximalen Anstellwinkel und das höchste Lastvielfache von 9g erreichen.
Um die schlechte Trefferquote der Luft-Luft-Raketen zu kompensieren, wurde die Salventaktik eingeführt: Dabei werden auf jedes Luftziel in kurzem Abstand zwei Lenkwaffen abgefeuert. Um die Trefferquote zu erhöhen, werden eine Lenkwaffe mit halbaktiver Radarlenkung und eine mit Infrarotsucher kombiniert. Für die Bekämpfung von Kampfflugzeugen zur elektronischen Kriegsführung und AWACS wurden Luft-Luft-Raketen mit passiven Radarsuchköpfen eingeführt. Da die Salventaktik im Nahkampf nicht angewendet werden kann, entwickelte die Sowjetunion mit der Wympel R-73 eine infrarotgelenkte Kurzstrecken-Luft-Luft-Rakete, die ihrem damaligen westlichen Gegenstück in sämtlichen Parametern deutlich überlegen war. Neu war auch das Helmvisier Schlem, mit dem die Lenkwaffe auf Ziele bis zu 45° abseits der Flugachse gelenkt werden kann, ohne dass der Pilot die gegnerische Maschine in das Head-up-Display bekommen muss.

### Beginn der Entwicklung
Um das Projekt zu managen, wurde in München 1986 die Eurofighter Jagdflugzeug GmbH gegründet. Die Entwicklungs- und Kostenanteile wurden zu 33 % DASA (Deutschland) und BAE Systems (Großbritannien) sowie 21 % Alenia Aeronautica (Italien) und 13 % CASA (Spanien) aufgeteilt. Zum Zeitpunkt der Unterzeichnung der Entwicklungsverträge beabsichtigten die vier Partnerstaaten, 765 Flugzeuge zu beschaffen – je 250 für Deutschland und Großbritannien, 165 für Italien und 100 für Spanien. Im August 1986 wurde unter dem Dach der NATO Eurofighter and Tornado Management Agency (NETMA) für die Entwicklung, die Produktion, die Wartung, den Service sowie den Export der Triebwerke EJ200 des künftigen Eurofighters in Hallbergmoos nordöstlich von München die Eurojet Turbo GmbH gegründet, an der die Unternehmen Rolls-Royce (Großbritannien), MTU Aero Engines (Deutschland), ITP (Spanien) und Fiat Avio (nunmehr: Avio Aero) (Italien) beteiligt sind.

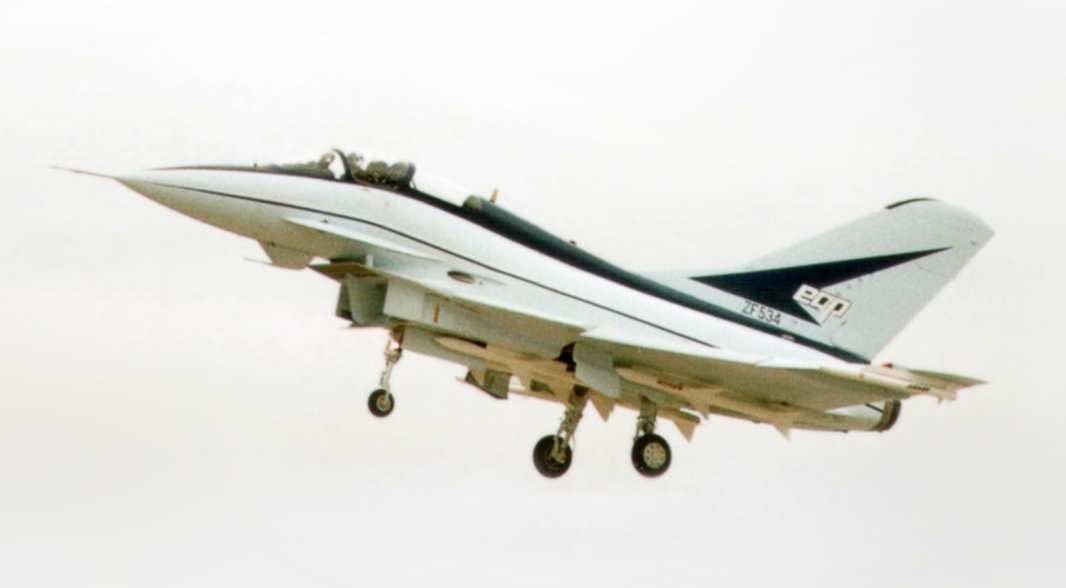
BAe EAP auf der Farnborough Luftfahrtschau 1986

Bereits 1983 wurde der Deutsche Martin Friemer von MBB zum Technischen Direktor des Eurofighter-Projektes ernannt, er arbeitete bereits mit den Briten am Tornado-Projekt. Managing Director wurde Gerry Willox von British Aerospace. Bereits am 26. Mai 1983 vereinbarten BAe sowie italienische und deutsche Firmen den Bau eines Demonstrators. Der Erstflug des daraus entstandenen British Aerospace EAP fand 1986 statt und legte den technischen Grundstein für das Eurofighter-Projekt. Das EAP erprobte viele neue Techniken, die später im Eurofighter verwendet wurden. So wurden die Tragflächen vollständig aus kohlenstofffaserverstärktem Kunststoff gefertigt und aus Einzelteilen zusammengeklebt. Das EAP erprobte die Tauglichkeit von Leichtbauwerkstoffen wie CFK und Al-Li-Legierungen für den dauerhaften Überschallflug und neue, kostengünstige Fertigungsverfahren für Titan- und CFK-Halbzeuge und Einzelteile. Die aerodynamische Instabilität und damit die Manövrierfähigkeit des Flugzeuges konnte weiter gesteigert werden und die Steuerungslogik als Software in die Flugkontrollrechner implementiert werden. Das EAP besaß wie der Eurofighter die Möglichkeit zum Override, um das standardmäßig vorgegebene G-Limit zu überschreiten. Lastmessungen am EAP ermöglichten es, die Strukturbelastung für das EFA wesentlich besser abschätzen zu können, was eine leichtere Konstruktion erlaubte. Die Aerodynamik wurde ebenso wie der Lufteinlass erprobt. Ein modernes Cockpit und eine hochintegrierte Avionik-Architektur auf Basis des Pave-Pillar-Konzeptes der USAF wurden umgesetzt. Die Kosten für das EAP wurden zum Teil von der Industrie getragen, Großbritannien steuerte 80 Mio. £ bei. Da sich die Bundesrepublik nicht an der Finanzierung beteiligte, konnte nur ein Flugzeug gebaut werden.

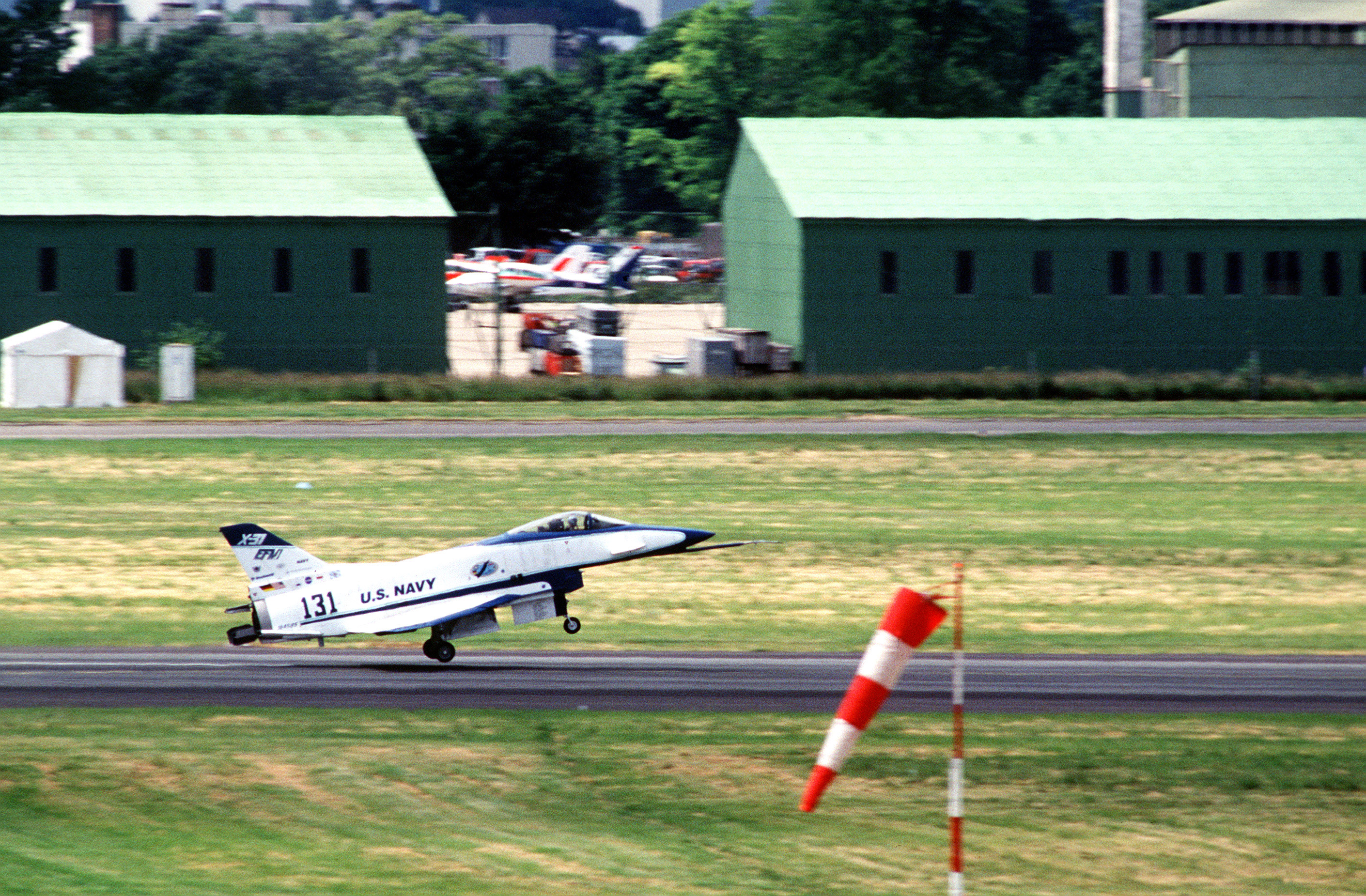
X-31 EFM auf der Pariser Luftfahrtschau 1995

Rockwell und Messerschmitt-Bölkow-Blohm stellten von 1981 bis 1984 aus Eigenmitteln finanzierte Untersuchungen zur Schubvektortechnik an. MBB legte das Konzept 1983 der Luftwaffe vor. Diese entschloss sich, die Technik wegen technischer Unreife nicht in das EFA einfließen zu lassen. Im Gegenzug unterschrieben im Mai 1986 die Regierungen von Deutschland und den USA einen Vertrag über den Bau zweier Experimentalflugzeuge auf Basis des TKF-90, der Rockwell-MBB X-31 Enhanced Fighter Maneuverability (EFM). Der Erstflug fand am 11. Oktober 1990 statt. Ab August 1993 wurden simulierte Luftgefechte gegen verschiedene Kampfflugzeuge geflogen. In der folgenden Testserie, welche durch das JAST-Programm finanziert wurde, wurde die Nützlichkeit der Schubvektorsteuerung im Luft-Boden-Einsatz erprobt. Ferner wurde untersucht, inwiefern die Schubvektorsteuerung das Seitenleitwerk ersetzen könnte. Im darauf folgenden VECTOR-Programm wurden automatische Landungen mit Anstellwinkeln von bis zu 24° geflogen, um die benötigte Landestrecke zu reduzieren. Das EFM-Programm erprobte neben der kontrollierten Steuerung nach einem Strömungsabriss auch Avionik wie das Helmet-Mounted Visual and Audio Display System (HMVAD). Dieses konnte Informationen nicht nur grafisch auf dem Helmdisplay abbilden, sondern auch durch ein 3D-Audiosystem. Ferner wurde eine erweiterte Realität erprobt, indem gegen ein virtuelles Kampfflugzeug Dogfights geflogen wurden. Es wurde angestrebt, zusammen mit Spanien das Eurojet EJ200-Triebwerk mit Schubvektorsteuerung in das Experimentalflugzeug X-31 einzubauen, um den Weg für den Eurofighter zu bereiten. Aus verschiedenen Gründen kam dies jedoch nicht zustande.
Zur selben Zeit änderten sich die Anforderungen der USAF an den Advanced Tactical Fighter fundamental: Wenige Monate vor der Demonstrations- und Validierungsphase 1985 änderte die USAF das ursprüngliche Request for Information (RFI) zugunsten höherer Stealth-Anforderungen. Albert C. Piccirillo, Leiter des ATF-Programmes befürchtete, dass die USAF die Beschaffung des ATF nicht rechtfertigen könne, wenn nicht wie im F-117- und B-2-Programm Tarnkappentechnik eingesetzt würde. Firmen wie Lockheed, die mit einem Delta-Canard-Kampfflugzeug mit keilförmigen Baucheinlauf und vier halbversenkten Luft-Luft-Raketen antraten, waren deshalb gezwungen, ihre Entwürfe komplett zu überarbeiten.
Auch die Sowjetunion startete mit dem elften Fünfjahresplan die Entwicklung eines neuen Kampfflugzeuges. 1983 wurde Mikojan-Gurewitsch mit dem MFI-Projekt beauftragt, das sich am EFA und ATF orientierte. Frankreich baute in der Zwischenzeit einen flugfähigen Demonstrator, der den Namen Rafale A erhielt und am 4. Juli 1986 auf der Luftwaffenbasis in Istres seinen Erstflug absolvierte. Gleichzeitig wurde mit der Entwicklung der MICA-Lenkwaffe begonnen, um die sowjetische Salventaktik mit Suchermix zu übernehmen. Ende der 1980er Jahre wurde in der NATO ein Memorandum of Understanding (MoU) über zukünftige Luft-Luft-Lenkwaffen unterzeichnet. Die USA und europäische Länder einigten sich darin auf die Entwicklung der im Vergleich zur AIM-9 weiter reichenden infrarotgelenkten ASRAAM als Ergänzung zur aktiv radargelenkten AMRAAM.

### Ende des Kalten Kriegs

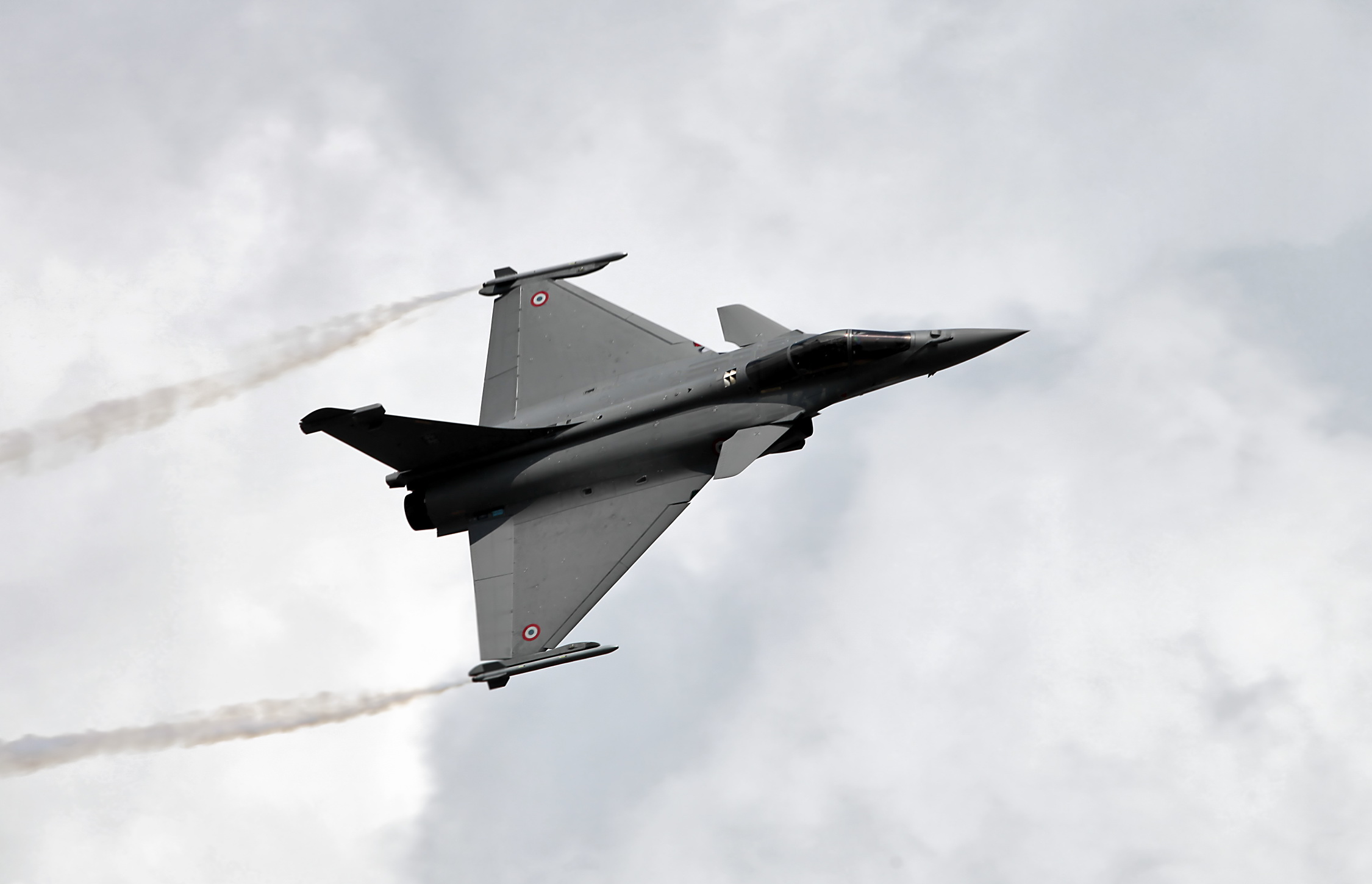
Alternative zum Eurofighter: Dassault Rafale

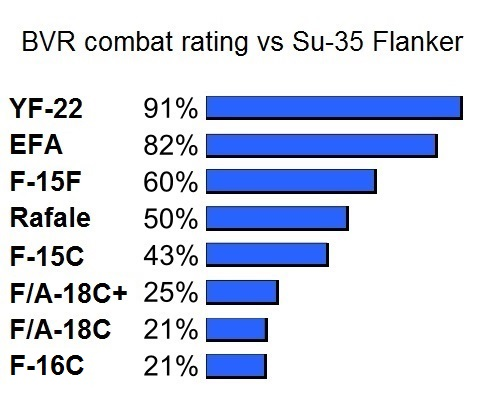
Ergebnisse der „DERA“-Studie; Details zu den verschiedenen Studien im Anhang

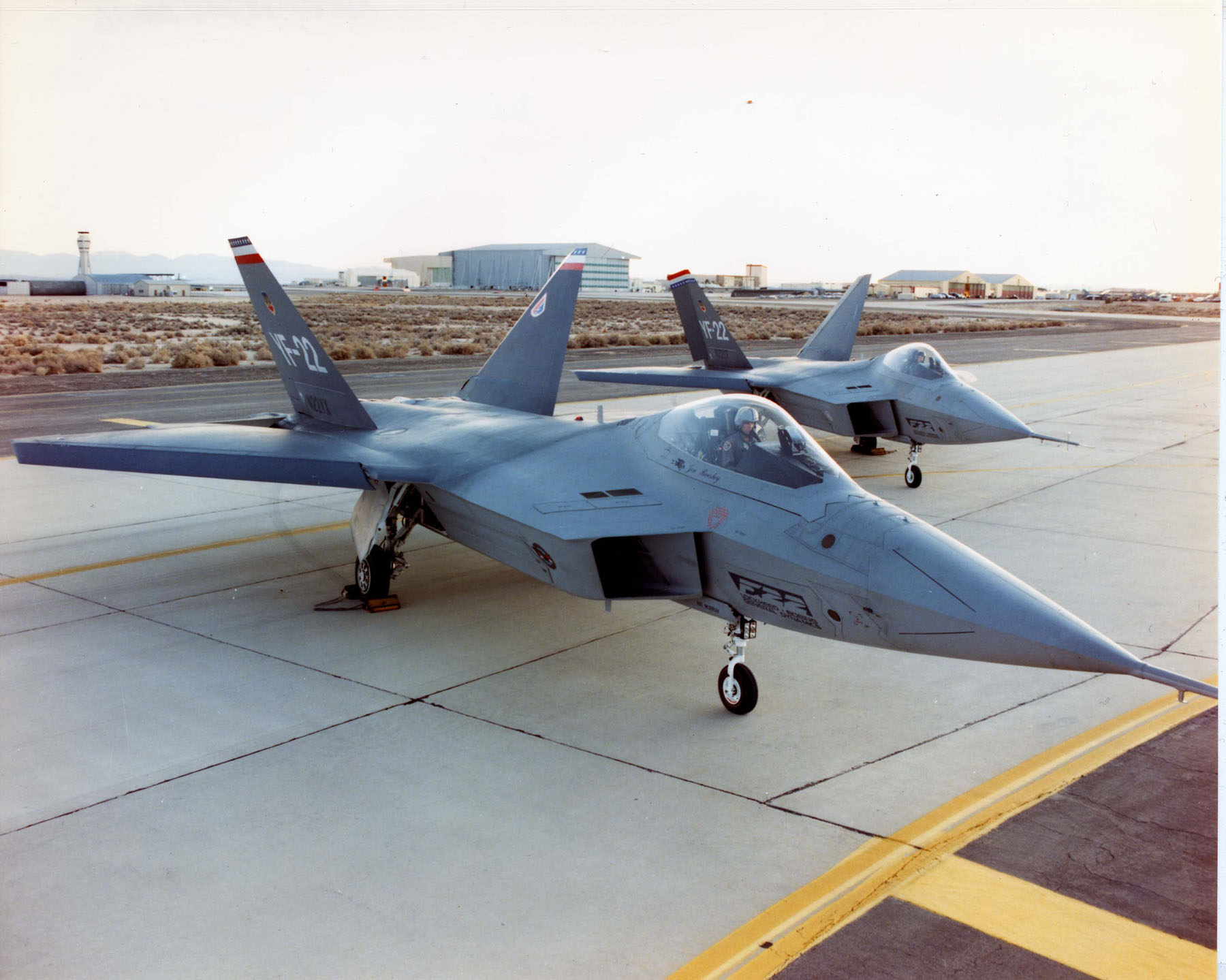
YF-22 Lightning II

Mit dem Ende des Kalten Krieges und der Auflösung des Warschauer Paktes kam das Eurofighter-Projekt 1992 in die Krise. Angesichts der zu erwartenden hohen Kosten der Deutschen Wiedervereinigung versprach die Bundesregierung unter Helmut Kohl den Ausstieg aus dem Projekt. Der damalige deutsche Verteidigungsminister Volker Rühe warb nun für ein preiswerteres Flugzeug, das auf Basis der Eurofighter-Technik gebaut werden sollte und das als „EFA-light“ oder „Jäger 90“ bezeichnet wurde. In sieben Studien wurden verschiedene Konfigurationen untersucht. Fünf davon wären durch die Neuentwicklung teurer geworden. Die beiden einstrahligen Konfigurationen wären zwar preiswerter gewesen, hatten aber keine bessere Performance als die potenziell gegnerischen Maschinen Su-27 Flanker und MiG-29 Fulcrum. Keine der untersuchten Konfigurationen konnte die Kampfkraft des als New EFA (NEFA) bezeichneten überarbeiteten Eurofighters erreichen. Als Alternative wurde von deutscher Seite die Beschaffung der französischen Dassault Rafale in Erwägung gezogen. Die politischen Überlegungen wurden von der Luftwaffe nicht geteilt. Der damalige Inspekteur der Luftwaffe, Jörg Kuebart, sagte, dass die einzige Alternative zum EFA weniger EFA seien.
Auch in Großbritannien wurde über die Beschaffung eines alternativen Kampfflugzeuges nachgedacht. Allerdings wurde ein gutes Preis-Leistungs-Verhältnis bei hoher Leistungsfähigkeit gefordert. Dabei wurde auch eine mögliche Beschaffung der in Entwicklung befindlichen YF-22 diskutiert. Deshalb wurden British Aerospace und die Defence Research Agency (DRA) mit einer Performance-Studie beauftragt, welche die Kampfkraft verschiedener moderner Kampfflugzeuge evaluieren sollte. Dabei wurde nur der Luftkampf außerhalb der Sichtweite des Piloten untersucht, da hier die Vorteile der YF-22 durch Tarnkappentechnik und Supercruise am größten sind. Der Vergleich basierte auf bekannten Daten dieser Flugzeuge; als gegnerische Maschine wurde eine modifizierte Su-27 Flanker (vergleichbar mit der Su-35 Super Flanker) angenommen. Die Studie kam zu dem Schluss, dass der Eurofighter etwa 80 % aller Luftkämpfe gewinnen würde, während die Chancen einer YF-22 bei etwa 90 % lägen. Da die Kosten für die YF-22 auf 60–100 % über denen des EFA geschätzt wurden, kam der zuständige Staatsminister für Rüstungsbeschaffungen Jonathan Aitken – der vorher das EFA ablehnte – zu dem Schluss, dass der Eurofighter die kosteneffektivste Lösung sei. Die Beschaffung des Eurofighters wurde daraufhin von britischer Seite weiterverfolgt.
In der Zwischenzeit stand Italien vor dem finanziellen Kollaps und wollte wie die Bundesregierung aus dem Eurofighter-Programm aussteigen. Eine diplomatische Intervention der britischen Regierung führte aber wieder zu einem Stimmungsumschwung, wodurch Deutschland politisch isoliert war. Da Deutschland bei einem Ausstieg die anderen Länder finanziell hätte entschädigen müssen, einigten sich der deutsche Bundesminister der Verteidigung Volker Rühe und sein britischer Amtskollege Malcolm Rifkind 1992 beim NATO-Treffen in Gleneagles auf eine Weiterführung des Projektes. Auf dieser Ausstiegs-Klausel hatte Deutschland zuvor bestanden aus Furcht, die kleineren Partner würden das Programm verlassen. Während das EFA mit einer Leermasse von 9750 kg eine Waffenlast von 6500 kg transportieren sollte, wurden 1992 in einer Überarbeitung der Verträge die Anforderungen angepasst. Für das neue EFA wurde die Lebensdauer des Flugwerkes von 3000 Stunden auf 6000 Stunden verdoppelt und die Waffenlast von 6500 kg auf 7500 kg erhöht, wodurch die Leermasse des Flugzeuges von 9750 kg auf 11.000 kg anstieg. Vermutlich wurde auch die Drosselung der EJ200-Triebwerke im Frieden auf 60 kN trocken und 90 kN nass vereinbart, um deren Lebensdauer ebenfalls zu verdoppeln. Das Projekt EFA/Jäger 90 wurde daraufhin in „Eurofighter 2000“ umbenannt. Deutschland wollte dabei aus Kostengründen das Radar AN/APG-65 integrieren und auf das Selbstschutzsystem verzichten, Großbritannien wollte keine Bordkanone einbauen. Letztlich wurden auch diese Sonderwünsche aufgegeben, so dass bis auf die Änderung der Massen und Lebensdauer das neue EFA dem alten EFA entsprach. Martin Friemer (MBB, Technischer Direktor des Eurofighter-Projekts) bezeichnete rückblickend das Verhalten der Bundesregierung als nicht hilfreich. Der unabhängige Verteidigungsanalyst Paul Beaver war der Ansicht, dass alle Versuche des deutschen Bundesministers der Verteidigung Volker Rühe, das Flugzeug preiswerter zu machen, nie durch Fakten fundiert waren und schätzt, dass die Kosten für den Eurofighter durch die Verzögerungen und das Redesign um 40–50 % erhöht worden sind. Ein Grund für die Verspätung sei auch die Entwicklung des Flugkontrollsystems durch Deutschland gewesen, was nur mit Hilfe von Außen gelang.
Nachdem die Weiterführung des Projektes gesichert schien, wollte Rühe die Zahl der deutschen Bestellungen auf 140 Flugzeuge reduzieren, aber den deutschen Arbeitsanteil am Projekt unverändert bei 33 % lassen. Nach einem weiteren Verhandlungsmarathon konnte man sich nach Abschluss des endgültigen Produktionsvertrages im Jahr 1997 auf 232 Flugzeuge für Großbritannien, 180 für Deutschland, 121 für Italien und 87 für Spanien einigen. Der Arbeitsanteil wurde zwischen British Aerospace (37,42 %), DASA (29,03 %), Aeritalia (19,52 %) und CASA (14,03 %) neu aufgeteilt. Großbritannien übernahm nun die Führungsposition im Projekt und das Flugzeug wurde in Eurofighter Typhoon umbenannt.

### Auslieferung und Weiterentwicklung
Während der politischen Verhandlungen wurde die Entwicklung des Eurofighters durch Industrie und Militär weiter vorangetrieben, als Auslieferungsdatum wurde das Jahr 2002 angepeilt. Am 27. März 1994 startete der erste Prototyp DA1 in Deutschland zu seinem Erstflug. Die Flüge der Prototypen DA1 und DA2 fanden noch mit den RB199-Triebwerken des Tornado-Kampfflugzeuges statt, da das Eurojet-EJ200-Triebwerk noch nicht einsatzfähig war. Am 4. Juni 1995 startete DA3 in Caselle bei Turin mit dem neuen Eurojet-EJ200-Triebwerk zu einem Erstflug und im März 1997 flog in Großbritannien erstmals auch die Zweisitzerversion. Am 21. November 2002 kam es beim 323. Testflug mit Vorserien-Triebwerken rund 100 Kilometer südlich von Madrid zum Absturz des Prototyps DA6. Zum Zeitpunkt der Zündung der Nachbrenner waren die Schubdüsen beider Triebwerke noch nicht vollständig geöffnet, der entstehende Rückstau führte zu einem Flammabriss. Aufgrund des daraus resultierenden Ausfalls der Hydraulik war das Flugzeug nicht mehr steuerbar und stürzte ab. Es wurde dabei völlig zerstört, die zweiköpfige Besatzung konnte sich mit den Schleudersitzen retten. Im Jahr 2002 war absehbar, dass das angepeilte Datum für die Auslieferung der ersten Serienmaschinen nicht eingehalten werden konnte, auch war am Ende des Jahres nicht absehbar, wann dies der Fall sein würde. Zusätzlich wurden in den Jahren 2000 bis 2002 insgesamt 1400 Komponenten geändert. So wurden im Cockpit die CRTs durch Flüssigkristallbildschirme ersetzt, ein g/AoA-Override-Schalter eingebaut, um höhere Anstellwinkel, Lastvielfache und Geschwindigkeiten erfliegen zu können, und ein Panikknopf integriert, der die Maschine bei Orientierungsverlust am Horizont ausrichtet und in einen leichten Steigflug versetzt. Die Möglichkeit, aktive Radarstörsender – konkret wurde der Texas Instruments GEN-X evaluiert – über die Dispenser abwerfen zu können, wurde fallengelassen.
Im Jahr 1994 begann Großbritannien mit den Future-Offensive-Air-System-Studien (FOAS), welche ein Nachfolgemuster für den Panavia Tornado hervorbringen sollten. Im Laufe der Untersuchungen wurde festgestellt, dass ein Kräftemix aus bemannten Kampfflugzeugen, Kampfdrohnen (UCAV) und Marschflugkörpern die beste Lösung sei. Eine europäische Kooperation wurde angestrebt und mit Frankreich verwirklicht. Deutschland zeigte Interesse beizutreten. Frankreich stieg später aus dem Projekt aus, welches daraufhin im Jahr 2005 beendet wurde. Eine Variante des Eurofighters wurde dabei von den Briten als Hauptplattform für FOAS angesehen, sodass in Zukunft Erkenntnisse der FOAS-Studien wie ein synthetisches Cockpit, stärkere Triebwerke für Mach-2-Marschflug, Conformal Fuel Tanks, „Signaturkontrolle“, Waffenschacht, Sprachsteuerung von Drohnen, Energiewaffen und leistungsstarke Datenlinks in das Eurofighter-Projekt einfließen werden.

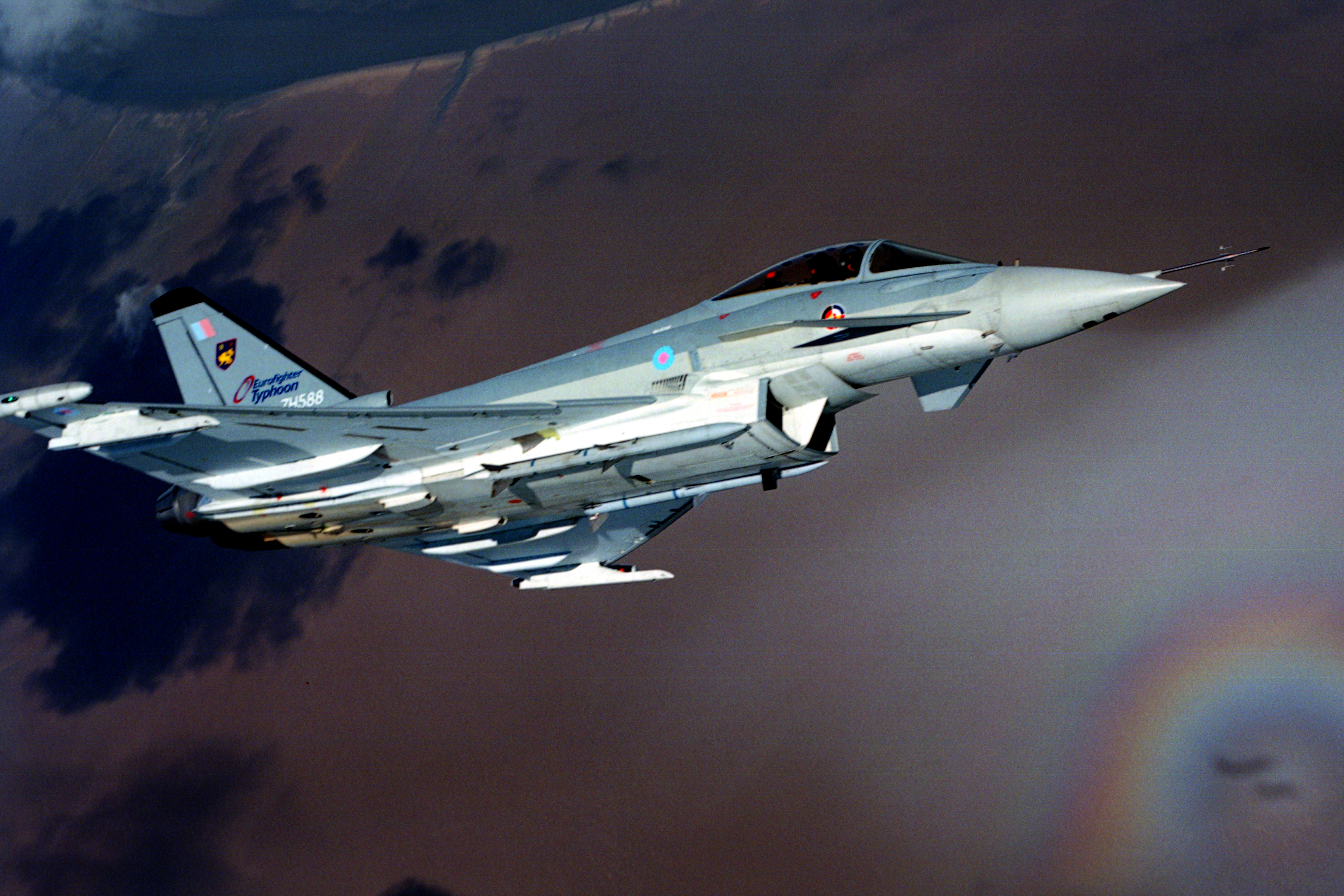
DA2 beim Abnahmetest, 1999

Im Jahr 1999 flogen DA4 und DA5 erstmals mit der Serienversion des CAPTOR-Radars, und es wurde mit der Softwareentwicklung der Sensoren begonnen. Dazu wurde das Radar in eine One-Eleven eingebaut, welche als (O-Ton) „Hack“-Flugzeug verwendet wurde. Nahkampfmodi, bei denen die Dynamik des Fluggerätes eine Rolle spielt, wurden mit den DAs erprobt. Die Hack-Flüge von PIRATE mit einer Dassault Falcon sollten Ende 1999 stattfinden, verschoben sich aber auf 2001. In diesem Jahr stand auch das DASS und Link 16 zur Verfügung, sodass bis 2004 die Sensorfusion fertig programmiert werden konnte.
Am 13. Juni 2003 wurde schließlich der erste seriengefertigte Eurofighter der Öffentlichkeit vorgestellt. Die Bundeswehr nahm die Maschine am 4. August 2003 ab. Die offizielle Truppeneinführung bei der deutschen Luftwaffe erfolgte am 30. April 2004 mit der Indienststellung von sieben zweisitzigen Eurofighter als Ausbildungsstaffel beim Jagdgeschwader 73 „Steinhoff“ in Laage. Im Februar 2005 fanden in Schweden erste Einsatzprüfungen in kalten Wetterzonen statt, im folgenden Sommer Hitzetests im spanischen Morón de la Frontera. Gleichzeitig wurde mit dem Bau der Simulatoren an den deutschen Standorten Laage, Neuburg und Nörvenich sowie den anderen Eurofighter-Nutzerländern begonnen. Diese werden zur Ausbildung und Umschulung von Piloten auf den Eurofighter sowie zur Entwicklung und Erprobung von Einsatztaktiken und -szenarien verwendet. Da Luftgefechte mit Lenkwaffen nicht trainiert werden können, stellen Simulatoren die einzige Möglichkeit hierfür dar. Durch die Vernetzung zwischen Cockpit- und Missionssimulatoren lassen sich außerdem Einsätze mit mehreren Teilnehmern im Verband oder gegeneinander üben.
Da teilweise Techniken oder finanzielle Mittel nicht zur Verfügung standen, wurden in den nachfolgenden Jahren Waffensysteme integriert, die Flugenveloppe erweitert und die volle Avionik eingerüstet. Das komplette Praetorian-Selbstschutzsystem (DASS) steht zum Beispiel erst ab Tranche 1 Block 2B zur Verfügung und der erste PIRATE-Sensor wurde am 2. August 2007 in einem Tranche-1-Block-5-Flugzeug an die Aeronautica Militare ausgeliefert. Das Helmet Mounted Symbology System (HMSS) ist erst seit Januar 2011 verfügbar. Die erste Kampfwertsteigerung Phase 1 Enhancement (P1E) wurde Ende 2013 für Tranche-2-Maschinen durchgeführt.

### Einsätze

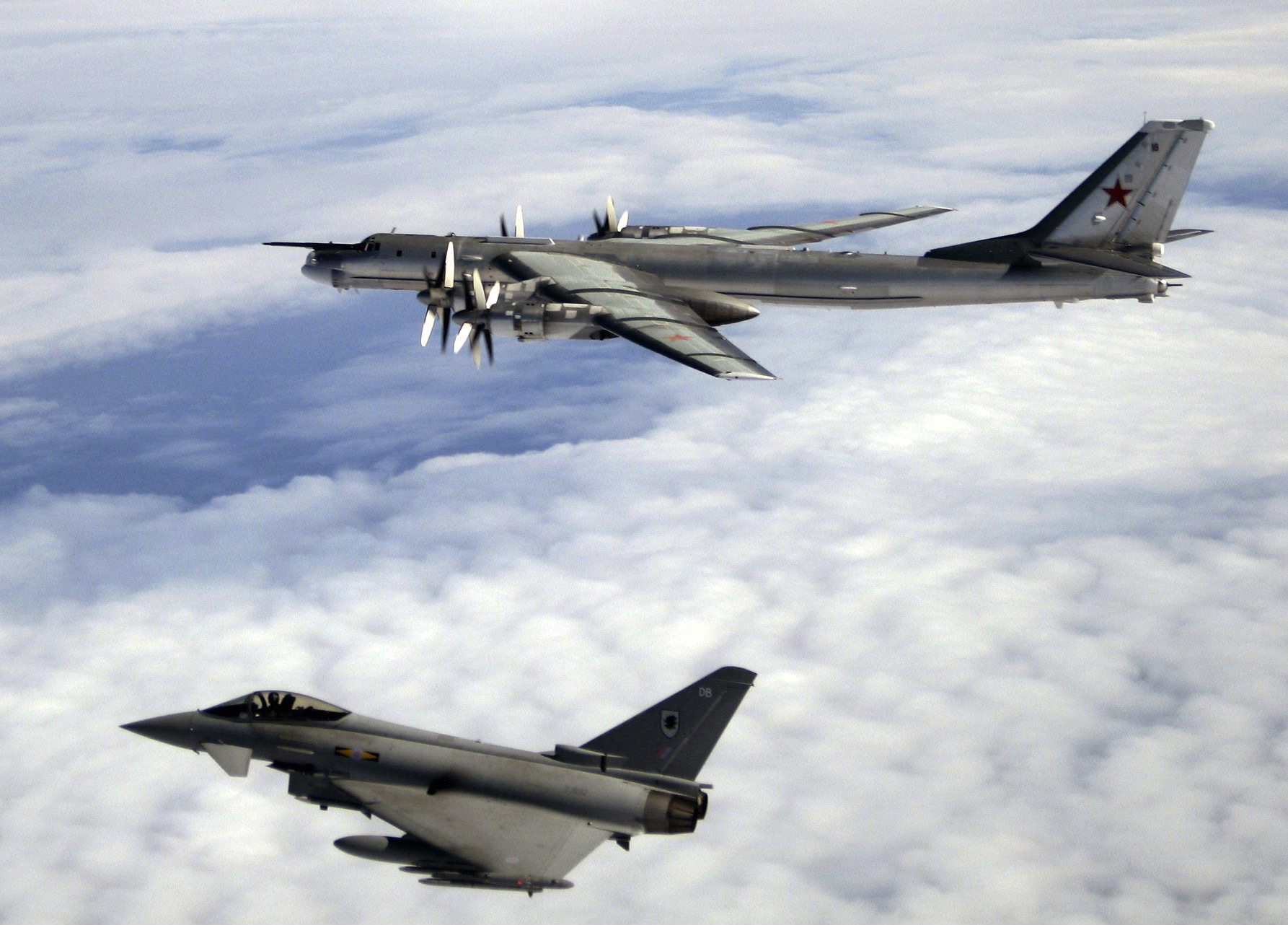
Typhoon der RAF begleitet eine Tu-95 über der Nordsee (2008)

Neben Luftraumüberwachungs-Einsätzen, im Rahmen derer beispielsweise russische Bomber über der Nordsee und dem Atlantik begleitet wurden, hatten britische Typhoons ihren ersten Kampfeinsatz am 21. März 2011 während der Militäreinsätze in Libyen 2011. Bei der „Operation Ellamy“ wurden 24 Typhoons der britischen No. XI Squadron auf den italienischen Luftwaffenstützpunkt Gioia del Colle verlegt. Innerhalb der ersten 24 Stunden nach der Ankunft begannen die Eurofighter, die Flugverbotszone über Libyen durchzusetzen. Vom 31. März bis zum 6. April wurden die Eurofighter in einer Konfiguration mit jeweils vier Kurzstrecken-Luft-Luft-Raketen AIM-132 ASRAAM und vier Luft-Luft-Raketen größerer Reichweite AIM-120 AMRAAM geflogen, danach wurden weniger Luft-Luft-Waffen zugunsten von Zielbeleuchtungsbehältern und zwei bis sechs lasergelenkten Bomben GBU-16/48 (Guided Bomb Unit) mitgeführt. Am ersten Tag wurde mit einem Vierer-Schwarm mittels EuroRADAR CAPTOR Jagd auf feindliche Hubschrauber gemacht, welche sich „springend“ fortbewegten, das heißt alle 15 bis 20 Minuten landeten, um der Radarerfassung zu entgehen. Abschüsse konnten nicht erzielt werden. Feindliche Kampfflugzeuge wurden während der gesamten Operation nicht erfasst.

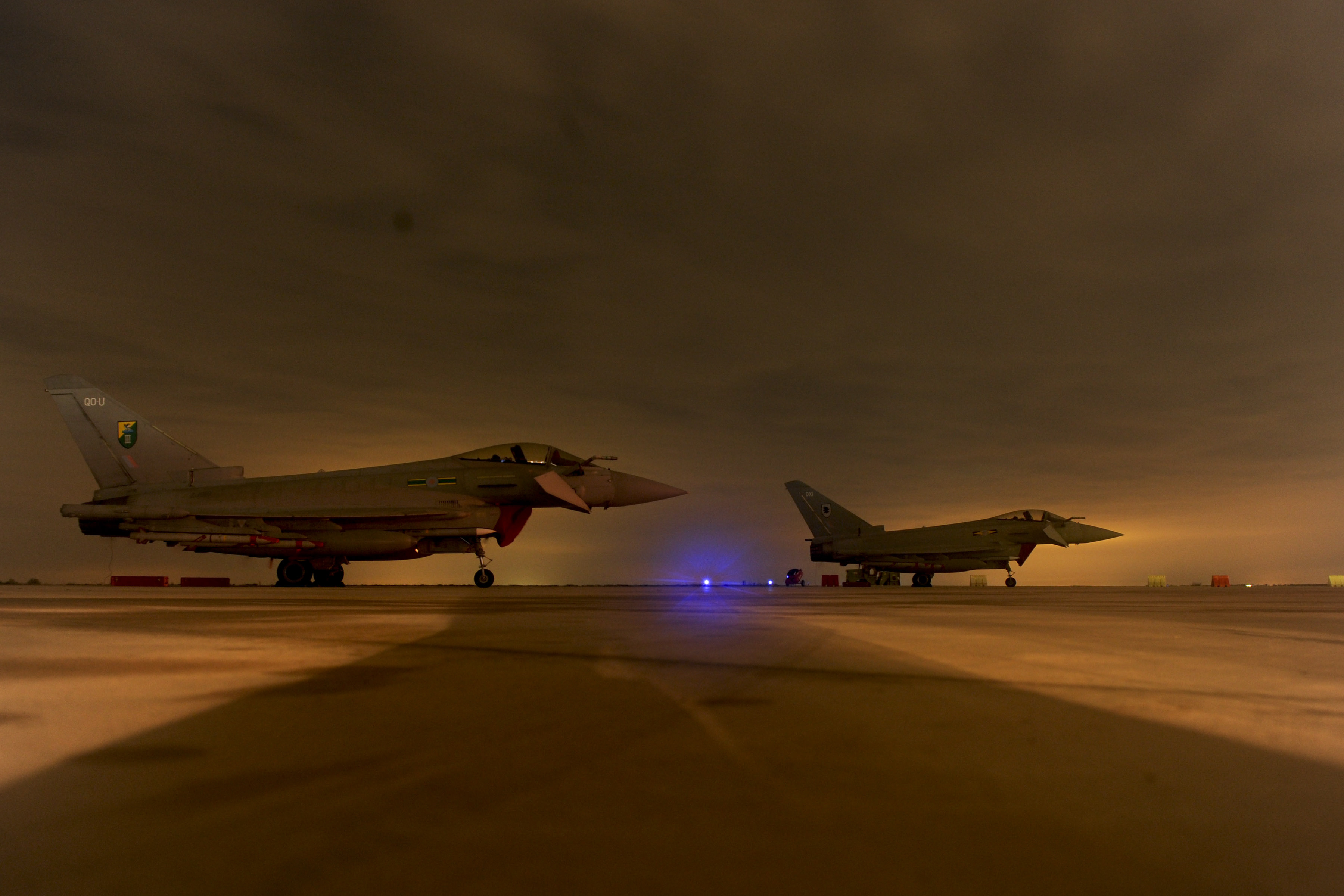
Typhoons in Gioia del Colle nach dem ersten Kampfeinsatz

Am 31. März 2011 begannen die Bodenoperationen. Die Typhoons griffen Ziele sowohl als reine Eurofighter-Staffeln als auch in gemischten Verbänden gemeinsam mit Tornados an. Bei den gemischten Verbänden wurde mittels Hunter-Killer-Taktik entweder die Zielaufklärung von den Eurofightern und der Angriff von den Tornados ausgeführt oder umgekehrt. Teilweise flogen die Piloten mit einem Tablet-Computer auf dem Oberschenkel, um Bilder des Zielgebietes vergleichen zu können. Die Erzeugung von Überschallknallen durch die Eurofighter – was recht häufig geschah – wurde ebenfalls als nützlich angesehen, um Präsenz zu zeigen. Die Kooperation mit den Tornados steigerte deren Kampfwert, da diese kein multifunktionales Informationsverteilungssystem (MIDS) besitzen. Durch dieses System werden alle eigenen Einheiten sowie deren Rufzeichen dargestellt. Bei Luftfahrzeugen zeigt das System darüber hinaus den Typ, die Flughöhe, den Steuerkurs sowie die Treibstoffmenge der anderen am Einsatz beteiligten Luftfahrzeuge der eigenen Einheiten an. Bei Schiffen werden neben der Position zudem Typ und Name angezeigt. Ist ein JSTARS oder ASTOR in Reichweite, werden auch entdeckte Bodenziele in Echtzeit dargestellt. Da die Tornados nicht über dieses System verfügen, wurden die Daten an die Eurofighter gesendet, welche die Informationen über Sprechfunk an die Tornados weitergaben und die Mission als Staffel gemeinsam durchführten. Diese waren teilweise recht komplex; bei einem Einsatz waren 14 Bomben gleichzeitig in der Luft, um simultan im Zielgebiet einzuschlagen. Insgesamt wurden über 400 Bomben von den Eurofightern abgeworfen.
Die Hauptbedrohung bestand in der gegnerischen Flugabwehr in Form von Flugabwehrkanonen (Flak) und schultergestützten Ein-Mann-Boden-Luft-Raketen (MANPADS), die aber jedes Mal überflogen werden konnten, ohne Schaden zu nehmen. Der Flakbeschuss blieb ohne Folgen. Die längste Mission dauerte 8 Stunden und 45 Minuten und benötigte fünf Luftbetankungen. Ursprünglich waren drei geplant, um die an der Nordküste zwischen Ost- und Westgrenze hin und her pendelnden Typhoons zu versorgen. Die durchschnittliche Einsatzzeit betrug sechs Stunden. Die befürchtete Informationsüberflutung blieb aus; nur während des Kontaktes mit einem Tanker Missionsbefehle entgegenzunehmen und in den Computer einzugeben, erwies sich als herausfordernd. In insgesamt 600 Missionen wurden 3000 Flugstunden absolviert. Innerhalb von 24 Stunden nach dem Ende des Einsatzes wurden die Flugzeuge wieder rückverlegt.
Im Februar 2015 griffen Eurofighter der Saudischen Luftwaffe erstmals Ziele des IS mit Paveway-IV-Bomben an.
Am 3. Dezember 2015 wurden britische Typhoon-Flugzeuge im Zuge der Operation Inherent Resolve auf der Luftwaffenbasis Akrotiri auf Zypern stationiert. Schon am folgenden Abend griffen die Eurofighter in Begleitung von Panavia Tornados Ziele des IS in Syrien an.

## Technik

### Auslegung
Der Eurofighter ist ein allwetterfähiges Mehrzweckkampfflugzeug, dessen Kampfbestimmung folgende operationelle Einsatzgebiete umfasst:
- Luftüberlegenheit und Luftraumüberwachung,
- Abfangjagd,
- Unterdrückung und Zerstörung von Luftverteidigungsanlagen,
- Luftnahunterstützung,
- Angriff zur See,
- Strategischer Angriff und
- Aufklärung.

Wegen der flexiblen Auslegung können zukünftige Missionen und Rollen relativ einfach implementiert werden. Diese Flexibilität basiert auf fortschrittlicher Technik in den Bereichen Avionik, Sensorik und Waffenintegration. Das Kampfflugzeug ist damit in der Lage, nicht nur verschiedene Rollen wahrzunehmen, sondern diese auch während einer einzigen Mission zu wechseln, wobei auch ein Wechsel zwischen Luft-Luft- und Luft-Boden-Einsatz möglich ist. Ein einziges Flugzeug für eine große Reihe an Einsatzprofilen reduziert Kosten, steigert die Effektivität und erleichtert die Zusammenarbeit mit alliierten Streitkräften.
In der Rolle des Luftüberlegenheitsjägers, für die er ursprünglich ausschließlich konzipiert wurde, kann der Eurofighter seine extreme Manövrierfähigkeit sowie sein hohes Schub-Gewicht-Verhältnis voll ausspielen. Er kann mehrere feindliche Kampfflugzeuge gleichzeitig inner- wie außerhalb des sichtbaren Bereichs bekämpfen, darüber hinaus aber auch diverse Bodenziele auf unterschiedliche Weise angreifen. Für diese vielfältigen Aufgaben stehen – neben einer fest installierten 27-mm-Bordkanone – insgesamt 13 Außenlaststationen für verschiedenste Waffengattungen sowie Abwurftanks zur Verfügung.

### Konstruktion
Der Eurofighter ist ein zweistrahliges Flugzeug mit Deltaflügeln und Canards. Die leichte Konstruktion besteht zu 82 % aus Verbundwerkstoffen (70 % Kohlenstofffaser, 12 % Glasfaser). Tragflächen und Außenhaut des Rumpfes sind aus Kohlenstofffaserverbundwerkstoff gefertigt. Die Entenflügel, Querruder und Teile der Triebwerke sowie die Flügelanschlussbeschläge bestehen aus einer Titanlegierung. Die Lufteinlässe, Vorflügel, die Rumpfinnenstruktur und die Vorderkante des Seitenleitwerks sind aus einer hochfesten Aluminiumlegierung gefertigt; die Cockpiteinfassung besteht aus einer Magnesiumlegierung. Die Radome sind hauptsächlich aus glasfaserverstärktem Kunststoff gefertigt. Zum Schutz vor Elektromagnetischen Störungen, Störemissionen, EMP, Hochleistungs-Mikrowellenangriffen (HPM) und Blitzen ist die Flugzeugzelle von einem leitenden Gitter umgeben. 1992 wurden in der Wehrtechnischen Dienststelle 81 (WTD 81) die Auswirkungen von HPM auf ein 1:20-Modell des Eurofighters untersucht. Diese Wehrtechnische Dienststelle 81 führte in den Jahren 2004 und 2005 gemeinsam mit dem Unternehmen QinetiQ EMP-Verifikationstests mit einem Eurofighter-Serienflugzeug der Tranche 1 durch.

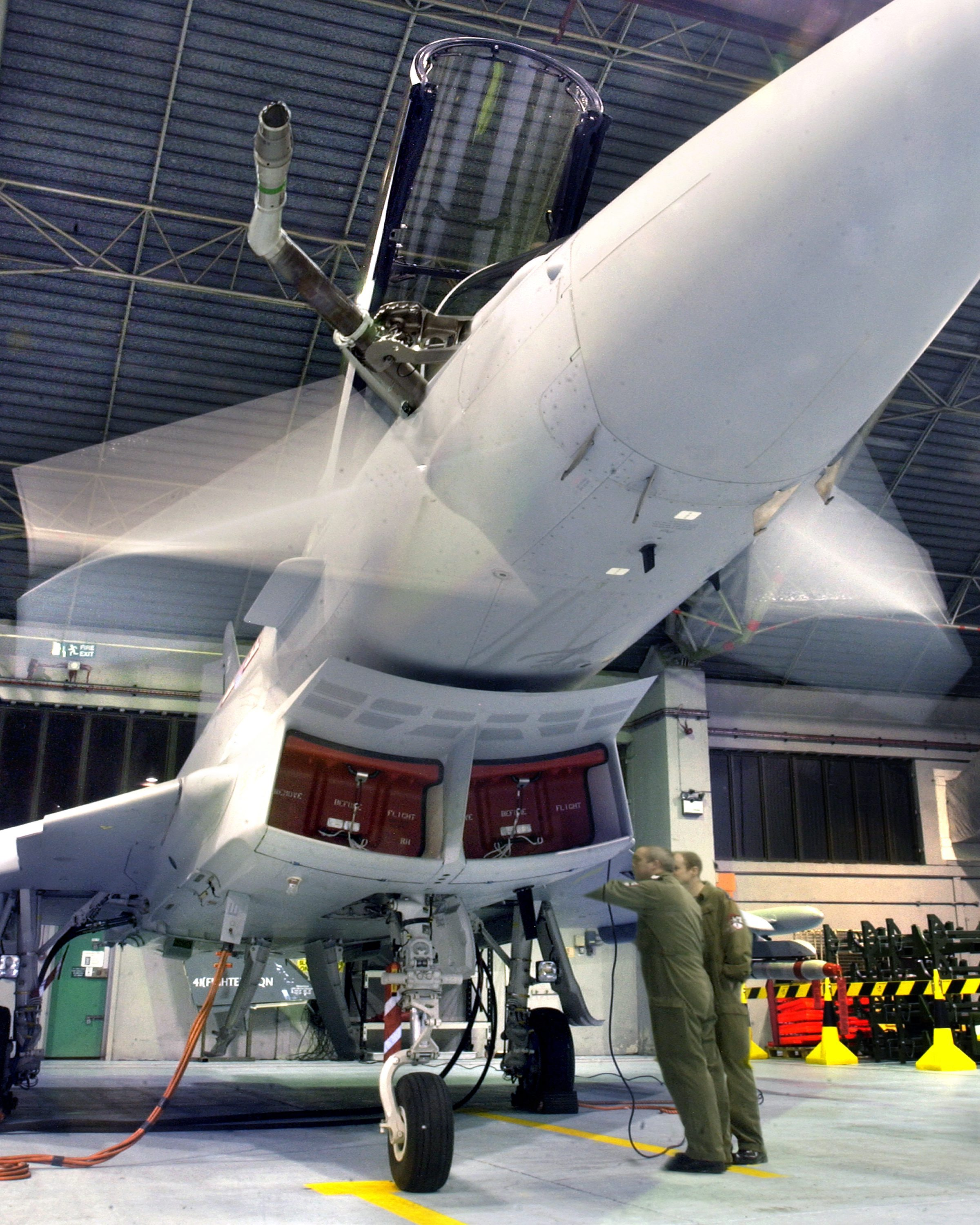
Eurofighter bei der Inspektion

Die Steuerung des Flugzeuges erfolgt über ein digitales, vierfach redundantes Fly-by-wire-System, das die vom Piloten am Steuerknüppel ausgeführten Bewegungen über Sensoren aufnimmt. Somit steuert der Pilot nicht direkt die Ruderanlage an, sondern gibt den Flugkontrollcomputern die Fluglage vor, für die dann die optimalen Ruderstellungen abhängig von der Fluglage, der Geschwindigkeit, dem Luftdruck und der Temperatur errechnet und die Ruder entsprechend angesteuert werden. Die vier vorhandenen Rechner verarbeiten die Eingabedaten und geben die Steuersignale an die Aktuatoren (Flächen, Klappen, Fahrwerk usw.) weiter. Der Eurofighter verwendet dazu zwei redundante Hydrauliksysteme, die mit einem Betriebsdruck von 275 bar (4000 psi) arbeiten. Die Rollbewegung wird dabei von den Elevons an der Flügelhinterseite erzeugt, die Nickbewegung durch Canards und Elevons. Hinter der Cockpithaube befindet sich noch eine große Luftbremse. Die Flight Control Computer (FCC) sind untereinander verbunden und mit den einzelnen Sensoren und Anzeigen gekoppelt. Das Flight Control System (FCS) garantiert ein sogenanntes carefree handling (CFH). Der Pilot kann also seine Maschine nicht mit Flugmanövern überlasten und die Struktur beschädigen, sondern das FCS wird nur solche Manöver zulassen und ausführen, die der Eurofighter in der jeweiligen Situation auch verträgt. Die Flugsteuerung umfasst ebenfalls die Bewaffnung und die Treibstoffversorgung. Der Eurofighter verfügt über je zwei Tanks pro Tragfläche und drei Satteltanks hinter dem Cockpit. Um die Maschine auszubalancieren und Stabilitätsprobleme zu vermeiden, wird der Kraftstoff im Flug kontinuierlich umgepumpt. Der Füllstand der Tanks wird dazu durch Drucksensoren überwacht.
Die Ausschreibung verlangte eine wartungsfreie Flugzeugzelle für 6000 Flugstunden und 8000 Landungen, was einer Nutzungsdauer von etwa 25 Betriebsjahren entspricht. Weiterhin wurde bezüglich der Schadenstoleranz gefordert, dass die Flugzeugzelle nach dem Ermüdungstest der doppelten geforderten Lebensdauer noch 100 % und nach der dreifachen Lebensdauer noch 80 % der maximalen Bruchlast aushalten solle. Der Betriebsfestigkeitsnachweis der Prototypenstruktur wurde im Ganzzellentest „Development Major Airframe Fatigue Test (DMAFT)“ von 1993 bis 1998 erbracht. Innerhalb der simulierten 18.000 Teststunden traten 91 Ermüdungsschäden auf. Die Flugzeugzelle wurde daraufhin im Rahmen der Serienreifmachung überarbeitet und seit 2005 im „Production Major Aircraft Fatigue Test (PMAFT)“ getestet. Der PMAFT-Status vom Juni 2017 lag bei 16.000 Teststunden. Die volle 6000-Flugstundenqualifikation mit 18.000 simulierten Teststunden wurde für Mitte 2018 erwartet. Für alle bisher gefundenen Schäden wurden bereits In-Service-Modifikationen definiert. Jeder Eurofighter ist mit einem Strukturüberwachungssystem „Structure Health Monitoring System (SHMS)“ ausgerüstet. Dabei sind zwei Versionen zu unterscheiden. Das sogenannte „Baseline System“, von Deutschland und Italien gewählt, ermittelt in Echtzeit an zehn Stellen im Rumpf die verbrauchte Lebensdauer basierend auf Flugparametern und Lastmatrizen. Das „National Fit System“ hingegen, gewählt von England und Spanien, ermittelt an 16 Rumpf- und Flügelstellen die verbrauchte Lebensdauer basierend auf Dehnmessstreifen. Zusätzlich werden noch Daten des EJ200-Triebwerks, des FCS, des Armament Control System (ACS) (dt. Waffenkontrollsystem) und des Fuel Gauging System (FUG) (dt. Füllstandsmessung der Tanks) abgefragt und im MDP „Maintenance DataPanel“ gespeichert. Die Daten können dann nach dem Flug über das PMDS Portable Maintenance Data Store zur weiteren Verarbeitung ausgelesen werden.
Das Flugzeug kann auch in der Luft betankt werden, dazu befindet sich rechts vor dem Cockpit eine abklappbare Betankungssonde. Ein Bremsschirm ist im Ansatz des Seitenleitwerks vorhanden, um die benötigte Landestrecke zu verkürzen. Der Typhoon kann damit auch auf vorgeschobenen Basen, kurzen Landebahnen und vermutlich auch auf Autobahn-Behelfsflugplätzen landen. Zwischen den Triebwerken ist ein Fanghaken angebracht, der aber nur im Notfall verwendet wird.

### Aerodynamik

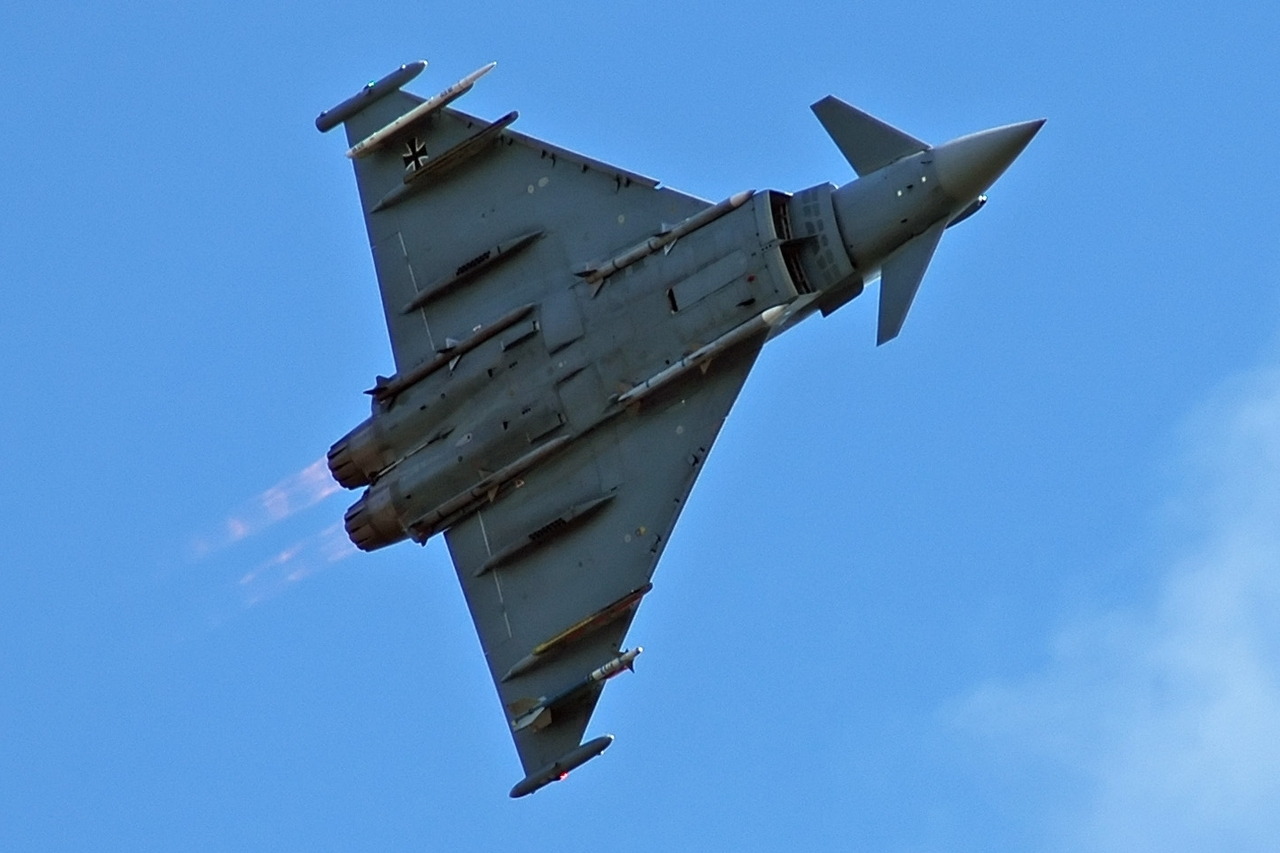
Eurofighter der deutschen Luftwaffe mit eingeschalteten Nachbrennern

Die Aerodynamik war die größte Herausforderung bei der Entwicklung des Flugzeuges, da ein Kampfflugzeug mit maximal möglicher Instabilität gebaut werden sollte. Um die notwendige Steuerbarkeit zu gewährleisten, ist ein Fly-by-wire-System mit Fluglagecomputer erforderlich. Ein Problem dabei ist der Bedarf nach linearer Aerodynamik. Klassische Flugregler benötigen sie, um das Flugzeug steuern zu können. Nicht-lineare Aerodynamik liegt zum Beispiel vor, wenn der Auftriebsbeiwert nicht mehr linear vom Anstellwinkel abhängt. Weitere Möglichkeiten sind, dass Aktuatoren je nach Manöverlast unterschiedliche Kräfte ausüben müssen oder Hysterese vorliegt. Bei instabilen Canard-Kampfflugzeugen sind Effekte nicht-linearer Aerodynamik unvermeidlich. Die Kunst besteht darin, diese Effekte zu linearisieren oder das Flight Control System (FCS) dagegen zu immunisieren. Durch die hohe Instabilität des Eurofighters war die Anforderung nach linearer Aerodynamik wesentlich verbindlicher. Es gab allerdings die Ansicht, dass das FCS auch mit äußerst nicht-linearer Aerodynamik umgehen könne. Der ganze Erfolg des Konzeptes hing davon ab, ob es gelingen würde, das Flugzeug sorgenfrei in seiner Flugenveloppe zu steuern (engl. carefree handling). Erste Schritte dazu wurden 1974 von MBB unternommen, als im Auftrag des Bundesministeriums der Verteidigung eine F-104G mit einem Fly-by-wire-System ausgestattet wurde. Dabei sollte untersucht werden, welches Maß an Instabilität noch durch einen Flugregler beherrschbar war. Auf den Erkenntnissen des F-104G CCV (Canard Control Vehicle) aufbauend konnte MBB seinen Delta-Canard-Entwurf TKF-90 entwickeln, der schließlich über den EAP und die X-31-Versuchsflugzeuge zum Eurofighter führte.
Während bei weniger instabilen Delta-Canard-Flugzeugen die Höhenleitwerke direkt vor und oberhalb der Tragfläche angebracht sind, wurden diese beim Typhoon weit vorne angeordnet. Grund dafür ist die Fähigkeit, die Nase des Flugzeugs von hohen Anstellwinkeln wieder herunterzusteuern. Bei einer Erhöhung des Anstellwinkels verschiebt sich der Druckpunkt der Tragfläche nach vorne, das Fluggerät wird noch instabiler. Möchte der Pilot nun die Nase des Eurofighters nach unten drücken, sind große Anstellwinkel der Entenflügel notwendig, was die Auslegungsgrenze der Instabilität war. Die Flugenveloppe ist im Unterschallbereich auf +9/−3g freigegeben. Im Notfall besteht allerdings die Möglichkeit, höhere G-Lasten zu erreichen. Dabei können Lastvielfache von bis zu +12g erflogen werden. Da Anti-G-Anzüge eine gewisse Zeit benötigen, um den Gegendruck aufzubauen, wird die Onset-g-Rate des Eurofighters vom Flight Control System (FCS) auf 15g/s begrenzt. Trotz erfolgreicher Tests von Prototypen mit Schubvektorsteuerung wird der Eurofighter Typhoon weiterhin ohne dieses System ausgeliefert. Eine Integration in die Serienproduktion ist nach heutigem Stand (2025) nicht vorgesehen.
Der weit vorne liegende Druckpunkt wandert im Überschallflug nach hinten, das Flugzeug wird dadurch stabil. Verglichen mit anderen Kampfflugzeugen ist die Stabilität allerdings wesentlich geringer. Der Eurofighter ist dadurch als einziges Kampfflugzeug in der Lage, auch 9-g-Manöver im Überschall zu fliegen. Der Zeitschrift Truppendienst zufolge ist dies bis Mach 1,2 möglich. Die Stabilität ändert sich mit zunehmender Geschwindigkeit jedoch bis mindestens Mach 1,6 nicht. Des Weiteren ist Mach 1,6 die maximale Manövergeschwindigkeit, nach der das Flugzeug ausgelegt wurde, was auf eine höhere Geschwindigkeit schließen lässt.
Der Eurofighter ist in der Lage, auch ohne Nachbrenner Überschallgeschwindigkeit zu erreichen (Supercruise). Mit einer Triebwerksleistung von 2 × 60 kN können ohne Außenlasten Mach 1,5 erreicht werden. Da die Triebwerke auf Gefechtseinstellung mit 2 × 69 kN eine 15 % höhere Trockenschubkraft besitzen, sind deutlich größere Geschwindigkeiten erzielbar. Die Fähigkeit zum Supercruise war vermutlich in der Ausschreibung enthalten, da Geschwindigkeiten dieser Größenordnung nicht zufällig erreicht werden. So schrieb Der Spiegel in der Ausgabe 31/1985: „Die Flugzeuge, darunter der mit einer Kanone und sechs Raketen bewaffnete Eurojäger, sollen nach den Erwartungen der Konstrukteure seit Einführung der Düsenflugzeuge den größten Entwicklungssprung der Luftfahrtgeschichte verkörpern. […] Vereinfachte, gleichfalls leichtere Triebwerke sollen die Jäger für das Jahr 2000 zu enormer Reichweite befähigen; dabei sollen sie ohne Nachbrenner mindestens ebenso schnell fliegen wie ihre Vorgänger mit Nachbrenner, dem schrecklichen Treibstoff-Vielfraß, der Reichweiten und Kampfkraft mindert.“ Da Großbritannien und Italien im Falle eines Konfliktes mit dem Warschauer Pakt dieselben Luftbasen wie die US Air Force benutzt hätten, wurde vermutlich die ATF-Anforderung von Mach 1,5 mit acht Luft-Luft-Raketen übernommen. Die offizielle Höchstgeschwindigkeit wird meist mit Mach 2 angegeben, wobei bereits der EAP-Demonstrator mit dem größeren Seitenleitwerk des Tornado und 2 × 75,5 kN Schubkraft diese Geschwindigkeit erreichte. Die vom österreichischen Bundesheer angegebenen 2.495 km/h in 10.975 m Höhe (Mach 2,35) sind deshalb wesentlich realistischer.

### Tarnkappentechnik
Der Eurofighter ist kein Tarnkappenflugzeug, trotzdem wurden einige Konstruktionsmerkmale in dieser Richtung optimiert. So wurden die Lufteinlässe nach oben gezogen, um rechte Winkel zu vermeiden und die Luft-Luft-Raketen halb im Mittelrumpf der Maschine versenkt, um den Radarquerschnitt (RCS) zu minimieren. Auf Maßnahmen, die sich negativ auf die Flugleistungen und die Agilität ausgewirkt hätten, wurde verzichtet. Eine Zielvorgabe war, dass der Radarquerschnitt (RCS) von vorn nur 1/4 dessen eines Panavia Tornado betragen darf. Zu diesem Zweck wurden alle von vorn sichtbaren Flächen mit radarabsorbierendem Material (RAM) beschichtet. Davon betroffen sind die Vorderkanten der Entenflügel, der Tragflächen und des Seitenleitwerks, die Lufteinlässe und die Vorderkantenklappen. Die Lufteinlässe haben einen s-förmigen Einlauf, der die direkte Sicht auf die vorderen Kompressorschaufeln des Triebwerks verhindert.
Das Radom des Radars wird in einem automatisierten Prozess gefertigt. Da das Material für die elektromagnetischen Wellen des eigenen Radars transparent sein muss, war dies ein Problem bei der Verkleinerung der Radarquerschnittsfläche. Um Abhilfe zu schaffen, entwickelte BAE Systems sogenannte „Frequency Selective Surface (FSS)“-Materialien. Diese bestehen aus einer Anordnung von Metallen, die im Radom verbaut werden. Sie sorgen dafür, dass das Radom für die Frequenzen und die Polarisation des eigenen Radars transparent ist, andere werden wegreflektiert oder absorbiert.
Die Cockpithaube ist mit einer dünnen Schicht bedeckt, welche für elektromagnetische Wellen undurchlässig ist und zur Radartarnung des Flugzeuges beiträgt.
Der tatsächliche frontale RCS-Wert unterliegt der Geheimhaltung, soll laut Aussage der Royal Air Force aber besser sein als die Zielvorgabe. Die japanische Luftfahrtzeitschrift J-WINGS, vergleichbar mit der deutschen Flug Revue, bezifferte in der August-Ausgabe 2010 den frontalen Radarquerschnitt des Eurofighters auf 0,05–0,1 m². Das Journal of Electronic Defense (JED) nannte 2005 als Vergleichswert 0,13 % des Radarquerschnitts einer Su-27/30/35 und etwa 0,2 % einer MiG-29. Während die MIG MFI standardmäßig einen Waffenschacht hinter dem Lufteinlauf besaß, kann dieser beim Eurofighter ebenfalls eingerüstet werden. Allerdings fällt dann die mittlere Außenlaststation für Abwurftanks weg. Als Alternative wurde ein Zusatztank im Seitenleitwerk oder rumpfkonforme Kraftstofftanks vorgeschlagen, letztere sind mit der Tranche 3 verfügbar.

### Cockpit
Der Arbeitsplatz der Piloten wird durch das Head-up-Display, das darunter liegende Data Link Control Panel (DLCP) und drei Multifunction Head Down Displays (MHDD) dominiert. Am linken Rand befindet sich noch eine Konsole zur Dateneingabe und -modifikation, am rechten Rand eine Anzeige für Kommunikations- und Linkdaten. Auf den drei AMLCD-Multifunktionsbildschirmen mit einer Größe von 159 mm × 159 mm und einer Auflösung von 1024 × 1024 Pixeln werden dem Piloten Flug- und Sensordaten, taktische Daten sowie Systeminformationen dargestellt. Über eine Fotozelle werden die Bildschirme automatisch den jeweiligen Lichtverhältnissen im Cockpit angepasst. Angesteuert werden die Bildschirme über jeweils 17 Tasten, über die Spracheingabe (Direct Voice Input, DVI) oder durch einen Cursor, der mit Hilfe eines XY-Controllers auf dem Schubhebel mit dem Zeigefinger der linken Hand bedient wird. Die Bildschirmtasten sind nicht fix beschriftet, sondern können nach Bedarf beliebige Schriftzeichen darstellen. Normalerweise wird vor dem Start ein Standard-Setup für jeden Monitor definiert, der Typhoon wählt dann automatisch je nach Situation und Stand der Mission die passende Anzeige aus. Für gewöhnlich wird in der Mitte das Pilot-Awareness-Format (PA-Format) angezeigt, was taktische Daten auf eine Karte setzt. Links wird das Attack-Format angezeigt, wo nur relevante taktische Daten abgebildet sind. Die Anzeige des rechten MHDD wird je nach Situation gewählt, z. B. RHI-Scope, Bild des Zielbehälters oder FLIRs, DASS-Format, Bewaffnung, Kraftstoff usw. Attack- und PA-Format zeigen stets das fusionierte Lagebild. Im oberen Teil des Cockpits befindet sich rechts vom DLCP der künstliche Horizont, links davon sind weitere Tasten angebracht. Neben dem rechten Knie befindet sich die Anzeige für Warnmeldungen. Die (Dreh-)Schalter auf den Armkonsolen links und rechts werden zum Hoch- und Runterfahren der Flugzeugsysteme und für Notsituationen benötigt, und im regulären Flug nicht gebraucht.
Die Bedienung des Flugzeuges ist hoch automatisiert: Bei einem Bombenangriff kann z. B. die Feuertaste permanent gedrückt gehalten werden, die Bomben werden automatisch im richtigen Moment ausgeklinkt. Die Automatisierung ist dabei mehrschichtig angelegt: Unerfahrene Piloten können einen hohen Grad wählen, um sich besser auf Taktik und Flug zu konzentrieren, während ein geringer Grad erfahrenen Piloten mehr Interaktionsmöglichkeiten mit dem System zur Verfügung stellt, um das Waffensystem auf das jeweilige taktische Szenario zu optimieren. Im Regelfall wird die Maschine nach dem VTAS-Prinzip (Voice, Throttle & Stick) gesteuert, die häufigsten Befehle können also nach dem HOTAS-Prinzip oder durch Spracheingabe ausgewählt werden. Die benutzerabhängige Sprachsteuerung umfasst zurzeit rund 200 Wörter und ist auf die Steuerung von 26 unkritischen Systemen begrenzt, die nicht die Flugsteuerung oder den Waffeneinsatz betreffen. Das System ist pilotenabhängig und verwendet Spracherkennungsalgorithmen, die musterbasierte Suche und Techniken neuronaler Netze zur Stimmerkennung und -erlernung anwenden. Die Erkennungswahrscheinlichkeit liegt bei über 95 %. Im Luftkampf ermöglicht das System das Aufschalten von Zielen mit zwei Wörtern und die Zielzuweisung an einen Flügelmann mit fünf Wörtern. Auch gewöhnliche Aufgaben wie z. B. Bildvergrößerung oder die Anzeige der Treibstoffmenge können durch Sprache erledigt werden.
Die Maschine wird über einen Steuerknüppel in der Mitte und einen Schubhebel auf der linken Seite gesteuert. Auf beiden sind jeweils zwölf Schalter angebracht. Der Pilot sitzt auf einem Martin-Baker-Mk16A-EF-Schleudersitz mit Null-Null-Fähigkeit und trägt zum Schutz vor hohen G-Kräften einen Anti-g-Anzug. In deutschen und österreichischen Eurofightern kommt dafür der flüssigkeitsgefüllte Libelle-G-Multiplus-Anzug zum Einsatz, andere Nutzerländer verwenden die pressluftgesteuerte Aircrew Equipment Assembly (AEA). Zur Beatmung des Piloten wird die Zapfluft der Triebwerke durch ein Molekularsieb aus Zeolithen gepresst, um ABC-Schutz zu gewährleisten und die Luft auf 95 % Sauerstoff anzureichern. Kombiniert mit Argon wird das Gemisch vom Piloten eingeatmet, während der konzentrierte Stickstoff und andere Stoffe aus den Filtern durch einen Nebenstrom des erzeugten sauerstoffreichen Gemisches über Bord gespült werden. Ein identisch aufgebautes System wird auch in der F-22 eingesetzt, sowie in der F-35, da dies von Honeywell zugeliefert wird. Die tropfenförmige Cockpithaube wird von der britischen GKN Aerospace gebaut, die auch die Hauben der F-22 und F-35 fertigt. Sie gewährt dem Piloten eine annähernde 360°-Rundumsicht und ist nicht aus einem Stück gefertigt, die vordere Strebe dient zur Aufnahme von Rückspiegeln.
Das Head-up-Display besitzt ein Sichtfeld von 35 × 25° und stellt dem Piloten die wichtigsten Informationen dar. Dazu gehören Flughöhe, -geschwindigkeit und -richtung, Navigationsdaten und Waffeninformationen. Bei ungelenkter Freifallmunition wird beispielsweise die CCIP-Markierung (Continuously Computed Impact Point) eingeblendet, um dem Piloten das Zielen zu ermöglichen. Alternativ kann auch das Infrarotbild von PIRATE auf das HUD projiziert werden, um als Forward Looking Infrared bei widrigen Sichtverhältnissen zu dienen. Ein Novum beim Eurofighter ist die automatische Errechnung des optimalen Ausweichkurses bei Raketenbeschuss durch die Avionik, der dem Piloten auf dem HUD dargestellt wird. Da das Praetorian-Selbstschutzsystem bei identifizierten Gefahren vollautomatisch Gegenmaßnahmen auslöst, muss der Pilot nur dem errechneten Ausweichkurs folgen, um Lenkwaffen auszumanövrieren. Dabei wird wie in einem Computerspiel ein Richtungspfeil eingeblendet, welcher die erforderliche Flugrichtung und G-Last anzeigt. Der Pilot muss die Nase der Maschine nur innerhalb von rechteckigen Begrenzungsboxen halten, die auf dem HUD anzeigt werden. Der Countdown bis zum nächsten Manöverabschnitt wird im unteren Bereich des HUD eingeblendet. Dauert es länger als 10 Sekunden, wird an dieser Stelle ein „<“ eingeblendet. Laufen die 10 Sekunden ab, fährt ein „v“ das Rechteck von rechts nach links ab. Am äußersten Punkt auf der linken Seite ändert sich dann der Richtungspfeil und eine neue Begrenzungsbox wird eingeblendet, sowie der neue Name für das Flugmanöver. Den einzelnen Manöverabschnitten werden fortlaufende Namen zugewiesen, die in dem Rechteck angezeigt werden, zusammen mit der gesamten Zeit, die das Ausweichmanöver andauert. Zum Beispiel „BOGEY-1 13“ für das erste Manöver, wobei das Ausmanövrieren der Lenkwaffe von „BOGEY“ insgesamt 13 Sekunden in Anspruch nimmt. Das Kommunikations- und Audio-Management-System (Communications and Audio Management Unit, CAMU) warnt den Piloten sowohl in gesprochener Form als auch mit simplen Signaltönen vor Bedrohungen.

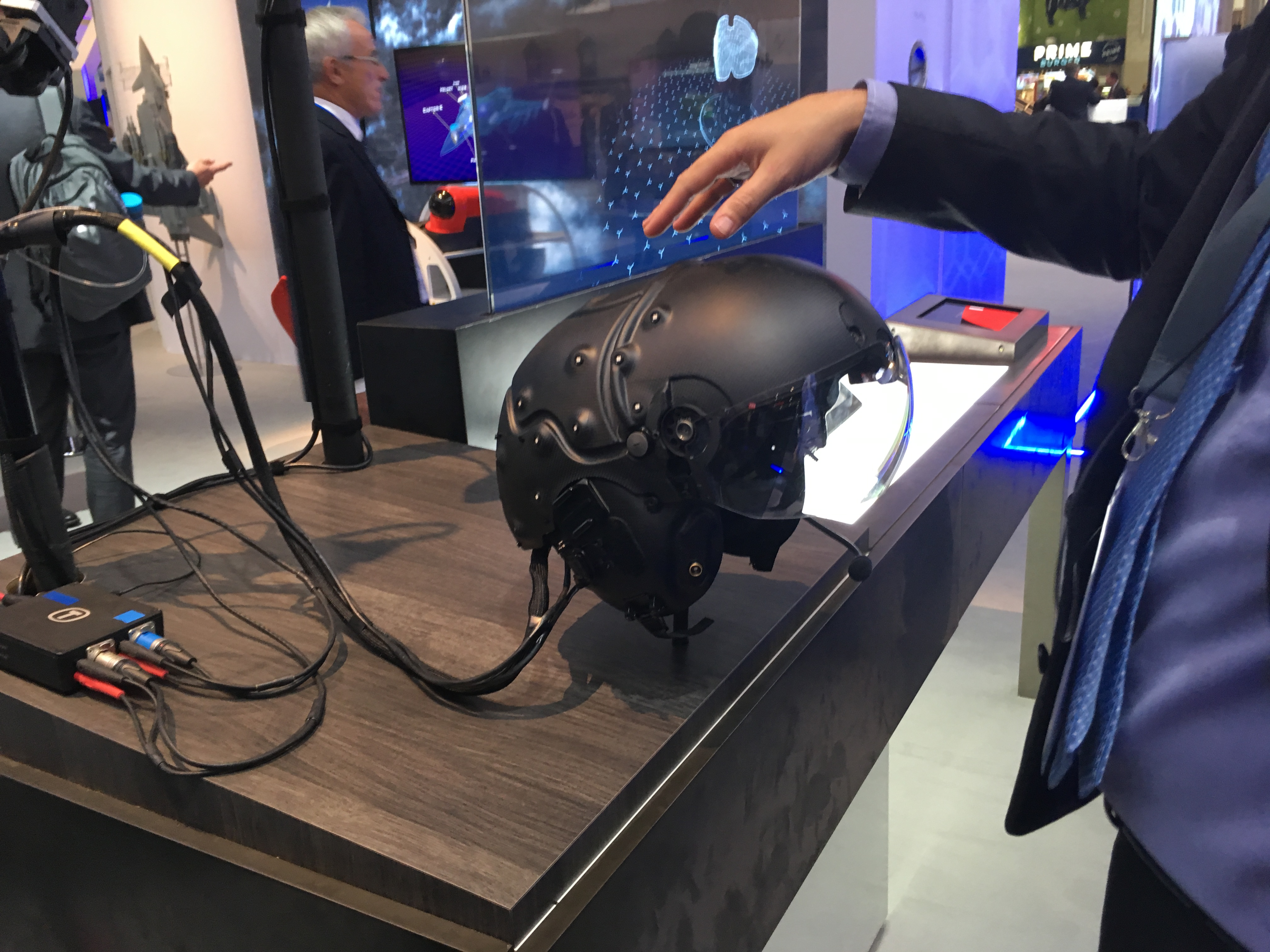
Striker-II-Datenhelm

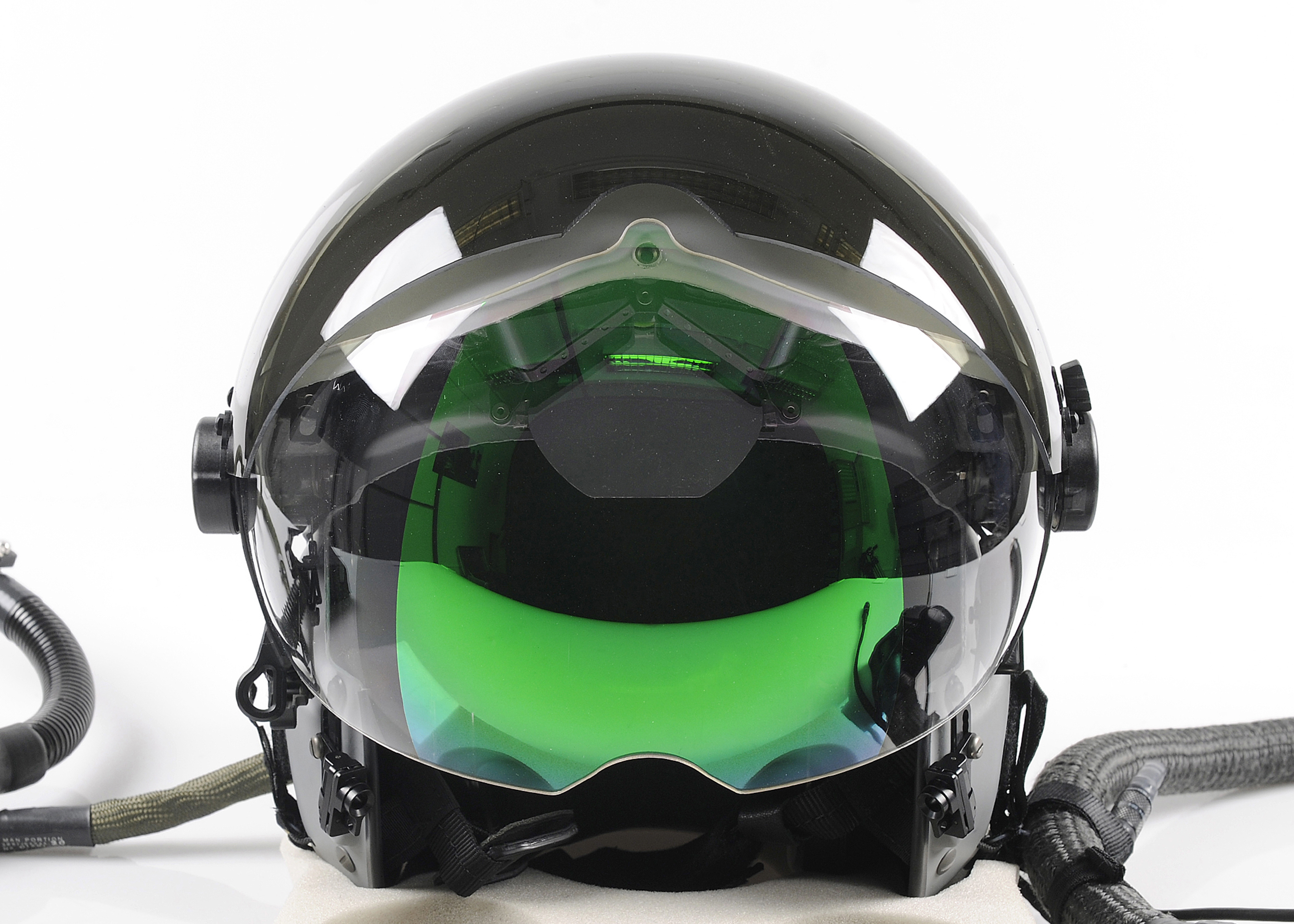
Helm eines Eurofighter-Piloten; das Helmet-mounted Symbology System (HMSS)

Der Striker-Datenhelm steht nach einer langen Entwicklungsgeschichte erst seit Anfang 2011 voll zur Verfügung und kostet etwa 400.100 $ pro Exemplar. Am 1,9 kg schweren Helm werden das Mikrofon und die Sauerstoffmaske befestigt. Am Pilotenhelm können links und rechts zwei restlichtverstärkende Kameras mit einem Sichtfeld von je 40° × 30° eingebaut werden, deren Bilder auf das Helmdisplay projiziert werden können, um konventionelle Nachtsichtgeräte zu ersetzen. Das Helmgewicht steigt dadurch auf 2,3 kg an. Das Helmvisier ist mit einer Laser-/UV-/Blaulicht-/Infrarotschutzbeschichtung versehen. In ballistischen Tests musste das Visier den Beschuss durch drei hintereinander abgefeuerte 0,22-Zoll-Splitter verkraften, ohne durchschlagen zu werden. Der zweischalige Helm wurde auch gegen Explosionen in Kopfnähe erprobt. Das Helmdisplay besteht aus binokularen Kathodenstrahlröhrenbildschirmen und ist mit dem Head-Tracking-System (HTS) gekoppelt. Im Cockpit sind dazu zwei Kameras installiert, welche die Kopfbewegungen des Piloten in drei Dimensionen bis auf weniger als 1° genau erkennen. Die Kameras triangulieren dazu die Position der Leuchtdioden auf dem Helm, welche in Dreiergruppen zusammengefasst sind. Je eine Diode einer Gruppe strahlt dazu mit einer speziellen Frequenz, durch welche die momentan leuchtende Gruppe identifiziert, und damit die Helmposition im Raum bestimmt werden kann. Die optimale Dreiergruppe, die leuchten soll, wird auf Basis der aktuellen Helmposition bestimmt. Das Kamerasystem deckt praktisch das ganze Cockpit ab, sodass Hüft- und Kopfdrehungen des Piloten möglich sind. Das Helmet-mounted Symbology System (HMSS) stellt auf Basis des fusionierten Lagebildes die Position von Flugzeugen und Lenkwaffen, und anderer besonderer Merkmale der Umgebung durch Symbole auf dem Helmvisier dar. Der Pilot kann damit Ziele „durch“ das eigene Flugzeug sehen, diese aufschalten und dann per Spracheingabe priorisieren und Lenkwaffen darauf abfeuern, sowie Sensoren wie Radar oder Zielbeleuchtungsbehälter mit Kopfbewegungen zuweisen. Das Bedienprinzip wird vom Hersteller als Point-and-Click bezeichnet.
Langfristig ist die Integration eines 3D-Audiosystems wie in der X-31 geplant. Der Striker-Helm wurde dafür bereits vorbereitet. Am Ende soll auch das HUD verschwinden. Das HMSS stellt bereits dieselben Flugdaten wie das HUD dar. Ab 2006 begann EADS, auch in Zusammenarbeit mit deutschen Hochschulen, Eurofighter-Testpiloten und der WTD 61, einen berührungsempfindlichen Großflächenbildschirm als Bedienkonzept zu untersuchen, welcher MHDDs und DLCP ersetzen könnte. Dabei wurde die Nutzbarkeit von synthetischer Außensicht, Dropout-Menüs, PA-Vollbilddarstellung mit bzw. ohne eingeblendete Seitenfenster untersucht, ebenso ob der XY-Controller durch einen Trackball ersetzt werden sollte. Im nächsten Schritt ist die Bewertung eines Prototyps im Simulator geplant.

### Avionik

#### Rechnernetz
Im Gegensatz zur F-22 und Rafale F2/3 kommt im Eurofighter noch keine Integrierte Modulare Avionik (IMA) zum Einsatz. Während bei den beiden alle Sensordaten in ein zentrales Datenverarbeitungssystem eingespeist werden, werden im Typhoon die Sensordaten durch mehrere Subsysteme verarbeitet, um zu einem taktischen Gesamtbild der Situation zusammengefügt zu werden. Die Avionik besteht dabei aus mehreren Computern, die über Glasfaserleitungen nach STANAG 3910 verknüpft sind und bis zu 1.000 Mbit/s übertragen können. Einzelne Systeme stellen auch „Inseln“ in der Avionik dar und werden erst über einen weiteren Rechner an das Glasfasernetz angeschlossen. So sind die Subsysteme des Praetorian-Systems, die Systeme zur Freund-Feind-Abfrage, die Flugzeug-Grundsysteme, das Waffenkontrollsystem und die Subsysteme des Cockpits über MIL-STD-1553-Datenbusse verknüpft, die für einen geringeren Datendurchsatz von 100 Mbit/s ausgelegt sind. Neben der lokalen Luftkühlung einzelner Komponenten wird die Abwärme der Avionik und des Anti-G-Anzuges über Flüssigkühlkreisläufe an den Treibstoff abgegeben, der als Wärmesenke dient. Die komplette Software des Eurofighters ist in Ada geschrieben. Zum Zeitpunkt der Projektentwicklung war der Eurofighter das größte Ada-Softwareprojekt in Europa.
Bei Tranche-1-Maschinen sind alle Mikroprozessoren vom Typ Motorola 68020, der als General Purpose Processor (GPP) bezeichnet wird. Bei diesen LRU-Rechnern kann die Anwendungssoftware nur mit dieser einen bestimmten Hardware des jeweiligen Missionscomputers arbeiten, was Änderungen erschwert bzw. unmöglich machen kann. Um der Obsoleszenz entgegenzuwirken, wurde das Praetorian-Selbstschutzsystem (DASS) kurz vor der Auslieferung (ab 2002) mit PowerPC4A-Prozessorkarten von Radstone Technology ausgerüstet. Es handelt sich um eine Sonderanfertigung auf Basis von COTS-Produkten, um mit den Randbedingungen des DASS fertigzuwerden. Ebenfalls wurde zwischen Hardware und DASS-Anwendungssoftware das Betriebssystem VxWorks installiert, um die Anwendungssoftware hardwareunabhängiger zu machen.
Bei Flugzeugen der Tranche 2 erfolgte eine komplette Überarbeitung der Avionik nach ASAAC, d. h. eine strikte Trennung einer Funktion in Hard- und Software. EADS begann bereits vor 2001 mit der Entwicklung von IMA auf COTS-Basis nach ASAAC-Standard für Flugzeuge wie den Eurofighter. Kernelement für diesen Universal Aircraft Computer (UAC) war die Trennung zwischen Hardware, Hardwareabstraktionsschicht (HAL), Betriebssystem und Anwendungssoftware (Apps). Im Gegensatz zur Rafale, welche bei F2 direkt auf IMA wechselte, wurde bei der Tranche 2 des Eurofighters die ursprüngliche Avionik-Architektur zur Risikoreduzierung beibehalten, allerdings die Rechenbausteine standardisiert und mit Integrity-178B ein einheitliches Echtzeit-Betriebssystem (OS) für alle Missionsrechner gewählt. Hardware, HAL und OS sind für alle LRIs gleich, nur die Apps unterscheiden sich je nach Einsatzgebiet des Missionsrechners. Für die Kommunikation zwischen den Rechnern besitzt jede LRI ein Common EFEX Module (CEM), was als Mittler zwischen ASAAC-Standard und real existierender Eurofighter-Technik dient. ASAAC arbeitet mit Paketvermittlung, EFEX hingegen mit einer vordefinierten Übertragungstabelle. Die Apps/Missionsrechner des Eurofighters kommunizieren mit einer Art Mailboxsystem und legen die Mail im Zielrechner ab, während nach ASAAC die Informationen über virtuelle Kanäle gesendet wird. Ferner besitzt jede LRI über drei Common Processing Modules (CPM) welche die Anwendungssoftware auf dem OS ausführen. Alle vier Module der LRI sind über eine VMEbus-Backplane verbunden. Die LRIs werden z. B. von Rockwell Collins geliefert, entsprechen dem 1/2 ATR-Standard, sind luftgekühlt, haben sechs Steckplätze und können bis zu 250 W zur Verfügung stellen. Die drei Prozessorkarten besitzen Dual-/Quadcoreprozessoren und PCI Mezzanine Cards mit Massenspeicher. Sollte der VMEBus bzw. EFEX nicht ausreichen, können 10-GEth-Leitungen angekabelt werden. IPA6 und IPA7 wurden für die Flugtests der neuen Avionik eingesetzt, die für die internationale Zulassung erforderlich waren.
Der nächste Schritt besteht nun darin, die über 40 Missionscomputer des Eurofighters zu einem einzigen General Purpose Mission Computer (GPMC) zusammenzuführen. Statt über 40 identische Rechner mit identischem Betriebssystem und unterschiedlicher Anwendungssoftware zu unterhalten, müsste so nur ein einziger Missionsrechner mit einem einzigen Betriebssystem am Laufen gehalten werden, der über 40 Apps gleichzeitig ausführt. Alle Rechenaufgaben, mit Ausnahme der flugkritischen Computer und der Signalverarbeitung in den Sensoren, würden so dem GPMC mit Shared Memory zufallen. Knackpunkt ist, dass die Zahl der Programmfehler sehr niedrig sein muss, weil Redundanz verloren geht. Für den virtuellen Schub des GPMC ist ein Freescale QorIQ-T4240-Mehrkernprozessor angedacht. Die Flugzeuge der Tranche 3 sind bereits für die Aufnahme des General Purpose Mission Computer vorbereitet. Ferner wurde hier der MIL-STD-1760-Waffenbus durch den neuen MIL-STD-1760E mit zusätzlichen Glasfaserleitungen ersetzt.
Flugzeuge der Tranche 2 und 3 sind deshalb softwareseitig identisch, da die Anwendungssoftware bzw. ihre Updates auf demselben Betriebssystem laufen und ASAAC-konform sind (Evolution Packages). Flugzeuge der Tranche 1 können und werden hingegen nur beschränkt durch Software-Updates verbessert (Drops). Eine Lösung des Tranche-1-Obsoleszenzproblems ist zurzeit (5/2014) nicht in Sicht; denkbar ist eine Hochrüstung auf ASAAC-Standard, wie dies bereits bei den meisten IPAs getan wurde. Denkbar ist auch eine Umrüstung auf den GPMC für alle Eurofighter aller Tranchen, wenn dieser verfügbar ist. Eine Lösung sollte auch maßgeblich von Österreich als einzigem Tranche-1-Exportkunden abhängen.
Die LRI-Rechner ab Tranche 2 verfügen auch über einen USB-2.0-Anschluss. Die Typhoons können damit auch ohne ACMI-Pod fliegen. Der Übungskampf wird dann dank einer speziellen Software auf einem USB-Stick aufgezeichnet, ohne allen Übungspartnern in Echtzeit angezeigt zu werden, wie bei ACMI üblich. Der Kampf kann nach der Landung individuell am Computer ausgewertet werden, sodass auch geheime Systeme wie das DASS erprobt werden können.
Ursprünglich sollten die Eurofighter ab 2009 ein neues Kryptomodul von Cassidian erhalten, die Validierung verschob sich aber bis auf 2012. Beim älteren Modul müssen die Codes für Radio, IFF, GPS und Datenlinks vor jeder Mission manuell eingegeben und vor dem Herunterfahren gelöscht werden. Das neue Modul besitzt eine Kennwortverwaltung und muss nur einmal mit allen Codes bestückt werden, welche darin sicher verwahrt sein sollen. Statt eine Stunde lang vor jeder Mission die benötigten Schlüssel einzugeben, mit dem Risiko von Eingabefehlern, dauert die Prozedur nun weniger als eine Minute. Damit soll ein dreistelliger Millionenbetrag bei den Lebenszykluskosten eingespart werden. Der Eurofighter ist das erste Kampfflugzeug mit einem solchen System.

#### Sensorfusion
Das Attack and Identification System (AIS) des Typhoon ist für die Sensorfusion zuständig und besteht aus zwei identischen Rechnern, dem Navigation Computer (NC) und dem Attack Computer (AC). Die Sensorkontakte des Radars, Infrarotzielsystems (IRST), der elektronischen Unterstützungsmaßnahmen (ESM), des Multifunctional Information Distribution Systems (MIDS) und der Raketenwarner (MAW) werden hier zu einem taktischen Gesamtbild zusammengefügt und analysiert. Details darüber wurden nicht direkt veröffentlicht. Allerdings wurde 1999 auf der NATO-RTO-Konferenz ein Papier der DERA über Sensorfusion für den Selbstschutz von Kampfflugzeugen veröffentlicht, dessen zentrale Aussagen sich mit den bekannten Fakten des Eurofighters decken. Grundlage dieser Veröffentlichung waren Arbeiten in Form von Anwendungsforschung, die für das Operational Requirements (Air) Directorate des MOD getätigt wurden. Ferner beziehen sich die Angaben des Papiers laut Autor auf eine Reihe von Projektunterstützungsaktivitäten, die für den Producement Executive ausgeführt und von ihm finanziert wurden. Da der Eurofighter vor und um 1999 das einzige Kampfflugzeug-Beschaffungsprojekt der RAF war, beziehen sich die nachfolgenden Abschnitte auf diese Veröffentlichung sowie weitere ergänzende Quellen.
Der Rechnerverbund sollte das Situationsbewusstsein des Piloten erhöhen, vor Bedrohungen warnen, diese identifizieren, charakterisieren und priorisieren. Ferner sollte das Selbstverteidigungssystem die effektivste Gegenstrategie ermitteln und mit Bedrohungsvermeidung, taktischen Manövern, Emissionskontrolle, EloGM, elektrooptischen Gegenmaßnahmen und Gegenfeuer reagieren können. Das System sollte alle zur Verfügung stehenden Mittel bei der Entscheidungsfindung berücksichtigen. Der elektronische Kampf sollte elektronische Unterstützungsmaßnahmen (ESM) und die Geolokalisation von Emittern beinhalten, Radar und elektrooptische Sensoren umfassen, Bedrohungswarner und Gegenmaßnahmen, RF- und EO-Stealth, sowie Energiewaffen und alle Arten von EloGM.

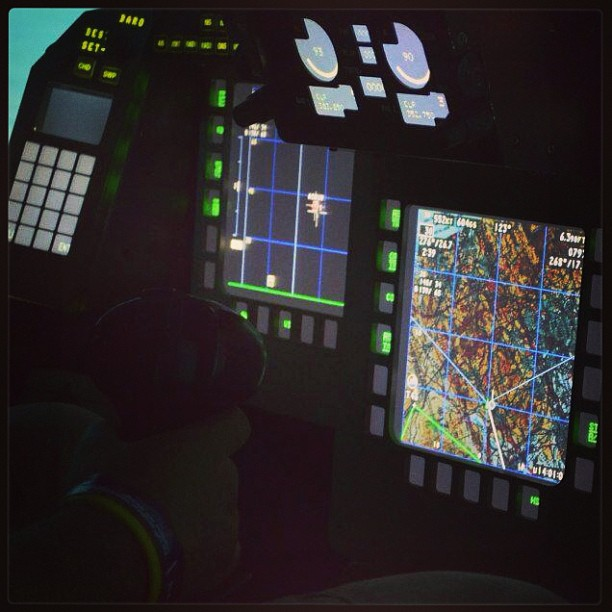
PA-Format mit Geländekarte auf dem mittleren Schirm (Simulatorcockpit)

Vor dem Flug werden Datenbanken gefüttert: Es werden bestimmten Bedrohungen bestimmte Gegenmaßnahmen zugeordnet. Ferner wird eine Missionsdatenbank mit bekannten Bedrohungen und ihren Positionen eingespeichert. Eine Geländedatenbank mit wahrscheinlichen zivilen EM-Emissionen, welche das ESM orten kann, wird angelegt, um die Falschalarmrate zu reduzieren. Die Geländedatenbank dient auch dazu, Abschattungen berechnen zu können. Ferner werden freundliche, neutrale und feindliche Gebiete eingetragen. Ebenso werden Luftverkehrstraßen eingetragen, um die Identitätsfeststellung zu unterstützen. Die Datenbanken unterstützen die Sensorfusion, besonders bei der Priorisierung. Da die Phase der Mission, die Art des Konfliktes und das überflogene Gebiet dem Computersystem bekannt ist, wird das dafür beste Selbstschutzszenario gewählt und dies bei der Menge des Täuschkörperausstoßes berücksichtigt. Dem Piloten werden die jeweils passenden Informationen auf den Displays dargestellt. Der Betriebsmodus und die Aufgaben der EloKa-Systeme orientieren sich dabei an den Grundregeln des Missionsplanes.
Das System kann auf Radar- und IRST-Daten zugreifen, visuelle Bezeichnung durch den Piloten, die Missionsdatenbank mit den Positionen der bekannten Bedrohungen, die Geländedatenbank, um Abschattungen berechnen zu können, und den Link, um Daten externer Sensoren einzuspeisen. Die Sensorfusion arbeitet in erster Stufe meist nur mit ESM-Peildaten, da diese auf größte Entfernung empfangen werden können, um Ziele zu lokalisieren und zu identifizieren. Die Peilwinkel jedes Zeitschrittes werden mit einer Menge bereits verfolgter Ziele assoziiert oder einem neuen Ziel zugeordnet. Die Entfernung der Emitter wird durch die Veränderung der Peillinien über Kalman-Filter berechnet und deren Lage im Raum abgeschätzt. Kann die Entfernung zu einem Emitter noch nicht ermittelt werden, wird der Peilwinkel als Speiche dargestellt. Konvergieren die Peillinien, wird die Position des Emitters im Raum ermittelt, und dieser als Track auf den Multifunktionsbildschirmen dargestellt. Mit den Peillinien von thermischen Sensoren wird genauso verfahren. Um die Aufgabe für die Sensorfusion zu vereinfachen, werden die Betriebsmodi des Emitters mit einem Waffensystem assoziiert. Sind Flügelmänner verfügbar, erfolgt die Positionsbestimmung der Ziele auch per Triangulation. Ferner werden bekannte Zielpositionen aus der Missionsdatenbank zur Entfernungsbestimmung verwendet. In dieser Phase beginnt auch die Identitätsfusion nach STANAG 4162 durch evidenzbasiertes Schließen in bayesschen Netzen. Dabei werden nicht die Positionsdaten aller Sensoren fusioniert, sondern deren Identitätsdaten über das Ziel.
Um (O-Ton) „inzestuöse“ Datenfusion zu vermeiden, bei der Daten mit niedrigem Vertrauen falsche Schlussfolgerungen stützen und Falschalarme zu Entitäten führen, werden Sensordaten und externe Daten strikt getrennt. Die Fusion der eigenen internen Sensordaten gibt Position, Kurs, Geschwindigkeit und Identität der Ziele aus. Durch die Informationsfusion kann auch die Positionsbestimmung verfeinert werden, da das Radar zum Beispiel eine höhere Entfernungsauflösung besitzt und der Infrarotsensor eine bessere Winkelauflösung. Die Winkelgenauigkeit des ESM ist höher als beim Radar. Im nächsten Schritt werden die Tracks von externen Quellen den Zielen zugeordnet, und mit aus Missiondatenbanken bekannten Bedrohungspositionen zu einem globalen Lagebild zusammengefügt. Kampfflugzeuge der eigenen Staffel senden Trackdaten und Peilwinkel über den Datenlink, sodass dem selbstgebildeten Track ein Externer zugewiesen werden kann. Wenn Über-Einheiten wie AWACS ihre Trackdaten durch Unter-Einheiten erhalten haben, die wiederum selbst diese Daten von der Über-Einheit empfangen, so werden die Kampfflugzeuge darauf hingewiesen, dass sie zu den Daten beitrugen. Alle verfügbaren Sensordaten werden so zu einem gemeinsamen Luft- und Bodenbild fusioniert. Die nächsten Stufen der Sensorfusion arbeiten mit regelbasierten Systemen und Wissensdatenbanken, um Ziele zu gruppieren und zu priorisieren. Das Endprodukt ist ein maschinell erzeugtes Situationsbewusstsein, auf Basis dessen ein Ressourcenmanager folgende Handlungen ausführen kann:
- Auswahl und Filterung von Information für die Multifunktionsdisplays, um daraus kognitives Situationsbewusstsein zu erzeugen und Entscheidungsmöglichkeiten offenzulegen.
- Umplanung der Mission und/oder Re-Routing, um Bedrohungen auszuweichen, ohne die Mission zu kompromittieren.
- Manöveranweisung an den Piloten.
- Zuteilung, Timing und Kontrolle von DASS-Gegenmaßnahmen.
- Zielzuweisung und Feuerleitung für jede Waffe, die getragen wird.
- Zuweisung von Betriebsmodus und Aufgabe an die bordeigenen Sensoren, auch EMCON.
- Weiterverbreitung der Situation an Alliierte und höhere Ebenen.

Das System handelt dabei nach einer zentralen Datenbank, in der die passenden Gegenmaßnahmen abhängig von der Bedrohung gespeichert sind. Auf Basis dieser Liste wird die beste Gegenmaßnahme ausgewählt, wobei der Pilot auch eine Manöveranweisung bekommen kann. Es können dabei mehrere Bedrohungen gleichzeitig berücksichtigt werden. Die letale Zone der Bedrohung und ihre Ortungsreichweite wird auf dem Display dargestellt. Der Pilot kann natürlich auch Anweisung erteilen die Bedrohung zu ignorieren, eine bestimmte Gegenmaßnahme auslösen oder Emitter (EloGM, Radar) zum Schweigen bringen. Der Schutz wird über drei Prinzipien gewährleistet: Tiefflug, um die Entdeckung durch den Gegner zu minimieren, Kontrolle der Signatur der Plattform und Langstreckenaufklärung durch ESM von Pop-Up-Bedrohungen, um die Mission im Flug umplanen zu können. Elektronische Gegenmaßnahmen, um Ortung und Zielauffassung des Gegners zu erschweren, können ebenso wie eine größere Flughöhe gewählt werden. Wenn weder ein Ausweichen noch eine Unterdrückung des Gegners möglich ist, wird die beste Angriffsgeometrie gewählt, um die Eigensignatur und die Schussmöglichkeiten des Gegners zu reduzieren. Wird die Plattform beschossen, sorgen Sensoren für eine Warnung im Nahbereich und steuern Gegenmaßnahmen, um die Bedrohung zu reduzieren. Hierfür ist eine Zusammenarbeit zwischen Navigation Computer (NC), Attack Computer (AC) und Defensive Aids Computer (DAC) notwendig, wobei unklar bleibt, welcher Rechner welche Aufgabe übernimmt.
Die Angaben stimmen auch gut mit einem NATO-Papier von Alenia Aeronautica von 1996 überein. In diesem wurde über ein Modell zur Sensorfusion für ein fortschrittliches Kampfflugzeug berichtet, wobei das Prinzip der zweistufigen Sensorfusion (erst interne Sensordaten, dann externe Tracks) auch erwähnt wird. Obwohl das Modell nicht präzise genug dafür war, wurde gefordert, dass zukünftige Verbesserungen eine passive Entfernungsmessung für ESM und IRST implementieren sollten, um Ziele ohne aktives Radar verfolgen zu können. Diverse Quellen, u. a. Testpilot John Lawson und Craig Penrice, bestätigen, dass Ziele im Eurofighter auch ohne aktiven Radareinsatz mit Lenkwaffen bekämpft werden können. Das CAPTOR stellt dabei im „Stealth Mode“ einen Datenlink zur Waffe her. Im Alenia-Modell wurde das aktive Radar nur auf bereits entdeckte Ziele ausgerichtet, um gelegentlich deren Entfernung durch einzelne Impulse präzise zu bestimmen. Auch im oben zitierten DERA-Papier wird das Radar nur auf Ziele ausgerichtet, die schon durch ESM oder IRST entdeckt wurden. Dies schlägt die Brücke zum Data Adaptive Scanning (DAS), siehe unten. Im Folgenden werden das CAPTOR-Radar, das PIRATE-Infrarotzielsystem und das Praetorian-Selbstschutzsystem näher erläutert.
| Prinzip der Sensorfusion im Eurofighter | Prinzip der Sensorfusion im Eurofighter |
| --- | --------------------------------------- |
| Datenvorverarbeitung, Formatierung, Angleichung der Koordinaten, Pixelverarbeitung                                                                                  |                                         |
| Gegenseitiges Assoziieren von Plots oder Tracks mit bereits bekannten Zielen oder Bildung eines neuen Ziels                                                         |                                         |
| Fusion von Plots oder Tracks, um Entitäten zu bilden, welche in Position und Kurs verfolgt werden. Optimales Nutzen neuer Messdaten zur Aktualisierung alter Tracks |                                         |
| Vorhersage der zukünftigen Zielpositionen |                                         |
| Klassifizierung von Entitäten, Decluttern des Lagebildes |                                         |
| Fusion der separaten Identitätsdaten, Aufbau eines Identitätsbeweises                                                                                               |                                         |
| Entitäten werden zu Gruppen fusioniert, um ein Lagebild aufzubauen; Abschätzung ihrer Absicht                                                                       |                                         |
| Priorisierung der Bedrohungen |                                         |
| Erstellung von Plänen und Planung des zeitlichen Ablaufs |                                         |
| Reaktion: DASS-Effektoren, Sensoraufgaben und -modi, Displayanzeigen, externe Kommunikation, Missionsumplanung, Waffenzuweisung, uvm.                               |                                         |

##### CAPTOR
Das CAPTOR ist das Radar des Eurofighters und eine Weiterentwicklung des Blue-Vixen-Radars durch das EuroRADAR-Konsortium unter Führung von BAE Systems. Das Radar besteht aus einer mechanisch gesteuerten Antenne aus kohlenstofffaserverstärktem Kunststoff mit 0,7 Metern Durchmesser, 61 Steckkarten (Shop Replaceable Items) und sechs Line-Replaceable-Units. Das Gesamtsystem wiegt 193 kg. Das CAPTOR arbeitet in einem Frequenzband von 8 bis 12 GHz und besitzt etwa die doppelte Sendeleistung des AN/APG-65. Zur Antennensteuerung werden hochpräzise Samarium-Kobalt-Servomotoren mit hohem Drehmoment verwendet, um hohe Abtastgeschwindigkeiten zu erzielen. Die Antenne kann um ±60° in Elevation und Azimut geschwenkt werden. Im Gegensatz zu anderen NATO-Radaren verwendet das System drei Verarbeitungskanäle: Der erste dient der Zielsuche, der zweite der Zielverfolgung und Identifizierung und der dritte zur Lokalisierung und Überwindung von Störmaßnahmen. Es wechselt automatisch zwischen niedrigen, mittleren und hohen Pulswiederholungsraten. Diese betragen 1000 bis 200.000 Impulse pro Sekunde. Das Aussenden kürzerer Impulse reduziert die Entdeckbarkeit. Durch Data Adaptive Scanning (DAS) wird die Bewegung der Antenne bei der Verfolgung von Luftzielen minimiert.

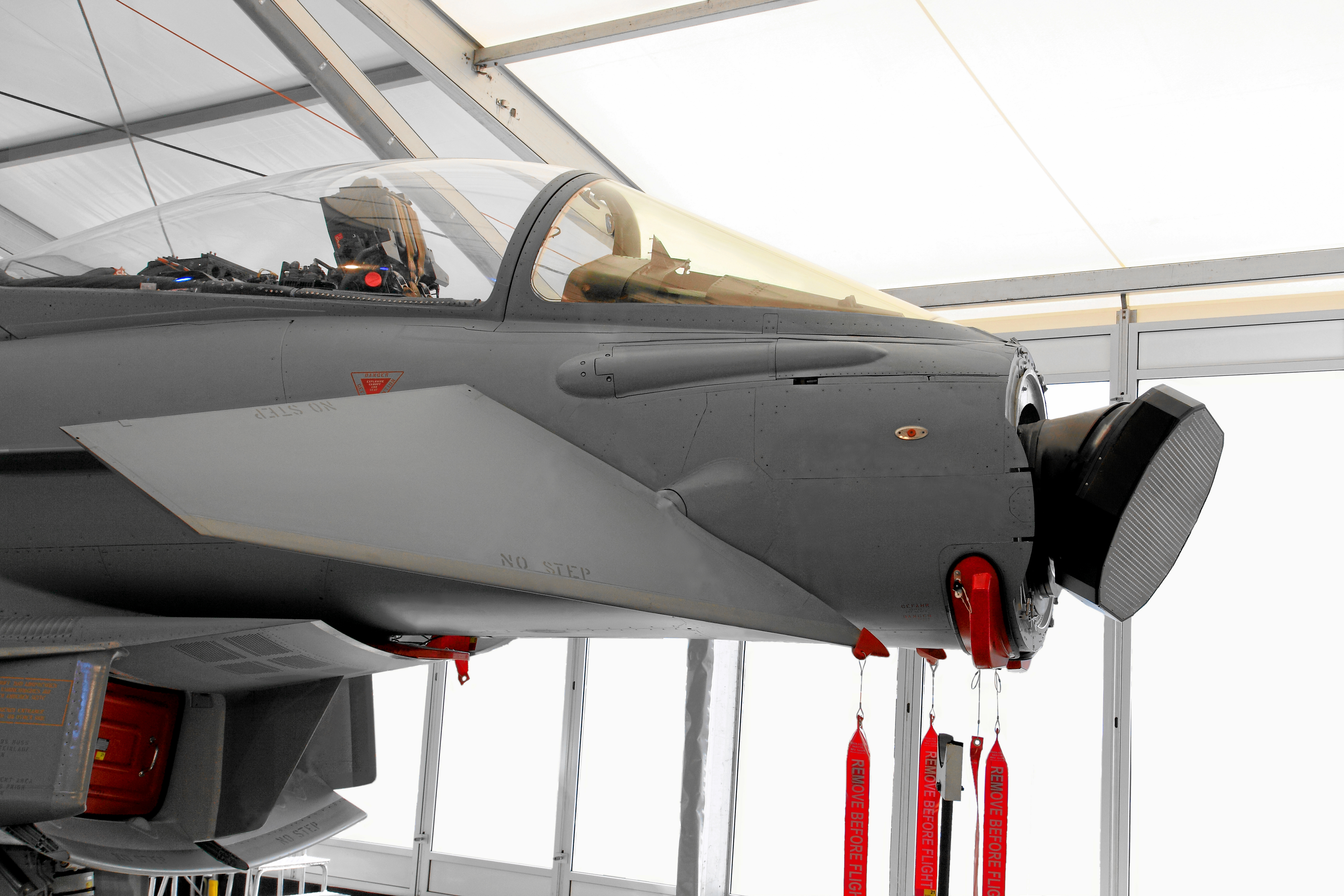
Eurofighter Typhoon mit Modell des phasengesteuerten CAPTOR-E

Das in Tranche-1-Flugzeugen verbaute CAPTOR-C besitzt verschiedene Luft-Luft- und Luft-Boden-Modi, die per Sprachsteuerung oder automatisch angewählt werden können. Es können bis zu 20 Luftziele im „Track-while-scan“-Modus verfolgt werden; die Ortungsreichweite für ein Jagdflugzeug beträgt etwa 185 km. Der „Range-while-search“-Modus ermöglicht höhere Reichweiten, allerdings zu Lasten der Genauigkeit, die dann nicht mehr „waffentauglich“ ist. Der Non-Cooperative-Target-Identification-Modus profiliert unbekannte Ziele der Länge nach, das charakteristische Radarecho wird mit Hilfe eines Datenbankabgleiches einem Zieltyp zugeordnet. Um die Datenmenge nicht ausufern zu lassen, werden nur die Radarbilder der Bedrohungen geladen, die im Zielgebiet zu erwarten sind. Im „Synthetic Aperture Radar“-Modus kartografiert das Radar das Gelände mit einer Auflösung von einem Meter. Weitere Luft-Boden-Modi wie zum Beispiel GMTI oder TERCOM sind vorhanden.
Bei Tranche-2-Flugzeugen wurden die Motorola-GPP-Einheiten durch die neueren PowerPC-Einheiten ausgewechselt. Die Geländeauflösung konnte so auf 0,3 m erhöht werden. Das Radar wird als CAPTOR-D oder CAPTOR-M bezeichnet. Über die Zahl der TWS-Ziele und Feuerleitkanäle ist nichts Neues bekannt, diese dürften aber ebenfalls deutlich erhöht worden sein, da die Hardware für das CAPTOR-E beibehalten wird. Dieses Active-Phased-Array-Radar soll eine um 40° geneigte und drehbare Antenne besitzen, um den Suchbereich auf ±100° zu erhöhen.
Die Entwicklung des CAPTOR-E mit AESA-Technik wurde am 1. Juli 2010 durch das EuroRADAR-Konsortium, bestehend aus BAE Systems, Airbus Defence and Space und Selex ES gestartet. Das CAPTOR-E soll über erweiterte Fähigkeiten für elektronische Unterstützungsmaßnahmen, elektronische Gegenmaßnahmen und Cyberkrieg verfügen. Am 19. November 2014 wurde durch die Vertreter der in der NETMA vertretenen Betreiber-Staaten und der Eurofighter Jagdflugzeug GmbH als Vertreter des Rüstungs-Konsortiums ein Entwicklungsauftrag für das CAPTOR-E erteilt.

##### PIRATE

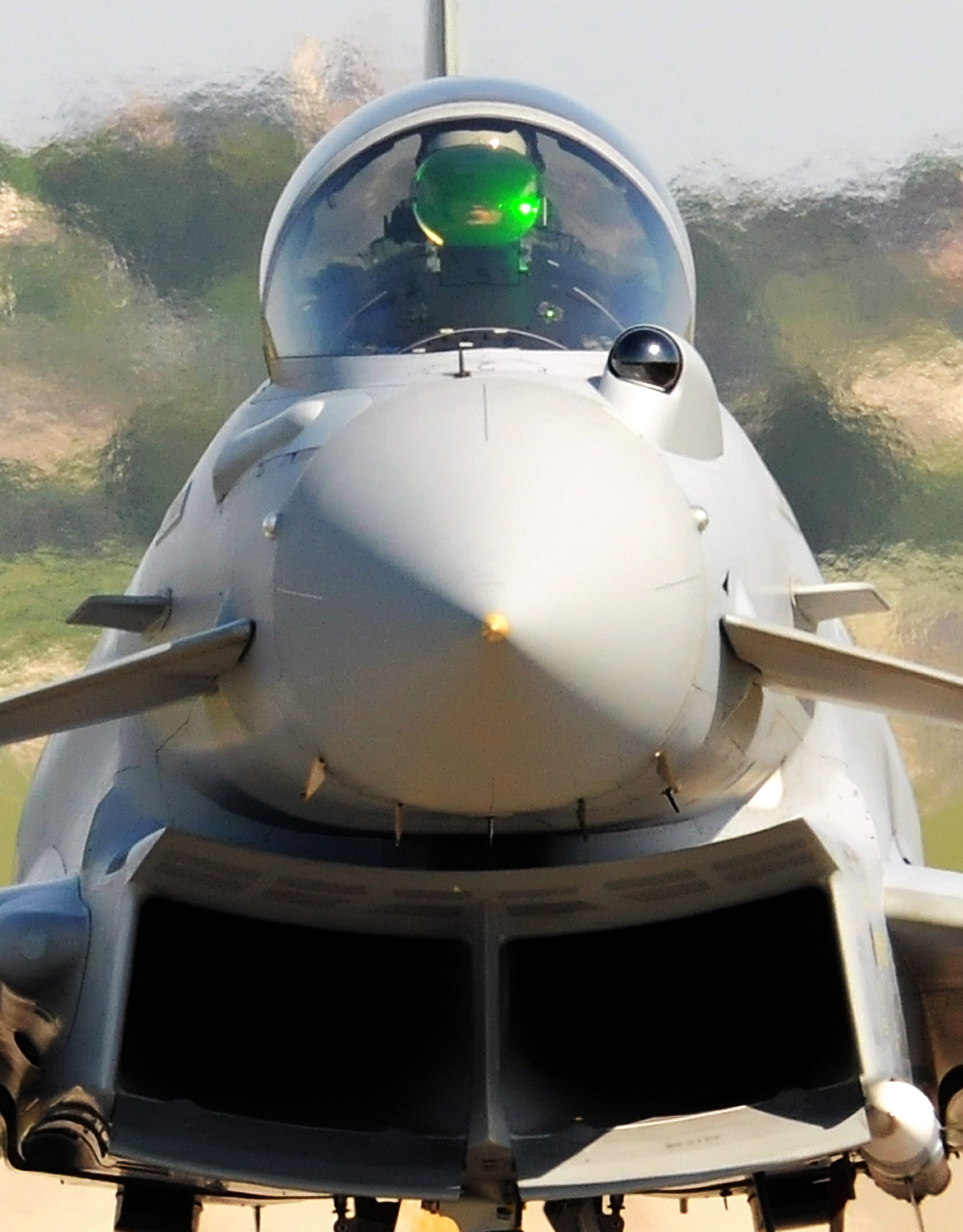
Infrarotzielsystem PIRATE

Der PIRATE ist ein abbildender Infrarotsensor mit hoher Auflösung, der seit 2007 zur Verfügung steht. Aus Kostengründen wird nicht jeder Eurofighter mit diesem Bauteil bestückt. Der Sensor arbeitet in den Wellenlängen von 3 bis 5 µm und von 8 bis 14 µm und befindet sich links vor dem Cockpit. Hinter dem Fenster aus Zinksulfid mit Schutzbeschichtung wird die Strahlung von dem in zwei Achsen stabilisierten Sensorkopf mit Hauchvergoldung durch über 90 optische Bauteile geschickt, bevor sie auf den FPA-Detektor trifft. Dieser wird durch einen Stirlingmotor auf 70 K heruntergekühlt. Während in älteren Publikationen von einem CMT die Rede ist (2003 bzw. 2008), wird in neuerer Zeit auch von einem QWIP gesprochen (2008). Durch die rein passive Arbeitsweise kann das Suchvolumen schneller als mit einer aktiven Phased-Array-Antenne abgetastet werden.
PIRATE arbeitet dabei wie ein Radar im Track-while-scan-Modus mit Look-up- bzw. Look-down-Fähigkeit, nur ohne dabei Emissionen auszusenden. Dabei kann durch sequentielle Triangulation (engl. kinematic ranging) rein passiv die Entfernung bestimmt werden. Die Klassifizierung von Zielen läuft in zwei Schritten ab: Zuerst wird untersucht, ob das Objekt ein Flugzeug ist. Dazu wird Clutter und alles, was unter das Signal-Rausch-Verhältnis fällt, aussortiert. Im nächsten Schritt werden astronomische Objekte wie Sonne, Mond und Planeten durch Bewegungsmodelle als solche erkannt und entfernt. Abschließend wird das Ziel zum Track hochgestuft und weiter verfolgt. Basierend auf der Bewegungsrichtung und Zielentfernung kann eine Merkmalsextrahierung ein Indiz zur Klassifizierung geben, was auch hilft, die Falschalarmrate zu reduzieren. Die Klassifizierung dauert weniger als eine Sekunde. Es können bis zu 200 Ziele gleichzeitig verfolgt und priorisiert werden, wobei nur ein Teil davon getrackt werden kann und über den EFA-Bus verschickt wird. Über den Bus werden Winkeldaten, Entfernung, Signatur- und Charakteristikdaten, Dynamikdaten und Messfehler gesendet.
Es stehen verschiedene Betriebsmodi zur Verfügung. Meist wird der Raum vor dem Flugzeug nach möglichen Zielen abgesucht, auch als Track While Scan – IRST mode bezeichnet. Standardmäßig dient PIRATE auch als passiver Raketenwarner im vorderen Sektor des Eurofighters. Die Möglichkeit, einzelne Ziele mit hoher Präzision zu verfolgen und dabei visuell zu identifizieren, ist ebenfalls gegeben. Der Infrarotsensor kann auch mit der Kopfbewegung des Piloten gekoppelt werden. Der Sensor schaut dann dorthin, wo der Pilot hinsieht, das FLIR-Bild wird auf das Helmdisplay projiziert. Das Sichtfeld ist dabei mit dem des HUD identisch, also 35 × 25°. Dieser Modus dient als Nachtflug-, Angriffs- und Landehilfe. Ferner wurde noch ein Luft-Boden-Modus implementiert, um mehrere Schiffe, Autos, Züge usw. gleichzeitig verfolgen zu können. Für den Piloten werden die Ziele auf dem Infrarotbild mit einem „v“ markiert.
Die Reichweite des Sensors ist ein gut gehütetes Geheimnis des Herstellerkonsortiums. Die RAND Corporation spricht von 50 sm (93 km) gegen ein Unterschallziel von vorn. Die Zeitschrift Truppendienst spricht von 50 bis 80 Kilometern, hält aber auch 150 Kilometer für möglich. Nach Angaben des Herstellerkonsortiums in SPIE im Jahre 2008 konnte während der Testkampagnen gezeigt werden, dass PIRATE vergleichbare Fähigkeiten wie das Radar beim Verfolgen von Zielen besaß sowie eine ähnliche Reichweite. Die Angabe passt gut zur Ausschreibung, wo ein mit dem Radar vergleichbarer Beobachtungsbereich verlangt wurde. Ferner verlangte die USAF für den ATF ein Infrarotzielsystem mit bis zu 160 sm (288 km) Ortungsreichweite, was später dem Budget zum Opfer fiel. Bis zum Jahr 2013 konnte die Ortungsreichweite von PIRATE durch Software-Updates weiter gesteigert werden. Allerdings beeinflusst die Wetterlage die Leistung der infrarotgestützten Zielsuche und Zielverfolgung erheblich.

##### Praetorian

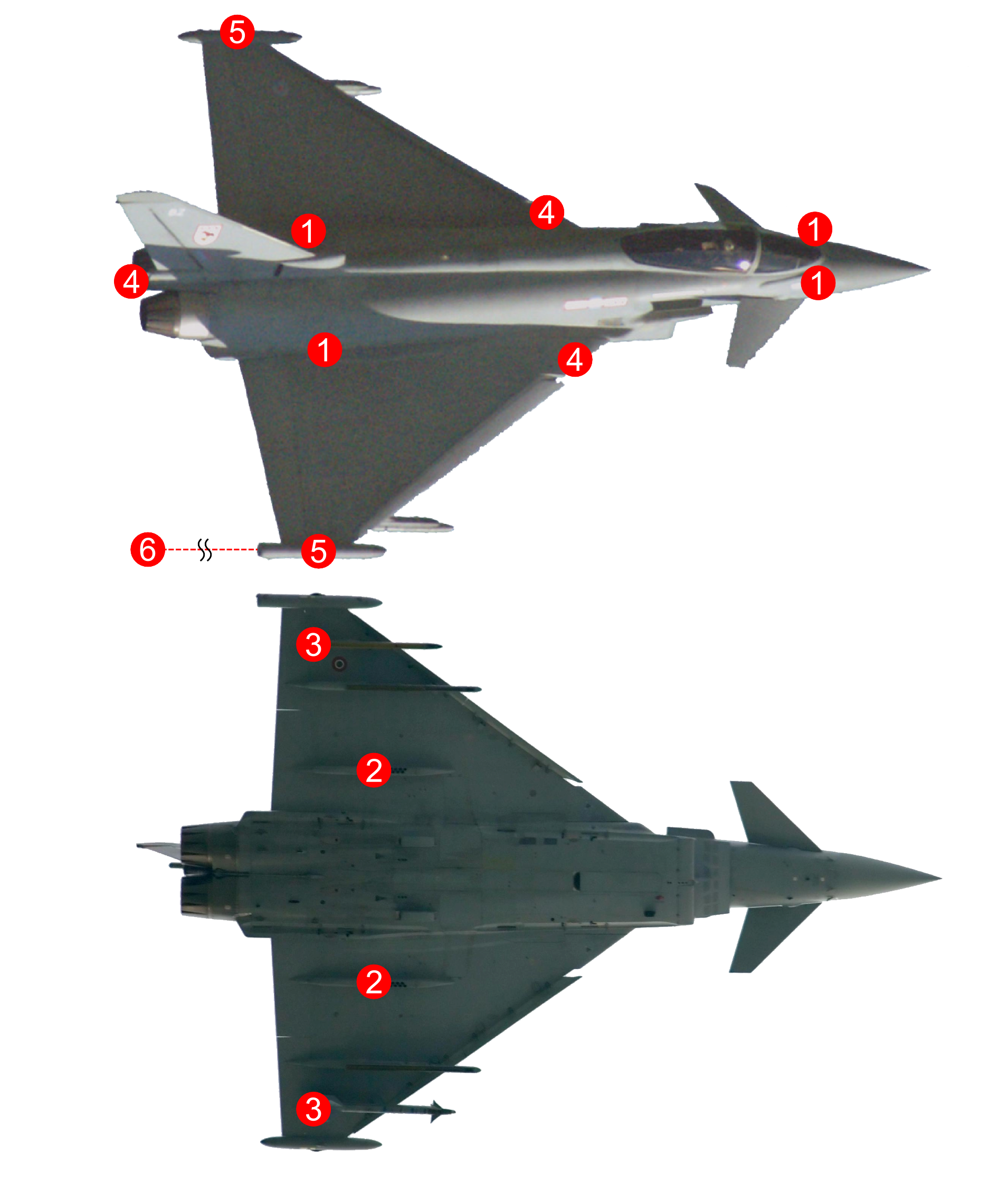
Position der Subsysteme:
1. Laserwarner
2. Cobham-Dispenser
3. BOL-Dispenser
4. Raketenwarner
5. ESM/ECM-Pods
6. Schleppstörsender

Das Praetorian, auch als Defensive Aids Sub-System (DASS) bezeichnet, ist das automatische Selbstschutzsystem des Eurofighters und wird von BAE Systems und Elettronica im dafür gegründeten EuroDASS-Konsortium entwickelt und gebaut. Während die ersten Entwürfe noch einen zusätzlichen Pod im oberen Bereich des Seitenleitwerks hatten, konnte im Laufe der Entwicklung darauf verzichtet werden. Der Komplex besteht aus Antennen für elektronische Gegenmaßnahmen (ECM) und elektronische Unterstützungsmaßnahmen (ESM), sowie Raketenwarner (MAW) und Täuschkörperwerfer. Die einzelnen Bestandteile werden von dem Defensive Aids Computer (DAC) über MIL-STD-1553-Datenbusse angesteuert, während der Rechner selbst über Glasfaserleitungen an die Avionik angebunden ist. Das gesamte System wird von fünf Prozessoren gesteuert. Das Praetorian-System wurde bereits bei Tranche-1-Maschinen auf neue Prozessoren umgerüstet, was die Rechenleistung verzehnfachte.
Als die Anforderungen an ein ECM-System für das European Fighter Aircraft (EFA) veröffentlicht wurden, konnten diese nur durch Antennen mit aktiver elektronischer Strahlschwenkung erfüllt werden. Da die effektive Strahlungsleistung damaliger AESA-Antennen noch gering war, wurde auf den technischen Fortschritt während der Entwicklung gesetzt. Elettronica und GEC Marconi bekamen schließlich den Zuschlag für das erste ECM-System, das komplett aus Halbleiterbauteilen besteht. Die einzelnen Sende- und Empfangsmodule bestehen dabei aus Vivaldi-Antennen im Frequenzbereich von 6 bis 18 GHz, die auch passiv Emitter lokalisieren können. Die Antennen befinden sich vorne in den Flügelspitzenbehältern und eine weitere am hinteren Ende des linken Pods. Die Behälter können dabei unabhängig voneinander oder gemeinsam arbeiten. So kann eine vordere AESA-Antenne ein Ziel beispielsweise mit Noise Jamming belegen, während die andere sich um weitere Ziele kümmert. Durch die räumliche Trennung der Pods, die Wahl aktiv phasengesteuerter Antennen und Multi-Bit-DRFM konnte auch Cross-Eye-Jamming verwirklicht werden. Zusätzlich befinden sich an den Pods im vorderen und hinteren Bereich kleine Beulen, welche ECM-Antennen unter einem Radom darstellen. Diese werden prinzipbedingt in einem niedrigeren Frequenzbereich senden, d. h. unter 6 GHz. Im Zuge von Phase 1 Enhancement (P1E) werden diese durch neue Antennen mit Polarisationsdiversität ersetzt, der Frequenzbereich erweitert und die effektive Strahlungsleistung erhöht.
Im hinteren rechten Flügelspitzenbehälter befinden sich zwei Schleppstörsender Ariel Mk II von SELEX Galileo, von denen jeweils einer an einem 100 m langen Kevlar- und Glasfaserkabel hinter dem Flugzeug gezogen werden kann. Der Schleppstörsender arbeitet dabei im Frequenzbereich von 6 bis 20 GHz. Im Zuge von Phase 1 Enhancement (P1E) wird der störbare Frequenzbereich auf bis zu 4 GHz (G-Band) abgesenkt und die Effektive Strahlungsleistung erhöht. Er kann entweder Raketen mit Home-on-jam-Technik unschädlich machen oder als Radarköder arbeiten, der aktiv radargelenkten Waffen ein größeres und attraktiveres Ziel bietet als das Trägerflugzeug. Dabei werden zusammen mit den ECM-Antennen in den Flügelspitzenbehältern die vom Täuschkörperwerfer ausgestoßenen Düppel-Wolken angestrahlt, um sie als Scheinziel noch lohnender erscheinen zu lassen.
Wie bereits oben beschrieben können die Vivaldi-Antennen auch passiv Emitter lokalisieren. Für elektronische Unterstützungsmaßnahmen (ESM) enthält die Vorderseite jedes Pods zusätzlich zwei nach außen gerichtete Spiralantennen. Am hinteren Ende des linken Pods befinden sich vier Antennen, um die gesamte Abdeckung der hinteren Hemisphäre sicherzustellen und so eine 360°-Abdeckung zu gewährleisten. Ab P1E werden auch hier Antennen mit Polarisationsdiversität eingesetzt, um zwischen horizontal, vertikal, links- und rechtsdrehend zu unterscheiden. Die Überlagerungsempfänger können neben ihrer Funktion als Radarwarnempfänger auch andere elektronische Emissionen wie Funk- und Datenübertragung aufspüren. Das System deckt dabei einen Frequenzbereich von 100 MHz bis zu 18 GHz ab. Die empfangenen Signale werden an den Defensive Aids Computer (DAC) weitergeleitet, wo mit Hilfe einer programmierbaren Datenbank, die mehrere tausend Signalbeispiele enthält, der Sender identifiziert wird. Beim Flug mit hohen g-Lasten werden Informationen vom Flight Control System (FCS) an das ESM gesendet, um die Verbiegung der Tragflächen bei der Positionsbestimmung der Ziele zu berücksichtigen. Das ESM schätzt dabei die Entfernung zum Ziel, basierend auf der Signalamplitude. Die Peilgenauigkeit ist mit unter 1° höher als beim CAPTOR-Radar. Durch seine hohe Winkelpräzision kann das System auch zur Geolokalisierung von Emittern und Feuerleitung verwendet werden. Die Positionsbestimmung von Luftzielen ist dabei herausfordernd und erfordert einen hohen Rechenaufwand.

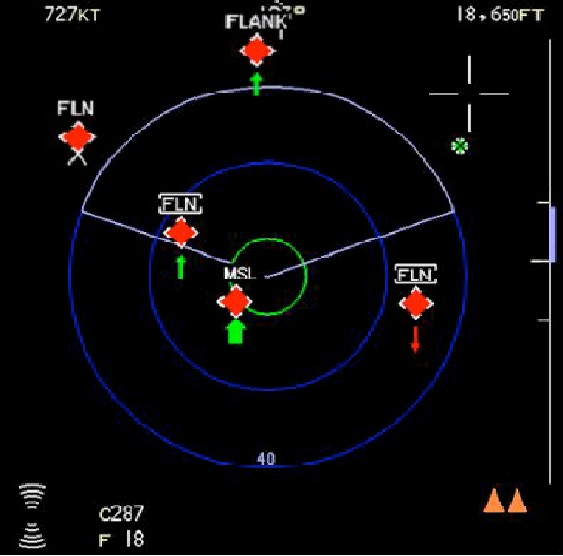
DASS-Format mit EloGM-Infos:
Grüner Pfeil: Eurofighter stört Ziel
Roter Pfeil: Ziel stört Eurofighter

Über die Raketenwarner (Missile Approach Warner, MAW) des Eurofighter Typhoon ist am wenigsten bekannt. Gemäß diverser Quellen ist das Advanced Missile Detection System (AMIDS) von SELEX Galileo eingebaut. Dabei soll Puls-Doppler-Radar mit Millimeterwellen verwendet werden, um Bedrohungen im Nahbereich zu orten. Objekte innerhalb einer Sphäre um den Typhoon, mit Ausnahme direkt darüber und darunter, können so lokalisiert und verfolgt werden. Da Kampfflugzeuge eine wesentlich größere Rückstrahlfläche als Lenkwaffen aufweisen, können diese auf wesentlich größere Entfernung geortet werden, was allerdings nicht direkt bestätigt wird. BAE Systems spricht nur allgemein von Flugzeugen und Lenkwaffen, welche aus dem fusionierten Lagebild der Sensoren auf dem HMSS dargestellt werden. Allerdings erwähnt Diehl BGT Defence im Produktflyer der IRIS-T, dass die Waffe auch mit Hilfe der Raketenwarner auf Ziele eingewiesen werden kann. Das Bild rechts stammt aus der Eurofighter-Präsentation für Norwegen. In dem abgebildeten DASS-Format ist ein „MSL“-Kontakt in direkter Nähe zu sehen (grüner Kreis) sowie mit „FLN“ und „FLANK“ beschriftete Ziele in bis zu 50 sm (90 km) Entfernung. Aus praktischen Gründen wird die Ortungsreichweite gegen Lenkflugkörper etwa 20 km betragen.
Am hinteren Ende der Startschienen der Kurzstrecken-Luft-Luft-Raketen befinden sich die Dispenser vom Typ BOL 510 von Saab mit 2 × 160 Paketen. Die Anbringung soll die Verteilung der Düppel und Fackeln durch die Wirbelschleppen optimieren. Der Täuschkörperwurf kann dabei vom AIS, dem DAC oder dem Piloten ausgelöst werden. Zusätzlich befindet sich je ein Dispenser von Cobham mit 2 × 16 Ladungen unter jeder Tragfläche im Gehäuse für die Aktuatoren der inneren Elevons.
Britische, spanische und saudische Eurofighter werden zusätzlich mit Laserwarnern ausgestattet. Sollte das Flugzeug mit einem Laser angepeilt werden, lösen sie Alarm aus. Österreich verzichtete aus politischen und finanziellen Gründen auf das komplette automatische Selbstschutzsystem.

### Triebwerke

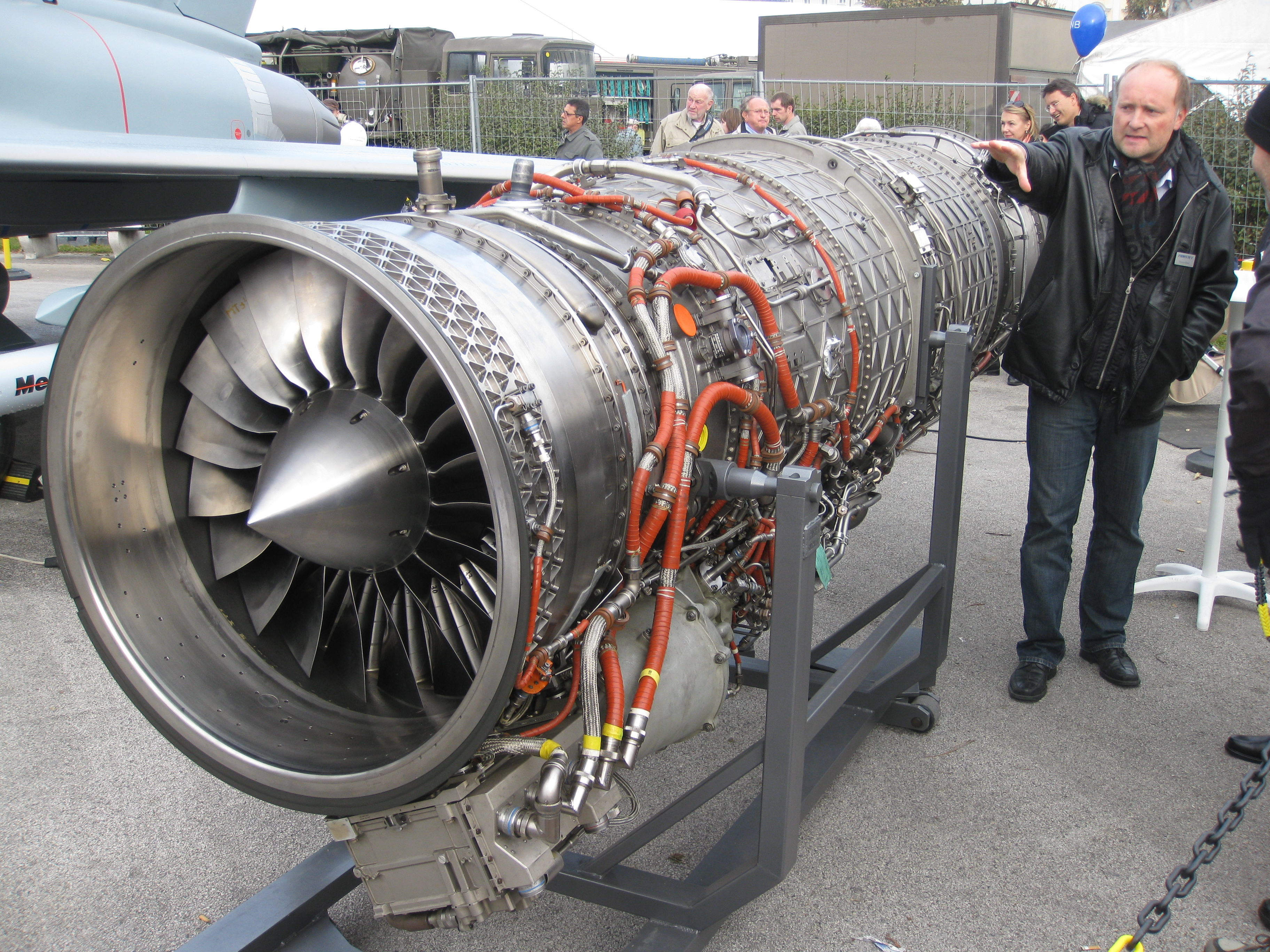
Eurojet-Triebwerk des Typhoon

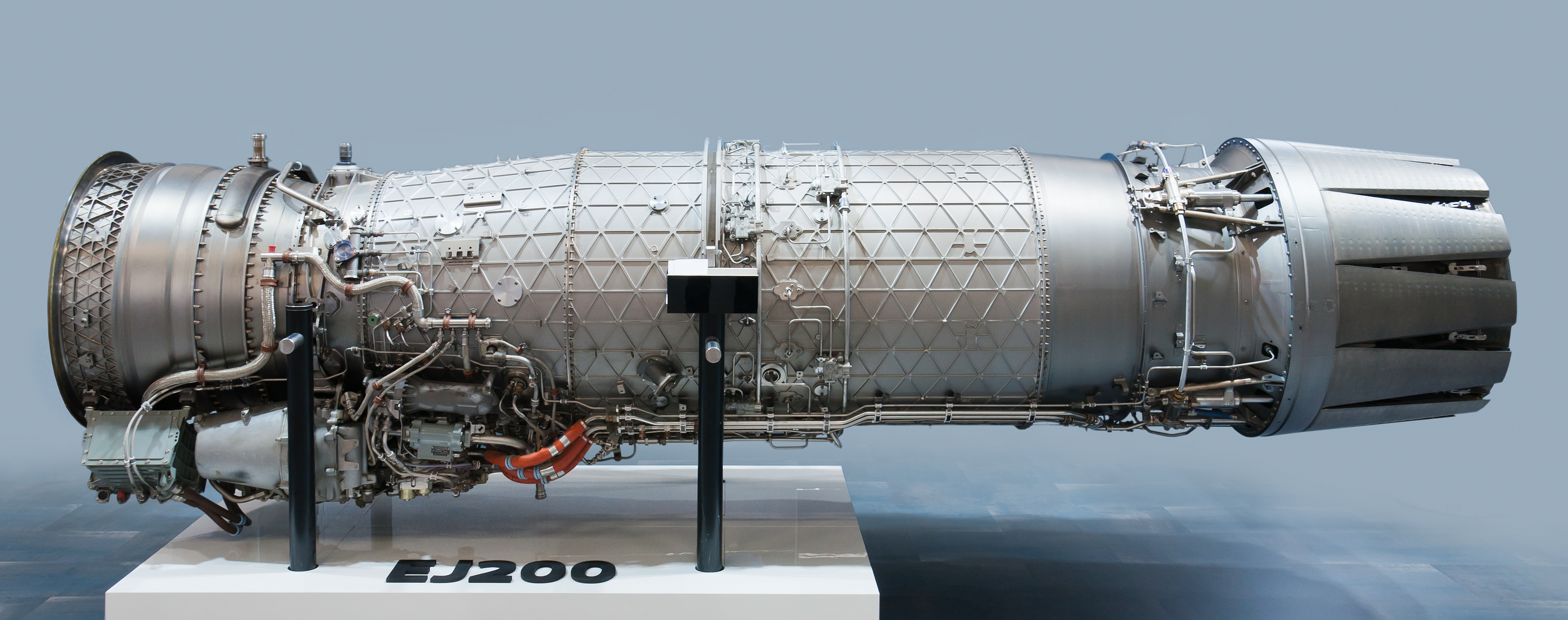
Seitenansicht des Strahltriebwerks Eurojet EJ200

Das EJ200 ist ein Zweiwellentriebwerk mit einem Nebenstromverhältnis von 0,4:1. Das geringe Nebenstromverhältnis wurde für hohe Trockenschubkraft und einen guten Vortriebswirkungsgrad im Überschall gewählt. Das Triebwerk ermöglicht dem Eurofighter Typhoon die Fähigkeit zum Supercruise, d. h. ohne den Einsatz des Nachbrenners dauerhaft im Überschall zu fliegen. Im Vergleich zum Turbo-Union RB199 benötigt es 37 % weniger Teile (1800 statt 2845) und entwickelt 50 % mehr Schubkraft bei gleichen Abmessungen. Die Luft wird durch einen Niederdruckverdichter in drei Stufen auf ein Druckverhältnis von 4,2:1 verdichtet. Der Hoch- und Niederdruckverdichter werden in sogenannter Blisk-Technik hergestellt, wobei Verdichterscheiben und -schaufeln aus einem Stück bestehen, was das Gewicht reduziert. Die Schaufelblätter aus einer Titanlegierung sind mehr als doppelt so groß wie beim Turbo-Union RB199 und hohl. Der nachfolgende Hochdruckverdichter mit 3D-Beschaufelung erzeugt mit nur fünf Stufen ein Druckverhältnis von 6,2:1 und liegt damit weltweit an der Spitze dieser anspruchsvollen Technik. Die beiden Verdichter rotieren gegenläufig zueinander und erzeugen so ein Gesamtdruckverhältnis von bis zu 26:1. In der Ringbrennkammer werden Luft und Treibstoff miteinander verbrannt. Die Turbineneintrittstemperatur liegt bei ungefähr 1800 Kelvin. Die Hoch- und Niederdruckturbine bestehen aus je einer Stufe und verwenden luftgekühlte Einkristallblätter aus einer Nickellegierung mit einer keramischen Beschichtung aus Nickel, Chrom und Yttrium. Diese Beschichtung muss regelmäßig auf eventuelle Beschädigungen überprüft werden. Nach dem Nachbrenner folgt eine verstellbare konvergent-divergente Düse ohne Schubvektorsteuerung. Das Schub-Gewicht-Verhältnis des EJ200 beträgt bei einer Triebwerksmasse von 1035 kg 9,5:1. Der Austausch eines Triebwerks dauert mit vier Personen weniger als 45 Minuten. In Zukunft soll noch eine 3D-Schubvektorsteuerung mit einem Umlenkwinkel von etwa 23° eingerüstet werden, um die Erkenntnisse aus dem X-31-Projekt einfließen zu lassen. Dabei sollen auch die konvergente und divergente Sektion der Düse unabhängig voneinander kontrolliert werden können, um durch optimierte Strömungsbedingungen den Nettoschub im Supercruise um 7 % zu erhöhen.
Das Triebwerk wird im Normalfall von seiner Digital Engine Control Unit (DECU) auf minimale Wartung und maximale Lebensdauer optimiert. In dieser Einstellung leistet es eine Trockenschubkraft von 60 kN und 90 kN mit Nachverbrennung. Die Leistung kann allerdings bei Bedarf im Kriegsfall gesteigert werden, was die Lebensdauer reduziert und den Wartungsaufwand erhöht. In Gefechtseinstellung, genannt War Setting, entwickelt es eine Trockenschubkraft von 69 kN und 95 kN mit Nachverbrennung. Das EJ200 kann auch eine Notleistung von 102 kN für wenige Sekunden bereitstellen.

### Bewaffnung

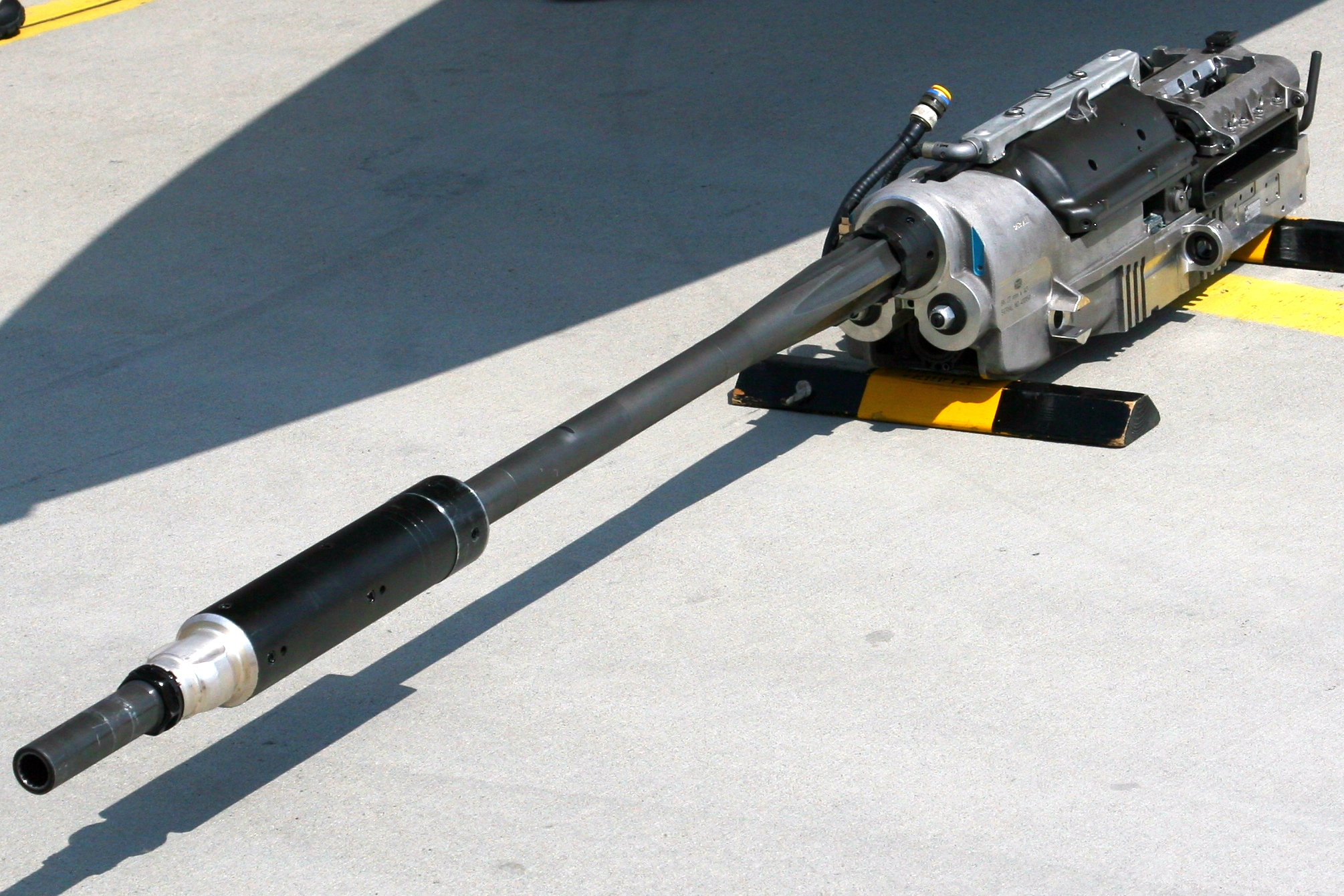
Mauser BK 27

Der Eurofighter ist mit der einläufigen gasbetriebenen Fünfkammerrevolverkanone Mauser BK-27 im Kaliber 27 × 145 mm ausgestattet. Diese wiegt ohne Munition 100 kg und ist im rechten Tragflächenansatz eingebaut. Die Kadenz beträgt 1700 Schuss pro Minute, die Mündungsgeschwindigkeit liegt bei 1025 m/s. Dabei werden in nur 0,5 Sekunden knapp 4 kg Geschossmasse abgefeuert. Die Munitionszuführung erfolgt in einem geschlossenen System, wobei die leeren Patronenhülsen in einem Behälter aufgefangen werden. Die Patronen müssen vorher nicht verbunden, sondern nur in einen Behälter gelegt werden, was die Zeit für die Aufmunitionierung der Waffe verringert. Die effektive Reichweite liegt bei etwa 1600 m. Insgesamt werden 150 Schuss Munition mitgeführt, wobei verschiedene Munitionsarten zur Verfügung stehen. Gegen Luftziele werden Hochexplosivgeschosse (HE) geladen, wahlweise auch mit Selbstzerstörung (HE-SD). Gegen Bodenziele kommen panzerbrechende Geschosse mit oder ohne Explosivmasse zum Einsatz. Ein Projektil wiegt etwa 260 Gramm.

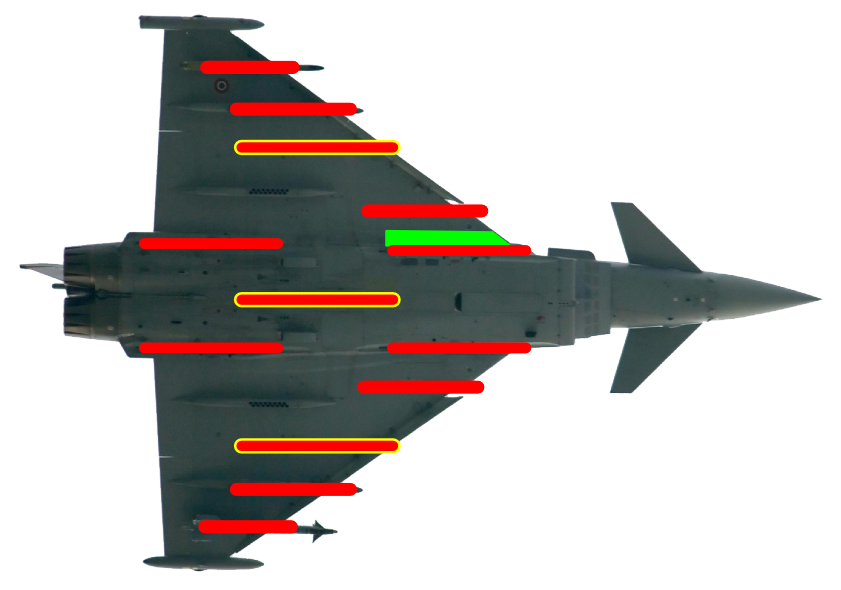
Hardpoints (rot) und Bordkanone (grün)

Des Weiteren sind 13 Unterrumpf- und -flügelstationen vorhanden, um Außenlasten bis zu einer Gesamtmasse von 7500 kg anzubringen. Davon befinden sich vier unter jeder Tragfläche und fünf unter dem Rumpf. Maximal können so zwölf Luft-Luft-Raketen mitgeführt werden. An den im Bild gelb unterlegten Außenlaststation können auch Abwurftanks montiert werden. Es stehen dabei mindestens zwei Modelle zur Auswahl: Der 1500-Liter-Tank des Panavia Tornado, der für den Unterschallflug und geringe g-Lasten ausgelegt ist, oder der auf Überschallflug und hohe g-Lasten optimierte neue 1000-Liter-Tank. Um die Aerodynamik des Flugzeugs weniger zu beeinträchtigen, werden von BAE Systems Conformal Fuel Tanks entwickelt. Zwei davon können ab der Tranche 3 auf dem Rücken des Flugzeuges angebracht werden und fassen jeweils 1500 Liter, um die Reichweite des Eurofighters um 25 % zu steigern. Während die mittige Unterrumpfstation nur zum Transport von Treibstoff verwendet wird, können an den vier halbversenkten Waffenstationen weitreichende Luft-Luft-Raketen mitgeführt werden, ohne dass die Rückstrahlfläche und der Luftwiderstand signifikant erhöht werden. Die beiden äußeren Startschienen können nur mit Kurzstrecken-Luft-Luft-Flugkörpern bestückt werden. An den restlichen Unterflügelstationen können bei Bedarf Waffenpylone montiert werden, die über MIL-STD-1760 die Datenverbindung zwischen Waffe und Flugzeug aufrechterhalten.
Als Luft-Luft-Bewaffnung stehen neben der alten AIM-9 Sidewinder die neuen AIM-132 ASRAAM und IRIS-T zur Verfügung. Bei der ASRAAM war eine deutliche Erhöhung der Abschussdistanz das Hauptentwicklungsziel. Gegnerische Flugzeuge sollen so bereits im Anflug zerstört werden, bevor es zu einem Kurvenkampf kommt. Die Erhöhung der Manövrierfähigkeit für den Nahkampf war im Vergleich zur Sidewinder jedoch ein sekundäres Entwicklungsziel, obwohl auch hier durch den wesentlich schubstärkeren Raketenmotor und den widerstandsarmen Flugkörper Verbesserungen erzielt wurden. Die IRIS-T hingegen wurde als besonders wendiger Flugkörper entworfen und kann auch Ziele nahe und hinter dem eigenen Flugzeug treffen, diese Fähigkeit wird als full sphere capability bezeichnet. Durch die Zielzuweisung über die Raketenwarner können die Übersichtlichkeit für den Piloten verbessert und tote Winkel reduziert werden. Aufgrund des neuartigen Suchkopfes können mit der IRIS-T auch Luft-Luft- und Boden-Luft-Raketen bekämpft werden, um den Typhoon als Hardkill-System zu verteidigen.

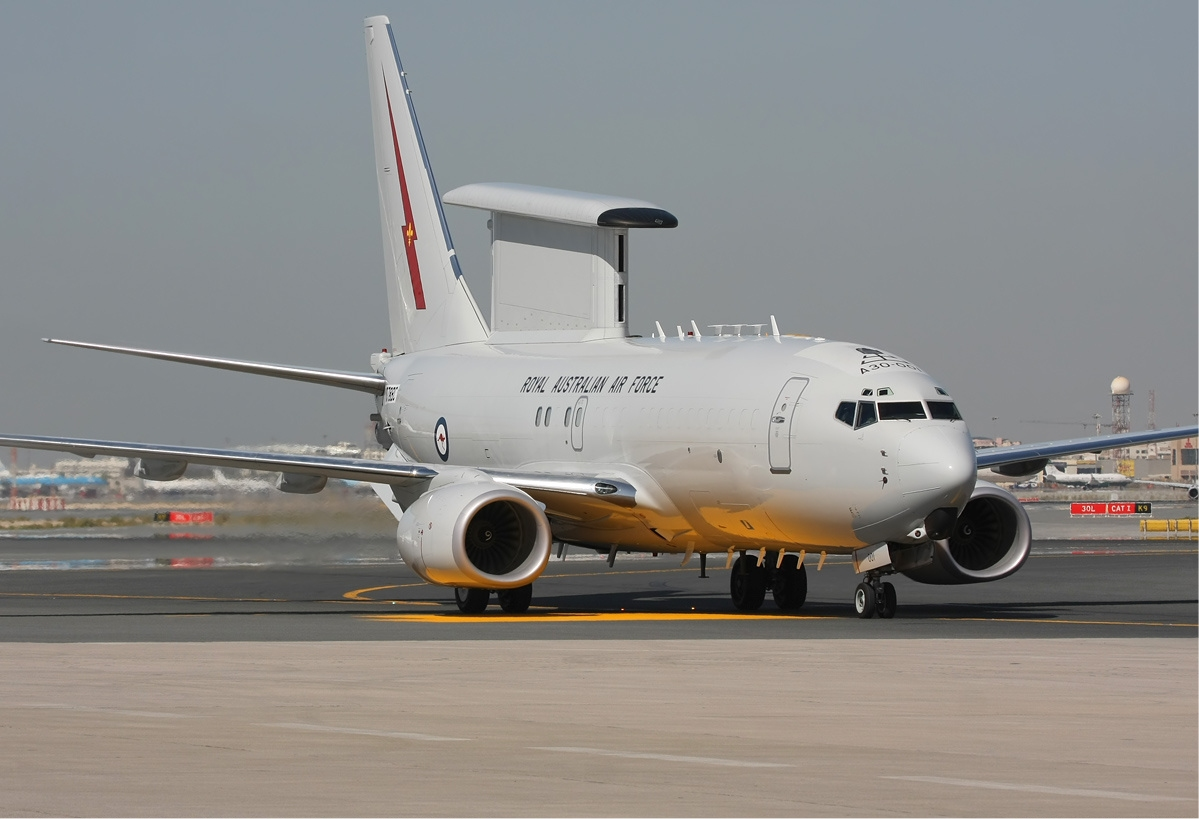
Boeing 737 AEW&C der RAAF mit AESA-Radar

Für den Luftkampf auf große Entfernungen stand vorerst nur die AIM-120A/B/C AMRAAM zur Verfügung, die in der Vergangenheit eher unspektakuläre Leistungen zeigte. Seit April 2021 wird diese bei der deutschen Luftwaffe durch die wesentlich leistungsfähigere MBDA Meteor ergänzt, die mit einem Staustrahltriebwerk ausgerüstet ist. Nach politischen Differenzen wird der Sucher allerdings nur aktives Ku-Band-Radar mit LPI-Eigenschaften besitzen. Ein Novum ist auch die Vernetzung der Lenkwaffe mit anderen Einheiten. So ist es möglich, dass Flugzeug A die Meteor auf Ziel B abfeuert, während des Fluges aber der Waffe von Flugzeug C das Ziel D neu zugewiesen wird. Das Startflugzeug muss nach dem Feuern also keinen Sensorkontakt mehr mit dem Ziel haben, die Rakete kann von anderen Einheiten kontinuierlich mit neuen Zieldaten versorgt werden. Dabei ist auch eine Lenkung durch AWACS möglich. Da eine E-3 Sentry aufgrund der langsamen Antennenrotation nur alle zehn Sekunden ein Zielupdate zur Verfügung stellen kann, steht diese Möglichkeit nur gegen langsame, schwerfällige Ziele zur Verfügung. Ist ein AWACS mit einer AESA-Antenne ausgerüstet, wie das ursprünglich geplante E-10 MC2A, können Lenkwaffen auch gegen agile Ziele geführt werden. Die Eurofighter im Radarbereich dieses AWACS können dann nach dem Feuern sofort wenden, um der gegnerischen Raketensalve zu entgehen. Ist das Radar des AESA-AEW-Flugzeuges stark genug, kann diese Methode auch zur Bekämpfung von Zielen mit reduzierter Radarrückstrahlfläche auf große Distanz verwendet werden, als Ergänzung zur bordeigenen Sensorik. So kann eine E-3 Sentry mit RISP-Upgrade bereits ein Ziel mit einem Radarquerschnitt von 0,5 m² auf mindestens 556 km orten.

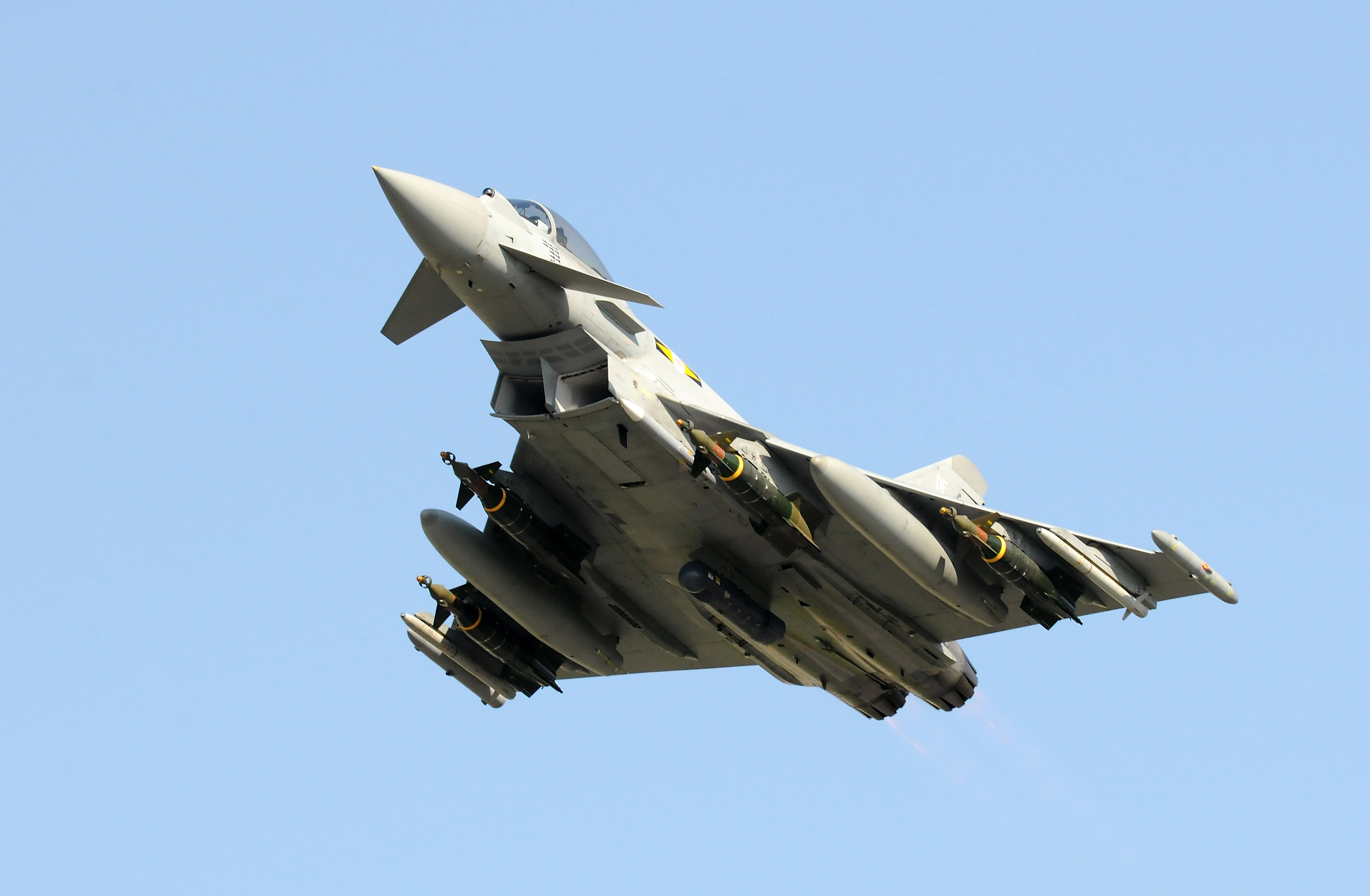
RAF Typhoon mit vier 1000-Pfund-Paveway-II-Bomben 2011

Der Eurofighter kann gegen Bodenziele sowohl Freifallbomben als auch Luft-Boden-Lenkflugkörper einsetzen. Die Maximallast der Außenlaststationen unterliegt dabei der Geheimhaltung. Da die beiden inneren Unterflügelstationen jedoch Taurus- und Storm-Shadow-Marschflugkörper tragen können, müssen sie eine Mindesttragfähigkeit von 1500 kg aufweisen. Die äußeren Unterflügelstationen sind für das Tragen von Luft-Luft-Flugkörpern großer Reichweite und Bomben vorgesehen und werden vermutlich 250 bis 500 kg tragen können. Die britischen Typhoons können auch den Litening III mitführen, um Ziele zu beleuchten. Bei der Bundeswehr soll dieser seit 2013 integriert sein, bei der spanischen Luftwaffe ab 2014. Saudische Maschinen haben den Thales Damocles integriert. Im nachfolgenden Beladungschema sind die Zahlen 1 und 12 die äußeren Startschienen sowie die Stationen 5 und 6 sowie 7 und 8 die Unterrumpfstationen. Die mittlere Außenlaststation wird nicht berücksichtigt, da sie im Normalfall nur zum Transport von Treibstoff oder des LITENING-III-Zielbeleuchtungspods verwendet wird.
Weitere Integrationen:
- Luft-Schiff-Lenkflugkörper: Marte ER[129]
- Luft-X-Eloka-Lenkflugkörper: SPEAR EW[130]
- Aufklärungs- und Zielbehälter: THALES DAMOCLES, LITENING III, LITENING-V,[131] Lockheed Martin Sniper Advanced Targeting Pod,[132] vtl. AREOS Thales (Damocles-Nachfolger) (Tranche 3B oder später – in Verhandlung),[133] evtl. DB110[134]

- Lenkbombe: Paveway II[135]

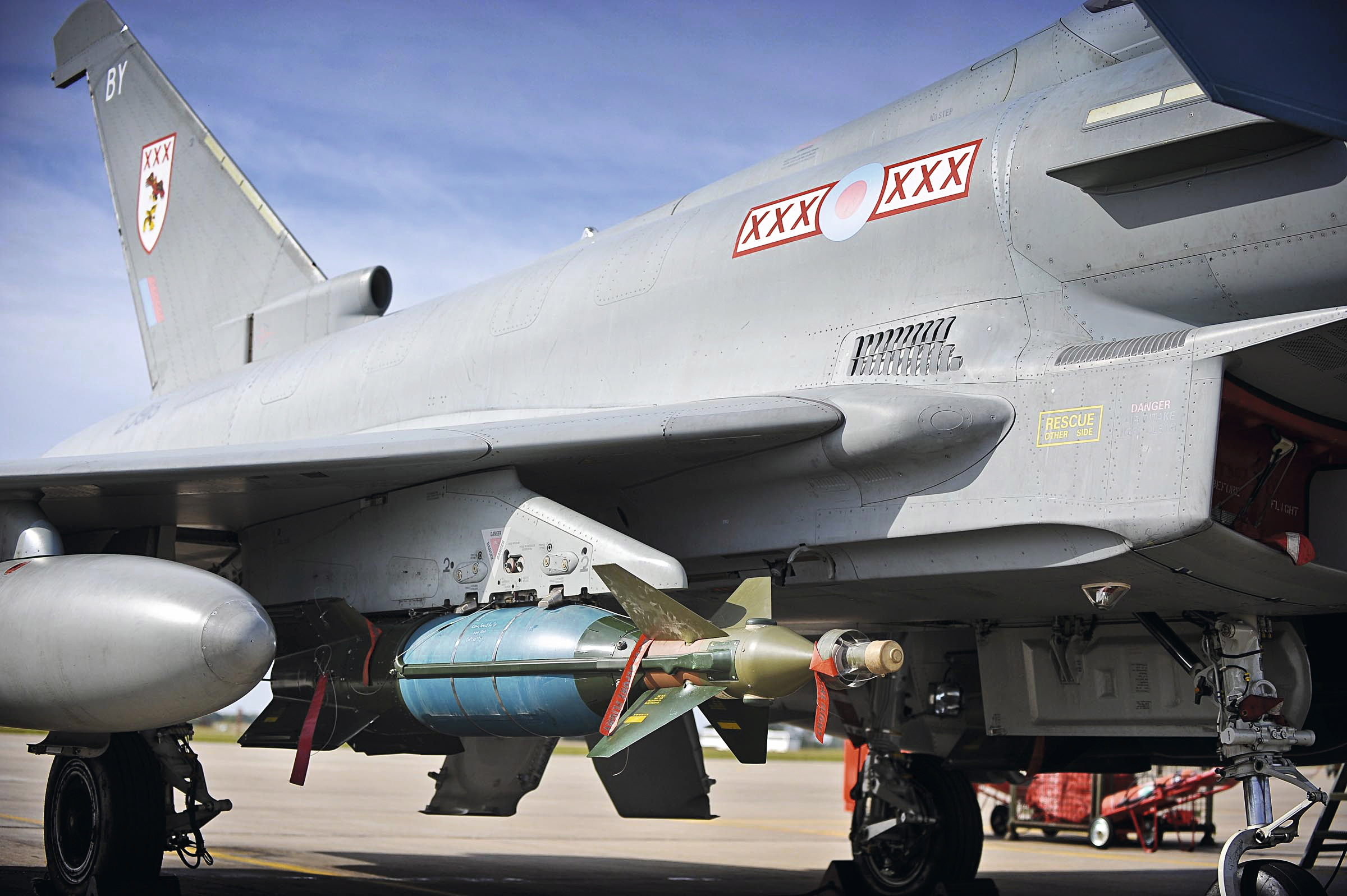
Enhanced-Paveway-II-Bombe, angebracht an RAF Typhoon

- Aufklärungsbehälter: MS-110 & TacSAR (in Verhandlung)[136]
- Kampftrainingsbehälter: DRS-Cubic ACMI P5[137]

| Luft-Luft-Lenkflugkörper             | Luft-Luft-Lenkflugkörper | Luft-Luft-Lenkflugkörper | Luft-Luft-Lenkflugkörper | Luft-Luft-Lenkflugkörper | Luft-Luft-Lenkflugkörper | Luft-Luft-Lenkflugkörper | Luft-Luft-Lenkflugkörper | Luft-Luft-Lenkflugkörper | Luft-Luft-Lenkflugkörper | Luft-Luft-Lenkflugkörper | Luft-Luft-Lenkflugkörper                                                         |
| Waffe                                | 1                        | 2                        | 3                        | 4                        | 5 & 6                    | 7 & 8                    | 9                        | 10                       | 11                       | 12                       | Anwenderstaaten                                                                  |
| ------------------------------------ | ------------------------ | ------------------------ | ------------------------ | ------------------------ | ------------------------ | ------------------------ | ------------------------ | ------------------------ | ------------------------ | ------------------------ | -------------------------------------------------------------------------------- |
| AIM-132 ASRAAM                       | 1                        | 1                        | 1                        | 1                        | –                        | –                        | 1                        | 1                        | 1                        | 1                        | Vereinigtes Konigreich                                                           |
| IRIS-T                               | 1                        | 1                        | 1                        | 1                        | –                        | –                        | 1                        | 1                        | 1                        | 1                        | Deutschland Spanien Italien Osterreich Saudi-Arabien                             |
| AIM-9 Sidewinder                     | 1                        | 1                        | 1                        | 1                        | –                        | –                        | 1                        | 1                        | 1                        | 1                        | Deutschland Spanien Italien Vereinigtes Konigreich Osterreich Saudi-Arabien Oman |
| AIM-120 AMRAAM                       | –                        | 1                        | 1                        | 1                        | 2                        | 2                        | 1                        | 1                        | 1                        | –                        | Deutschland Spanien Italien Vereinigtes Konigreich Saudi-Arabien Oman            |
| MBDA Meteor                          | –                        | 1                        | 1                        | 1                        | 2                        | 2                        | 1                        | 1                        | 1                        | –                        | Deutschland Spanien Italien Vereinigtes Konigreich                               |
| Luft-Boden-Lenkflugkörper            |                          |                          |                          |                          |                          |                          |                          |                          |                          |                          |                                                                                  |
| Taurus KEPD 350 (geplant)            | –                        | –                        | 1                        | 1                        | –                        | –                        | 1                        | 1                        | –                        | –                        | Deutschland Spanien                                                              |
| Storm Shadow                         | –                        | –                        | 1                        | 1                        | –                        | –                        | 1                        | 1                        | –                        | –                        | Vereinigtes Konigreich Italien Saudi-Arabien                                     |
| Brimstone II                         | –                        | 3                        | 3                        | 3                        | –                        | –                        | 3                        | 3                        | 3                        | –                        | Vereinigtes Konigreich Deutschland                                               |
| AGM-88 HARM                          |                          |                          |                          |                          |                          |                          |                          |                          |                          |                          |                                                                                  |
| AGM-65 Maverick                      |                          |                          |                          |                          |                          |                          |                          |                          |                          |                          |                                                                                  |
| Luft-Boden gelenkte Freifallmunition |                          |                          |                          |                          |                          |                          |                          |                          |                          |                          |                                                                                  |
| GBU-10                               | –                        | 1                        | 1                        | 1                        | –                        | –                        | 1                        | 1                        | 1                        | –                        | Spanien                                                                          |
| GBU-16                               | –                        | 1                        | 1                        | 1                        | –                        | –                        | 1                        | 1                        | 1                        | –                        | Vereinigtes Konigreich Spanien Oman                                              |
| GBU-48                               | –                        | 1                        | 1                        | 1                        | –                        | –                        | 1                        | 1                        | 1                        | –                        | Vereinigtes Konigreich Deutschland Spanien Saudi-Arabien                         |
| Paveway IV                           | –                        | 1                        | 1                        | 1                        | –                        | –                        | 1                        | 1                        | 1                        | –                        | Vereinigtes Konigreich Saudi-Arabien                                             |
| GBU-54                               | –                        | 1                        | 1                        | 1                        | –                        | –                        | 1                        | 1                        | 1                        | –                        | Deutschland                                                                      |
| Luft-See-Lenkflugkörper              |                          |                          |                          |                          |                          |                          |                          |                          |                          |                          |                                                                                  |
| Marte ER                             |                          |                          |                          |                          |                          |                          |                          |                          |                          |                          |                                                                                  |
| Joint Strike Missile (JSM) [geplant] |                          |                          |                          |                          |                          |                          |                          |                          |                          |                          |                                                                                  |
| Stand: 02/2024                       |                          |                          |                          |                          |                          |                          |                          |                          |                          |                          |                                                                                  |

## Versionen

### Entwicklungsflugzeuge

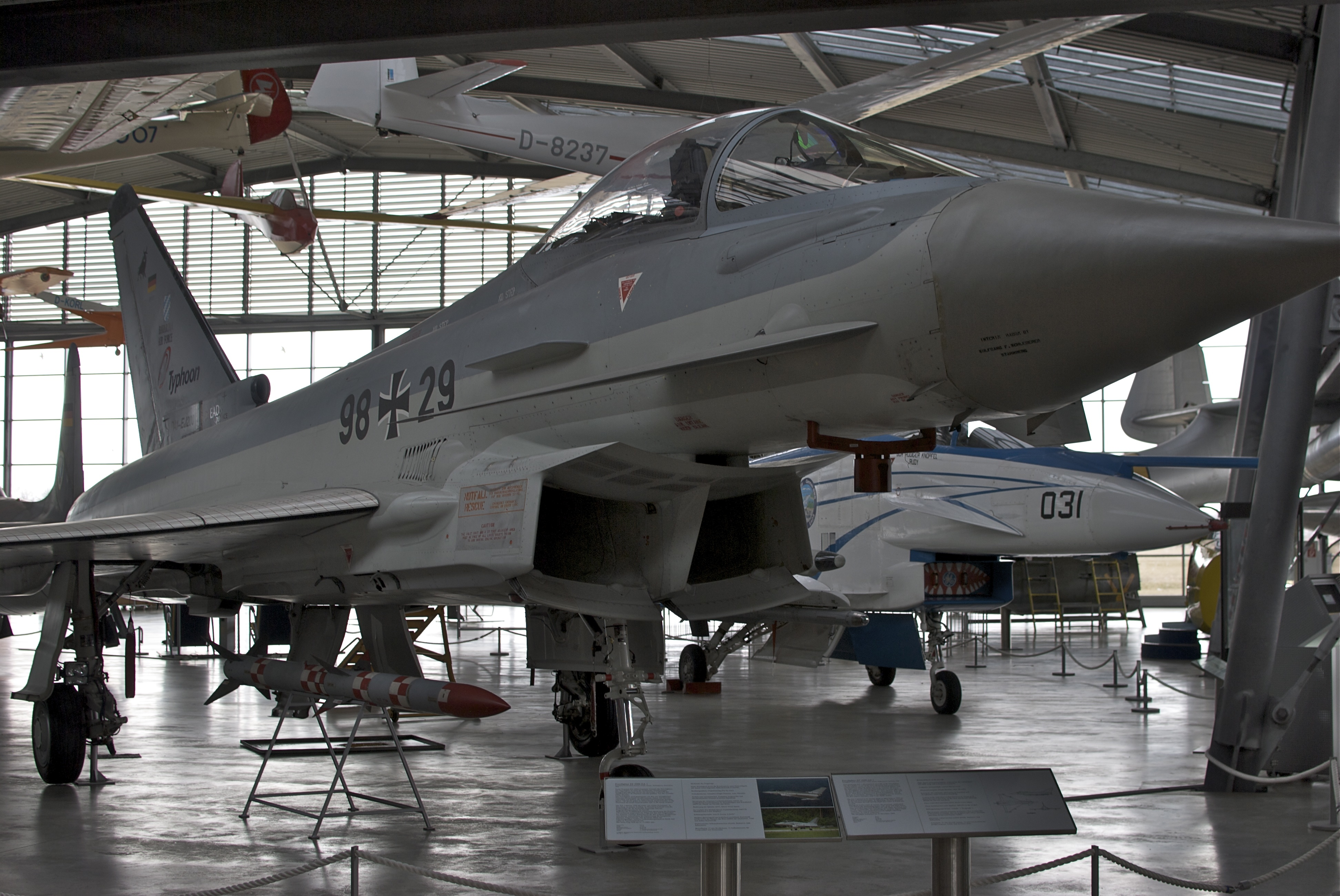
DA1 in der Flugwerft Schleißheim, neben der X-31

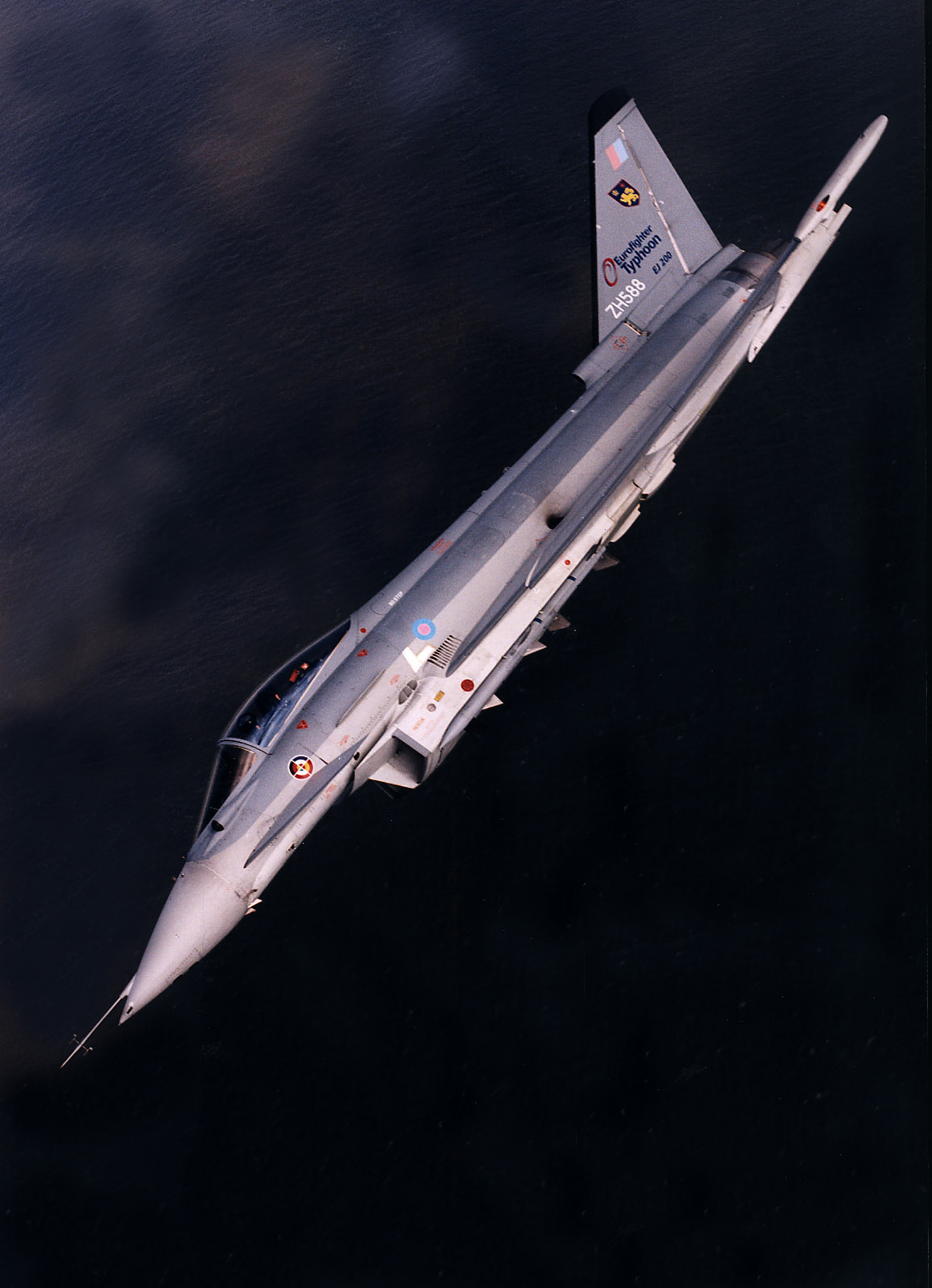
Weiß lackiertes DA2 im Flug, 1999

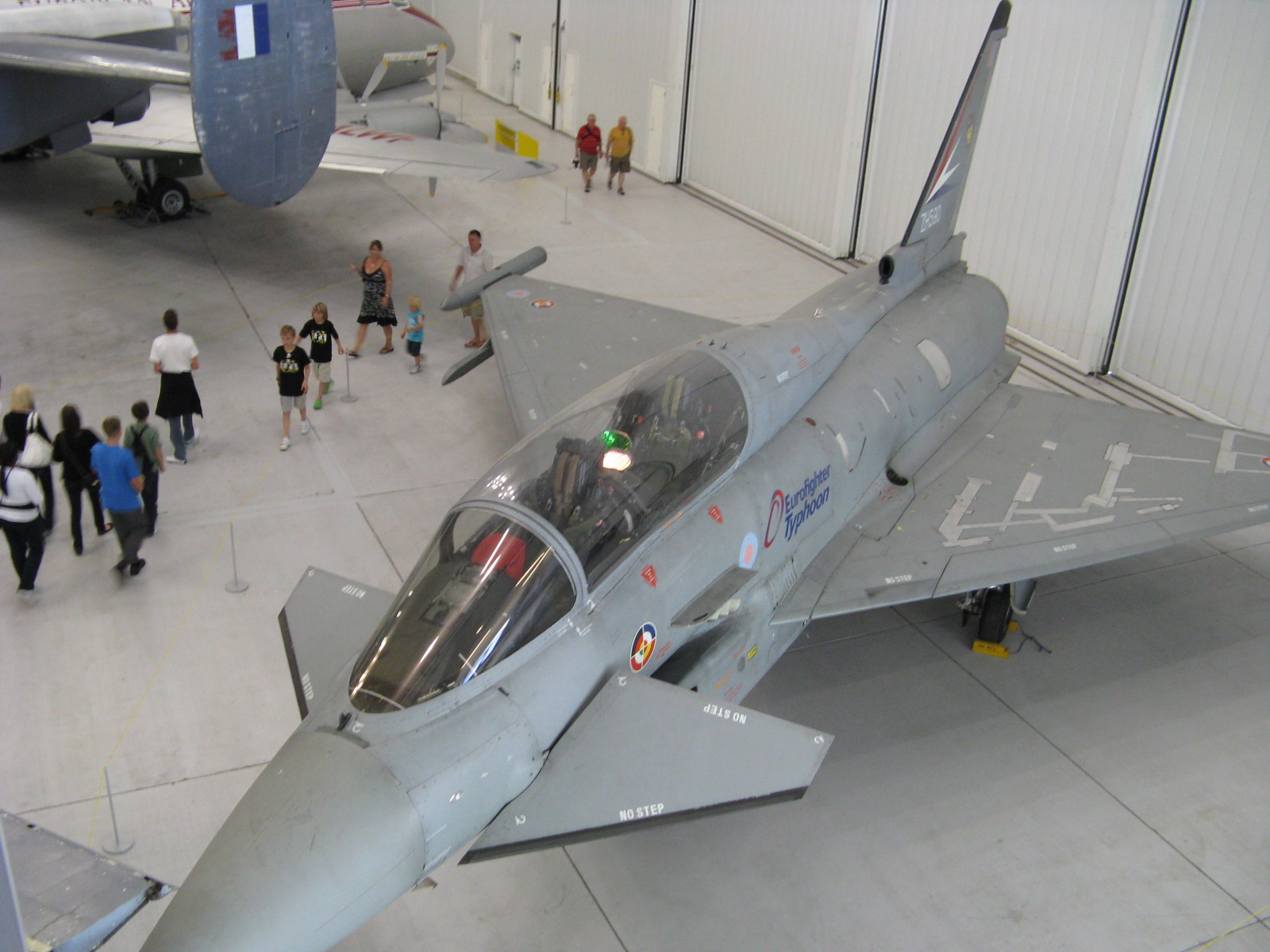
DA4 im Imperial War Museum

Es wurden insgesamt sieben Development Aircraft (DA) gebaut, um den Eurofighter Typhoon zur Serienreife zu entwickeln:
- DA1: Wurde von DASA gebaut, der Erstflug fand am 27. März 1994 mit Phase-0-Software statt, geflogen von Testpilot Peter Weger. Bis Juni 1994 wurden neun Testflüge absolviert, danach wurde ein Update des Flugkontrollsystems zu Phase 2 vorgenommen. Die Wiederaufnahme der Testflüge begann am 18. September 1995. Der Erstflug eines Piloten der deutschen Luftwaffe (Oberstleutnant Heinz Spolgen) folgte im März 1996, die militärische Evaluierung konnte so bis zum 24. April 1996 abgeschlossen werden. Danach begann die Umrüstung auf EJ200-Serie-03Z-Triebwerke sowie Avionik-Update auf STANAG 3910 und Einrüstung eines Martin-Baker-Schleudersitzes Mk.16 bis November 1998. Im dritten Quartal 1999 wurden die Testflüge wieder aufgenommen, die bis zum 11. September 2000 andauerten. Es folgten ein Update des Flugkontrollsystems (FCS) und eine zweiwöchige Testreihe auf der North Sea ACMI-Range beim Jagdbombergeschwader 38 am 3. Juli 2001 sowie eine Buddy-Buddy-Luftbetankung mit dem Panavia Tornado im August 2001. Ab dem 8. April 2003 wurde DA1 als Ersatz für DA6 nach Spanien verlegt. Erster Flug mit IRIS-T-Dummy am 27. August 2003. Danach folgten Tests der Spracheingabe (DVI). DA1 flog am 27. August 2003 als erster Eurofighter mit der IRIS-T. Zum Abschluss wurden bis Oktober 2004 Daten zur Verbesserung der Flugsteuerung gesammelt. Der letzte Flug fand am 21. Dezember 2005 statt. DA1 ist im Deutschen Museum in Oberschleißheim neben der Rockwell-MBB X-31 ausgestellt.[140]
- DA2: Wurde von BAE in Warton gebaut, der Erstflug erfolgte am 6. April 1994 durch Christopher J. Yeo. Danach wurden bis Juni 1994 neun Testflüge absolviert, es folgte ein Update des Flugkontrollsystems zu Phase 2. Die Wiederaufnahme der Testflüge begann am 17. Mai 1995. Erstflug mit Pilot der RAF (Squadron Leader Simon Dyde) am 9. November 1995. Demonstrierte die Fähigkeit für Flüge mit Anstellwinkeln von bis zu 25° im Mai 1997. Danach fanden Tests auf der RAF-Basis Leeming statt, unter anderem zur Überprüfung der Shelter-Kompatibilität. Es folgten Radar-Störtests und der Beginn der Flugversuche für das Carefree Handling. DA2 erreichte als erster Eurofighter Typhoon am 23. Dezember 1997 Mach 2. Die erste Luftbetankung an einer VC10 fand am 14. Januar 1998 statt. Danach wurde das Flugzeug mit den EJ200-Triebwerken sowie neuer Avionik und dem Martin-Baker-Schleudersitz Mk.16 ausgerüstet. Die Wiederaufnahme der Testflüge begann Ende August 1998 mit Flattertests. Ausgerüstet für Zuladungstests ab Mitte 1999. Erster Flug mit 2B2-Software-Standard am 7. Juli 2000 mit vollkommen schwarzer Lackierung und über 500 Drucksensoren zur Luftflussmessung. Ende des Jahres wurde ein Update des Treibstoffsystems eingespielt. 2001 folgten Tests mit Triebwerksstarts im Flug, im Januar 2002 die erste Doppelbetankung im Flug von DA2 und DA4. Danach wurden ASRAAM-Kompatibilitätstests durchgeführt, das Carefree Handling war Mitte 2002 fertig entwickelt. Im Anschluss erfolgten DASS-Tests und die Tests des ALSR (Auto Low-Speed Recovery) wurden im Juli 2004 abgeschlossen. Der erste Flug mit neuer FCS-Software fand im Februar 2005 statt und dauerte bis zum 13. November 2006.[141] DA2 wurde am 29. Januar 2007 außer Dienst gestellt und steht heute im RAF Museum in Hendon.[21]
- DA3: Wurde von Alenia gebaut und von Beginn an mit EJ200-Triebwerken ausgerüstet. Der Erstflug erfolgte am 4. Juni 1995 mit Phase-1-Software durch Napoleone Bragagnolo. Upgrade mit EJ200-01C-Triebwerken 1996, im Dezember des Jahres wurde auch der Triebwerksstart im Flug getestet. Erster Flug mit zwei 1000-Liter-Unterflügeltanks am 5. Dezember 1997. Upgrade zu EJ200-03A-Triebwerken im Frühjahr 1998. Erreichte Mach 1,6 mit zwei 1000-Liter-Unterflügeltanks im März 1999. 1999 wurden auch mit Waffenabwurftests begonnen. DA3 erreichte Mach 1,6 mit drei 1000-Liter-Unterflügeltanks im Dezember 1999. Beginn eines Upgrades von Bordkanone und Schleudersitz am 31. März 2000 und erster Schuss der Bordkanone am 13. März 2002. Im Flug wurde die Bordkanone erstmals im März 2004 abgefeuert. Ab März 2005 Beginn der Luft-Luft-Bordkanonentests. Wurde bis August 2005 auf dem Militärflugplatz Decimomannu für Flattertests benutzt.[142] Ab September fanden Testflüge mit GBU-10 statt. Anfang 2006 wurden Flugleistungsvermessungen (z. B. Gleitzahl) und Abwürfe von Luft-Boden-Munition durchgeführt.[143] Am 7. Februar 2006 fand der Letztflug statt, die Maschine ist in Caselle im Werksmuseum von Leonardo ausgestellt.[144]
- DA4: Wurde von BAE Systems gebaut und war der erste Zweisitzer. Der Erstflug fand am 14. März 1997 durch Derek Reeh statt, am 20. Februar 1998 wurden erstmals Supercruise-Flüge absolviert. Es folgten Blitzschlag-Versuche in Warton von Mai bis Juni 1998. Am 28. April 1999 wurden Autopilot und Autoschub aktiviert. Der erste Flug mit dem Helm-Visier-System erfolgte am 17. Juni 1999 und nach dem Jahr 2000 der erste Flug mit den Raketenwarnern (MAW). Erster Nachtflug eines Zweisitzers. Ab 2001 begannen Bodentests des DASS. Es folgte ein Upgrade der Bordenergieerzeugung und der Avionik und eine Wiederaufnahme der Flugtests im November 2001. Erste Doppelbetankung im Flug von DA2 und DA4 im Januar 2002. Darauf folgten Waffenintegrationstests mit Einsatz der ersten AMRAAM gegen eine Drohne am 9. April 2002. Weitere Meilensteine wurden erreicht, als die erste Luftbetankung eines Zweisitzers, die erste Luftbetankung mit externen Tanks und die erste Luftbetankung bei Nacht demonstriert wurde. Schließlich folgte der bis dato längste Eurofighter-Flug mit 4 Stunden 22 Minuten. Ab 2002 fanden ESM-Tests statt, ab März 2004 Flüge mit Direct Voice Input (DVI). Im September 2004 wurde ein verbessertes Flugsteuerungssystem eingerüstet. Es folgte der Abschuss einer Drohne mit einer AMRAAM im Februar 2005.[145] Das Flugzeug wurde am 13. Dezember 2006 zur RAF Coningsby gebracht, wo die Flugzeugzelle zu Lehr- und Ausbildungszwecken verwendet wurde.[143] Inzwischen gehört die DA4 zur Sammlung des Imperial War Museums und soll nach einer gescheiterten Übergabe an das Luftfahrtmuseum Newark wieder zu Ausbildungszwecken nach RAF Coningsby gebracht werden.[146][147][148]
- DA5: Wurde von EADS Deutschland in Manching gebaut, der Erstflug fand am 24. Februar 1997 mit Pilot Wolfgang Schirdewahn statt. DA5 war der erste Eurofighter mit ECR-90-Radar und gleichzeitig der Erste mit vollständiger Avionikausstattung. Radar-Software-Upgrade auf DS-C1 und Upgrade auf EJ200-03A-Triebwerke im Juni 1997. Es folgte die Erprobung von radarabsorbierendem Material. Erste Visite bei einem möglichen Exportkunden in Rygge/Norwegen im Juni 1998 sowie der Flug eines norwegischen Testpiloten am 15. Dezember 1998. Erster Flug mit neuem Software-Standard Phase 2B1 mit Autopilot und Autoschub am 1. April 1999. Mitte 1999 folgten Radartests mit vier simulierten Zielen. Im Februar 2000 fanden Vereisungs-Flugtests statt und im Mai 2001 wurde die Integration von AMRAAM und AIM-9L abgeschlossen. Bis Mitte 2000 wurde die Flugenveloppe zu 90 % erflogen. Dabei wurde regulär im Supercruise geflogen, Luft-Luft-Raketen abgefeuert sowie hohe Einsatzraten und Agilität demonstriert.[21] Bis zum 29. März 2001 wurden die Radartests abgeschlossen mit unterschiedlichen Versuchen mit jeweils 20 Zielen. Avionik-Umrüstung auf Serienstandard im Frühjahr 2003 sowie erster Flug mit aktiver IRIS-T im Mai 2004. Es folgte der erste Flug mit sechs voll integrierten AMRAAM inklusive simuliertem Raketen-Einsatz.[149] Wurde später auf Tranche-2-Standard hochgerüstet. Flog ab dem 8. Mai 2007 mit dem CAESAR-Radar.[143] Wurde am 30. Oktober 2007 ausgemustert und ist kurzzeitig als Ausstellungsstück auf der ILA2010 und ILA2012 als 31+30 bzw. 30+40 verwendet worden.[21][150][151] Jetzt im Bestand des MHM Gatow.[152]
- DA6: Wurde von EADS Spanien in Sevilla als zweiter Zweisitzer gebaut, vorgesehen für Erweiterung des Flugleistungsbereiches, der Klima- und Beatmungssysteme, des MIDS Datenlink und des Helm-Visier-Systems. Der Erstflug erfolgte am 31. August 1996 mit Alf de Miguel Gonzalez. Danach wurden ab 20. Juli 1998 Hochtemperaturtests in Moròn (Spanien) sowie im Juni 1999 Flugversuche mit einer Piloten-Kühlweste durchgeführt. Die Vereisungstests im Klima-Hangar auf dem Testgelände Boscombe Down wurden im Januar 2000 abgeschlossen. Es folgte ein Test der Umweltsysteme gemeinsam mit DA1 in Boscombe Down. Diese wurden im Mai 2000 abgeschlossen. 2001 begannen die Versuche mit Sprachbefehlen. Absturz nach Triebwerksausfall am 21. November 2002 100 km südlich von Madrid mit 326 Flugstunden während 362 Einsätzen.[153]
- DA7: Wurde von Alenia gebaut, der Erstflug fand am 27. Januar 1997 durch Napoleone Bragagnolo statt. Zweiter Jet mit EJ200-Triebwerken. Erster Start einer AIM-9L am 15. Dezember 1997, sowie erster Abwurf einer AIM-120 am 17. Dezember 1997. Es folgte der erste Abwurf von 1000-Liter-Unterflügeltanks am 17. Juni 1998. Ab April 2001 wurden vom Militärflugplatz Decimomannu aus Startversuche mit AMRAAM und AIM-9L durchgeführt, es folgten Versuche mit dem PIRATE-Sensor. Eine zweite Testreihe von AMRAAM- und AIM-9L-Startversuchen in Decimomannu folgte im Dezember 2001. Erste Luftbetankung von italienischem Boeing-707T/T-Tanker im Juli 2002. Erfolgreicher AMRAAM-Starttest von der äußeren Flügelstation im November 2003. Der erste PIRATE-Tracking-Test fand im Januar 2004 statt. Es folgten IRIS-T-Starttests von der äußeren Flügelstation im März 2004.[154] Anfang 2007 wurde DA7 zur Entwicklung des PIRATE (IRST/FLIR) verwendet, zum Test des neuen Striker-Helms und für weitere Luft-Boden-Tests (z. B. Laserzielbehälter).[143] Am 10. September 2007 wurde das Flugzeug in Cameri eingemottet und war dort als Gate Guard ausgestellt.[21][155] 2023 wurde es neu lackiert und als Ausstellungsstück in Pratica di Mare präsentiert.[156] Aktuell befindet sie sich im italienischen Luftfahrtmuseum in Vigna di Valle.[157]

### Vorserienmodelle
Die Instrumented Production Aircraft (IPA) sind acht Flugzeuge nach Produktionsstandard, die mit Instrumenten für Telemetrie ausgestattet wurden. Alle Maschinen sind nach dem Tranche-1-Standard gebaut, wobei die Avionik bei allen außer IPA1 und IPA3 auf Tranche-2-Standard hochgerüstet wurde. IPA7 ist die einzige vollwertige Tranche-2-Maschine, IPA8 die Einzige der Tranche 3. Die IPAs sind Eigentum der NATO EF 2000 and Tornado Development, Production & Logistics Management Agency:
- IPA1: Der Zweisitzer wurde von BAE Systems in Warton gebaut, der Erstflug war am 15. April 2002 mit Keith Hartley am Steuer. IPA1 war der erste in Serie gefertigte Typhoon. Später wurden Luftbetankungsstutzen, Testfluginstrumente und Lackierung angebracht und das Flugzeug diente zum Test des Defensive Aids Sub System (DASS).[158] Der erste Abwurf einer „Paveway II“ fand am 29. Juni 2006 statt. Im Juni 2009 wurden Abwurftests mit der „Paveway IV“ durchgeführt.[143] Ab Anfang 2011 folgten Abwurftests mit Meteor-Prototypen auf der Aberporth Range,[159] und Ende 2012 erste Testschüsse.[160]
- IPA2: Der Zweisitzer wurde von Alenia gebaut, der Erstflug erfolgte am 5. April 2002 durch Maurizio Cheli. Die Maschine war für Tests der Luft/Boden-Bewaffnung und Sensorfusion vorgesehen und wurde 2003 zum Test der Tactical Air Navigation verwendet. Erste Luftbetankung bei Nacht am 19. November 2004. 2005 wurden Tests mit der GBU-16 unternommen. Am 14. September 2007 fand der Erstflug mit den EJ200-Mk-101-Triebwerken der Tranche 2 statt. Dabei wurden Überschallflüge und -manöver erprobt. Zuerst wurde nur das rechte Triebwerk durch das Mk 101 ersetzt, ab Dezember beide. Damit sollte die Kompatibilität der Triebwerke untersucht werden.[161] Im November 2008 fanden Luftbetankungstests mit einer KC-130J Hercules statt. Dabei wurden auch Nachtbetankungen erprobt.[143] Wurde seit Ende 2008 für Paveway-IV-Tests verwendet.[162] Seit Ende 2012 wird die Maschine zur Softwareerprobung eingesetzt.[163] Ende 2013 begannen die Tests mit Storm Shadow.[128]
- IPA3: Gebaut von EADS Deutschland, ebenfalls ein Zweisitzer. Erstflug am 8. April 2002 durch Chris Worning.[164] 2005 fanden Belastungs- und Beladungstests statt. Am 21. Februar wurden erstmals „Paveway II“ getragen, im November der „Litening III“-Zielbeleuchtungsbehälter für Aerodynamiktests.[143] Die Tragetests endeten 2013.
- IPA4: Der Einsitzer wurde von EADS Spanien gebaut. Den Erstflug steuerte am 27. Februar 2004 Alfonso de Castro. Im Dezember 2004 folgte der Flug zum Raketenversuchsgelände Vidsel für Kaltwettertests, die am 8. März 2005 abgeschlossen wurden. Da es nicht immer kalt genug für die Kaltwettertests war, wurden auch ungeplant das Taxiing auf der verschneiten und vereisten Start- und Landebahn getestet.[143] Danach folgte der Transfer nach Morón (Spanien) für Heißwettertests im Sommer 2005.[165] Zur vernetzten Operationsführung wurden in Morón auch Tests des MIDS zusammen mit Typhoon-Serienmaschinen vorgenommen. Dazu wurde die Maschine zu Block 2B hochgerüstet, sowie PIRATE und DASS eingebaut. 2006 wurden Tests mit der GBU-16 zur elektromagnetischen Kompatibilität (EMC), Flattern und Vibrationen durchgeführt. 2007 fanden Testflüge zum Meteor-Programm statt. Am 31. März 2009 feuerte IPA4 eine AMRAAM auf eine Mirach-Drohne mit Hilfe des MIDS, die Zieldaten wurden von IPA5 gesendet. Mitte 2009 wurde das Flugzeug auf Tranche-2-Standard hochgerüstet.[143] Wurde für Tests der Umwelt- und Kommunikationssysteme und des MIDS sowie Meteor-Tests verwendet.[166] Seit Ende 2012 wird die Maschine zur Softwareerprobung eingesetzt.[163]
- IPA5: Der Einsitzer wurde von BAE Systems in Warton gebaut. Erstflug am 7. Juni 2004 durch Mark Bowman. Diente der Integration von Luft-Luft- und Luft-Boden-Waffen, darunter AMRAAM, ASRAAM, 1000-Pfund-Bomben, BL755-Streumunition und der Anti-Radar-Lenkwaffe ALARM. Am 12. März 2009 flog IPA5 nach Moron, um am 31. März mit IPA4 den MIDS-Schuss über Südspanien auszuführen.[143] Wurde dann für Avioniktests verwendet.[166] Danach wurde ein Prototyp des CAPTOR-E eingebaut, der Anfang März 2014, mehrere Monate vor dem Zeitplan, zum ersten Mal flog.[167] Da es sich um eine Tranche-1-Flugzeugzelle handelt, sollte auch der Einbau des CAPTOR-E in Tranche-1-Maschinen demonstriert werden.[21]
- IPA6: Hob am 1. November 2007 mit Mark Bowman am Steuer zum ersten Mal ab. Obwohl es ein Tranche-1-Flugzeug war, war es die erste Maschine mit Tranche-2-Hard- und Software. Im Oktober 2007 erfolgten Triebwerkstests. Ab 2008 wurden DASS-Testflüge absolviert und die neue Helmet Equipment Assembly (HEA) sowie das Forward Looking Infra-Red (FLIR) getestet.[143] Seit Ende 2012 wird die Maschine zur Softwareerprobung eingesetzt.[163]
- IPA7: Flog am 16. Januar 2008 als erstes und einziges Flugzeug mit vollem Tranche-2-Standard. Pilot war Chris Worning. Um Juni 2008 herum wurden Tests mit der 500-Pfund-Paveway begonnen. In diesem Jahr wurden auch über der Nordsee Tests mit den Raketenwarnern (MAW) unternommen, zusammen mit F-4 Phantoms und Panavia Tornados der Luftwaffe. Die Testserie hielt auch 2009 an.[143] Seit Ende 2012 wird die Maschine zur Softwareerprobung eingesetzt.[163] Ab Ende 2013 folgen die Tests mit Taurus-Marschflugkörpern.[128] Am 15. Januar 2014 erfolgte der erste Testflug mit zwei KEPD 350.[168] Mitte 2014 wurden Tests mit zusätzlichen Strakes über den Canards und größeren Rudern durchgeführt, um das Pitch-up-Moment beim Flug mit Conformal Fuel Tanks besser beherrschen zu können. Ferner soll damit auch über einen Strömungsabriss gezogen werden können (aka Kobramanöver) und die Rollraten dort verbessert werden.[21]
- IPA8: Der Zweisitzer wird zur Erprobung des Captor-E-Radars genutzt und entspricht dem Tranche-3-Standard.[169][170]
- IPA9: Der Einsitzer mit der Seriennummer SS051 wurde von EADS Spanien gebaut.[171]

Ferner existieren noch Instrumented Series Production Aircraft (ISPA). Diese werden wie die IPAs von der Produktionslinie abgezweigt und tragen weniger Telemetrie als die IPA-Maschinen. Bei diesen Modellen, die auch wieder auf Serie zurückgerüstet werden können, wurde der Raum der Bordkanone für Avionik genutzt, die an den Glasfaserbus angeschlossen wird. Rechtlich sind die ISPAs Eigentum der Nutzerstaaten und werden von der Industrie nur geliehen:
- ISPA1: Der Tranche-1-Zweisitzer wurde von BAE Systems in Warton gebaut, der Erstflug erfolgte am 11. Mai 2004.[172] Flog am 3. Februar 2005 mit einem Testpiloten von BAE Systems und der RAF über die Luftwaffenstützpunkte Lajes, Bangor, Little Rock und Cannon zur Naval Air Weapons Station China Lake.[143] Dabei wurden auch Harrier GR7 und Tornado GR4 von RAF Coningsby mitgeführt. Nach dem Abschluss der Übung „High Rider 10“ begann die Rückverlegung.[173] Diente seitdem als Testmaschine für DASS, Striker-Helm und die Integration von Laserzielbehältern.[166] Wurde im Juni 2009 zurückgerüstet und der RAF übergeben.[21]
- ISPA2: Tranche-1-Einsitzer von Alenia. Erstflug am 9. Juli 2004 durch Maurizio Cheli.[174] Wurde nach erfolgten Tests im Dezember 2004 der italienischen Luftwaffe übergeben.[21]
- ISPA3: Wurde im Juni 2011 als Tranche-2-Maschine ausgeliefert. Nach erfolgten Tests (u. a. mit Litening-LDP) im Februar 2014 der spanischen Luftwaffe übergeben.
- ISPA4: Wurde im Mai 2011 als T2-Maschine zur Erprobung von PIRATE und des Trägheitsnavigationssystems verwendet. Wurde im Januar 2014 der italienischen Luftwaffe übergeben.[21]
- ISPA5: Im März 2011 als Tranche-2-Flugzeug gefertigt und nach Testflügen im Januar 2014 der Royal Air Force übergeben.[21]

### Serienmodelle

#### Tranche 1
Die Tranche-1-Flugzeuge wurden ab 2003 ausgeliefert und liefern die Basisfähigkeiten. Alle Tranche-1-Flugzeuge wurden im Rahmen des R1- und R2-Programms bis Anfang 2012 auf Block 5 hochgerüstet. Deutschland, Italien und Spanien entwickelten noch das „Drop 1“, ein Software-Update für die Avionik, um den Tausch von LRUs zu verbessern (ab 2011). Deutschland und Großbritannien entwickelten danach das Update „Drop 2“. Es steht ab März 2013 für alle Maschinen der Tranche 1 zur Verfügung. Die Darstellung der Ziele ist intuitiver; ferner wird nun angezeigt, welche Sensoren zum fusionierten Track beitragen. Die Bedienungsmöglichkeiten des Zielbeleuchtungsbehälters per HOTAS wurden ebenfalls erweitert sowie die DASS-Software verbessert. „Drop 3“ sollte voraussichtlich Ende 2014 zur Verfügung stehen und alle Kernprogramme betreffen. „Drop 4“, welches folgt, wird MIDS und AIS verbessern. Die Tranche-1-Maschinen sind durch die begrenzte Rechenleistung softwareseitig beschränkt: So ist es zum Beispiel während eines Bombeneinsatzes möglich, ein Luftziel mittels ESM/ECM zu orten und per AMRAAM zu beschießen (Details), allerdings kann dann nicht mehr auf Luft-Boden-Modus gewechselt werden. Dies wurde erst bei Tranche 2 durch höhere Rechenleistung behoben.
- Block 1: Hardware-Serienstandard und Testflug-Instrumentation, Basisfähigkeiten
- Block 2: Sensorfusion und begrenztes DASS (Chaff/Flare), PIRATE nur als FLIR, DVI-Sprachsteuerung, Basis-Autopilot. Neue Waffen: AIM-9L, ASRAAM-digital, AIM-120B AMRAAM, Kanone
- Block 2B: Software-Update Flugsteuersystem (volle Luftkampffähigkeit und Basis-Mehrrollenfähigkeit), Striker-Datenhelm, MIDS-Datenlink, mehr Radarmodis, volles DASS, PIRATE, Bodenkollisions-Warnsystem. Neue Waffen: IRIS-T analog
- Block 5: Nachtsicht für Striker-Helm, Software-Update Flugsteuersystem, voller Autopilot, volles PIRATE, volles Bodenkollisions-Warnsystem. Neue Waffen: Paveway II (GBU-16, GBU-48), Rafael Litening III, Bodenmodus Kanone

#### Tranche 2
Die Tranche-2-Flugzeuge wurden ab Oktober 2008 ausgeliefert und beseitigten Obsoleszenzen und erweiterten die Grundfähigkeiten des Luft-Luft- und Luft-Bodenkampfes.
- Block 8: Neuer Hardware-Standard nach STANAG 4626 für alle Rechner.
- Block 10: Entspricht Phase A. Software-Update für IFF Mode 5 Level 2, MIDS Data Link 16. DGPS mit Prognosefähigkeit, warnt den Piloten, wenn bei einem Angriff mit GPS-Waffen die Verbindung abbrechen könnte.[178] Neue Waffen: IRIS-T digital, Paveway IV mit Überschall-Abwurfmöglichkeit, mehr Funktionen für Laserzielbehälter.[29] Das Helmet-Mounted-Symbology-System (HMSS) stellt auch Bodenziele dar und der Laserzielbehälter kann durch das Helmvisier auf Ziele eingewiesen werden.[84] Fähigkeit, zwei verschiedene Ziele gleichzeitig mit lasergelenkten Bomben zu treffen.[179] Neue Low-Band-Antennen für ESM und ECM mit Polarisationsdiversität, ECM mit erweitertem Frequenzbereich und mehr Abstrahlleistung, verbesserte DRFM- und EloGM-Techniken sind möglich.[108][109] Frequenzuntergrenze des Ariel-Schleppstörsenders nun 4 GHz und mehr effektive Strahlungsleistung.[110]
- Block 15: Entspricht Phase B, die Aufteilung zwischen A und B ist allerdings unklar. Raketenwarner des DASS können Bedrohungen durch einen Datenbankabgleich identifizieren und gegebenenfalls Flares und Chaffs auslösen. Die Signaturen der Ziele müssen vor dem Start hochgeladen werden. Auto-Combat Air Patrol und Auto-Attack-Modi für den Autopiloten; ermöglicht dem Eurofighter autonom auf der CAP-Route zu fliegen, oder den Zielanflug auf ein Bodenziel durchzuführen.[178] Verbesserte Sprachsteuerung mit nun 90 Kommandos, unter anderem können Informationen zu jedem beliebigen Ziel oder Wegpunkt erfragt werden, der Laserzielbeleuchtungsbehälter durch Sprache gesteuert und Wegpunkte angelegt werden.[180] Einschlagwinkel und Zündmodus der Paveway IV kann durch den Piloten programmiert werden. Möglichkeit, bis zu sechs Ziele mit lasergelenkten Bomben zu treffen, wobei der Laser nach dem Splash automatisch auf das nächste Ziel wechselt.[21]

#### Tranche 3
Der erste Einsitzer der Tranche 3 sollte Mitte 2014 ausgeliefert werden. Diese Maschinen besitzen verstärkte Rücken, mit Adaptern für Conformal Fuel Tanks (CFT). Die Adapter sind als kleine Beulen gut erkennbar. Zusätzlich wurde die Nase verstärkt, um das schwerere CAPTOR-E tragen zu können. Das System zum Fuel Dumping ist nun unter den Tragflächen angebracht. Insgesamt wurden 350 Teile überarbeitet, um über mehr Rechen-, Kühl- und Datenübertragungskapazität und elektrische Energie zu verfügen. Im Zuge des Tranche-3-Vertrages wurde auch das Common-Obsolescence-Removal-Programm (CORP) kofinanziert, welches Obsoleszenzen bei manchen Avionikboxen von Tranche 2 und 3 beseitigen soll. Softwareseitig sind Tranche 2 und 3 identisch, so werden Tranche-3-Flugzeuge mit dem P1EA bzw. P1EB fliegen.
- Block 20: Fähigkeit, zwei CFTs mit Zusatzkraftstoff zu tragen. Im Februar 2013 war von 4500 lbs (2041 kg) zusätzlichem Kerosin die Rede,[177] bei neuen Windkanaltests ab April 2014 von 2 × 1500 Liter (ca. 2400 kg).[125]
- Block 25: Entspricht Phase A. Meteor-Flugkörper, Marschflugkörper Storm Shadow, Option auf Taurus.[21] Voraussichtlich CAPTOR-E, Zwei-Wege-Datenlink für Meteor mit Fähigkeit, die Waffe im Flug umzuprogrammieren, High-Speed-Kommunikation von Radar zu Radar, Einsatz des E-Scan als Störsender.[178]
- Block 30: Entspricht Phase B. In Verhandlung, mit Schwerpunkt auf Suppression of Enemy Air Defences, Seezielflugkörper, Gleitbomben und Aufklärungsbehälter.[182] Als Behälter sind der DB-110 von UTC Aerospace Systems und der AREOS von Thales angedacht.[21] Brimstone II wird durch Phase 3 Enhancement (P3E) ebenfalls eingerüstet werden.

#### Tranche 4
Die Endmontage startete Mitte Juni 2023 im Airbuswerk Manching. Die Jets werden mit einem neuen AESA-Radar CAPTOR-E der Hensoldt AG und aktualisierter Hard- und Software ausgerüstet.

### Fähigkeitsverbesserungen

#### Phase 1 Enhancement
Das Phase 1 Enhancement (P1E) wurde 2007 vertraglich fixiert. Wurde später in Phase A (P1EA) und Phase B (P1EB) aufgeteilt. IPA4 und IPA7 schlossen die Testflüge dazu am 28. Oktober 2013 ab, das Software-Update stand Ende 2013 zur Verfügung.

#### Phase 2 Enhancement
Am 30. Oktober 2013 wurde der Vertrag zwischen NETMA und der Eurofighter Jagdflugzeug GmbH für das Evolution Package 2 unterzeichnet, welches die Grundlage für Phase 2 Enhancement (P2E) darstellt. P2E wird in Phase A (P2EA) und Phase B (P2EB) aufgeteilt, die Ende 2015 bzw. Anfang 2017 verfügbar sein sollten. Die Einrüstung sollte ursprünglich bis 2017 abgeschlossen sein. Das Luftfahrtamt der Bundeswehr hat die bestehende Musterzulassung des Eurofighter im Januar 2021 um weitere operative Fähigkeiten des Phase 2 Enhancement (P2E) ergänzt.

#### Phase 3 Enhancement
Am 23. Februar 2015 wurde von den vier Partnerländern der Vertrag für Phase 3 Enhancement (P3E) unterschrieben. Neben der Einführung der Brimstone 2 soll auch die Integration von Storm Shadow, Meteor, Paveway IV und ASRAAM verbessert werden. Im November 2017 wurden bei BAE Systems die Tests des Luft-Boden-Flugkörpers MBDA Brimstone abgeschlossen.

## Nutzer
Der folgenden Tabelle kann die Entwicklung der Stückzahlen des Eurofighters entnommen werden; angefangen bei der Unterzeichnung des Entwicklungsabkommens 1985 über die Unterzeichnung des Produktionsabkommens 1997 bis zur Bestellung der Tranche 3A im Jahr 2009 und die Gewinnung dreier Exportkunden.
| Partnerstaaten          | Partnerstaaten | Partnerstaaten | Partnerstaaten     | Partnerstaaten     | Partnerstaaten    | Partnerstaaten      | Partnerstaaten     | Partnerstaaten | Partnerstaaten |
| Staat                   | geplant 1985   | geplant 1997   | bestellt Tranche 1 | bestellt Tranche 2 | geplant Tranche 3 | bestellt Tranche 3A | bestellt Tranche 4 | total bestellt | Anmerkungen |
| ----------------------- | -------------- | -------------- | ------------------ | ------------------ | ----------------- | ------------------- | ------------------ | -------------- | --- |
| Vereinigtes Königreich  | 250            | 232            | 53                 | 67 (91)            | 88                | 40                  | 0                  | 160            | 24 ungebrauchte Maschinen aus Tranche 2 wurden an Saudi-Arabien abgegeben; der Ausgleich dieser Maschinen durch Eurofighter aus der Tranche 3 bei gleichzeitiger Reduzierung dieser auf 40 Stück führt zu einer Gesamtreduzierung um 72 Maschinen. Eine weitere Bestellung ist derzeit jedoch nicht geplant. Ob die 72 von Saudi-Arabien bestellten Maschinen auf die ursprünglich britische Bestellung angerechnet wurden, ist unklar.                                                                                            |
| Deutschland             | 250            | 180            | 33 (44)            | 79 (68)            | 68                | 31                  | 38                 | 181            | Sechs von der deutschen Luftwaffe gebrauchte sowie fünf für sie vorgesehene Eurofighter aus Tranche 1 wurden an Österreich abgegeben. Ersatz durch dieselbe Anzahl aus Tranche 2. Im Oktober 2011 gab das BMVg bekannt, dass die Bundeswehr nur noch 140 Eurofighter beschaffen wolle. Im November 2020 billigte der Haushaltsausschuss des Bundestages die Bestellung von 38 zusätzlichen Eurofighter der Tranche 4 (Projekt „Quadriga“). Der Vertragsabschluss erfolgte am 11. November 2020.                                    |
| Italien                 | 165            | 121            | 28                 | 47                 | 46                | 21                  | 24                 | 120            | Nach einem Beschluss des Regierungskabinetts vom 20. Juli 2010 verzichtet Italien auf die Anschaffung der ausstehenden 25 Eurofighter der Tranche 3B. Am 23. Dezember 2024 unterzeichnete Italien einen Vertrag über die Anschaffung von 24 Eurofightern, die Maschinen der 1. Tranche ersetzen sollen. |
| Spanien                 | 100            | 87             | 19 (20)            | 34 (33)            | 34                | 20                  | 45                 | 118            | Ein Eurofighter der Tranche 1 wurde an Österreich abgegeben und im Gegenzug ein T2-Modell angenommen. Spanien verzichtete im Mai 2013 auf die Beschaffung der 14 ursprünglich bestellten Eurofighter der Tranche 3B. Im Juni 2022 bestellte Spanien 20 weitere Eurofighter, die in der gleichen Konfiguration wie die durch Deutschland bestellten Eurofighter des so genannten „Quadriga-Programms“ ausgeführt werden sollen. Im Dezember 2024 erfolgte eine weitere Bestellung von 25 Stück im Rahmen des „Halcon II“-Programms. |
| Gesamt                  | 765            | 620            | 133                | 227                | 236               | 112                 | 107                | 579            | |
| Exportkunden            |                |                |                    |                    |                   |                     |                    |                | |
| Staat                   | geplant 2002   | bestellt 2003  | bestellt Tranche 1 | bestellt Tranche 2 | geplant Tranche 3 | bestellt Tranche 3A | bestellt Tranche 4 | total bestellt | Anmerkungen |
| Österreich              | 24             | 18             | 15                 | 0                  | 0                 | 0                   | 0                  | 15             | 2007 Reduktion von 18 auf 15 Maschinen; ausschließlich Tranche-1-Maschinen anstatt aus Tranche 2. Sechs Maschinen wurden gebraucht aus Deutschland übernommen. |
| Saudi-Arabien           | 0              | 0              | 0                  | 48 (72)            | 0                 | 24 (0)              | 0                  | 72             | Angekündigt im August 2006, Bestellung unterzeichnet im September 2007. Mit den Nachverhandlungen wurden 24 Maschinen des ersten Loses auf Tranche 3 umgeschrieben. |
| Oman                    | 0              | 0              | 0                  | 0                  | 0                 | 12                  | 0                  | 12             | Unterzeichnet am 21. Dezember 2012. |
| Kuwait                  | 0              | 0              | 0                  | 0                  | 0                 | 28                  | 0                  | 28             | Presseinformation durch die Eurofighter Jagdflugzeug GmbH am 16. September 2015 |
| Katar                   | 0              | 0              | 0                  | 0                  | 0                 | 24                  | 0                  | 24             | Unterzeichnet am 11. Dezember 2017. |
| Gesamt über alle Kunden |                |                |                    |                    |                   |                     |                    |                | |
| geplant 1985            | geplant 1997   | geplant 2008   | bestellt Tranche 1 | bestellt Tranche 2 | geplant Tranche 3 | bestellt Tranche 3A | bestellt Tranche 4 | total bestellt | Anmerkungen |
| 765                     | 620            | 707            | 148                | 275                | 236               | 200                 | 107                | 730            | |
| Stand: 24.12.2024       |                |                |                    |                    |                   |                     |                    |                | |

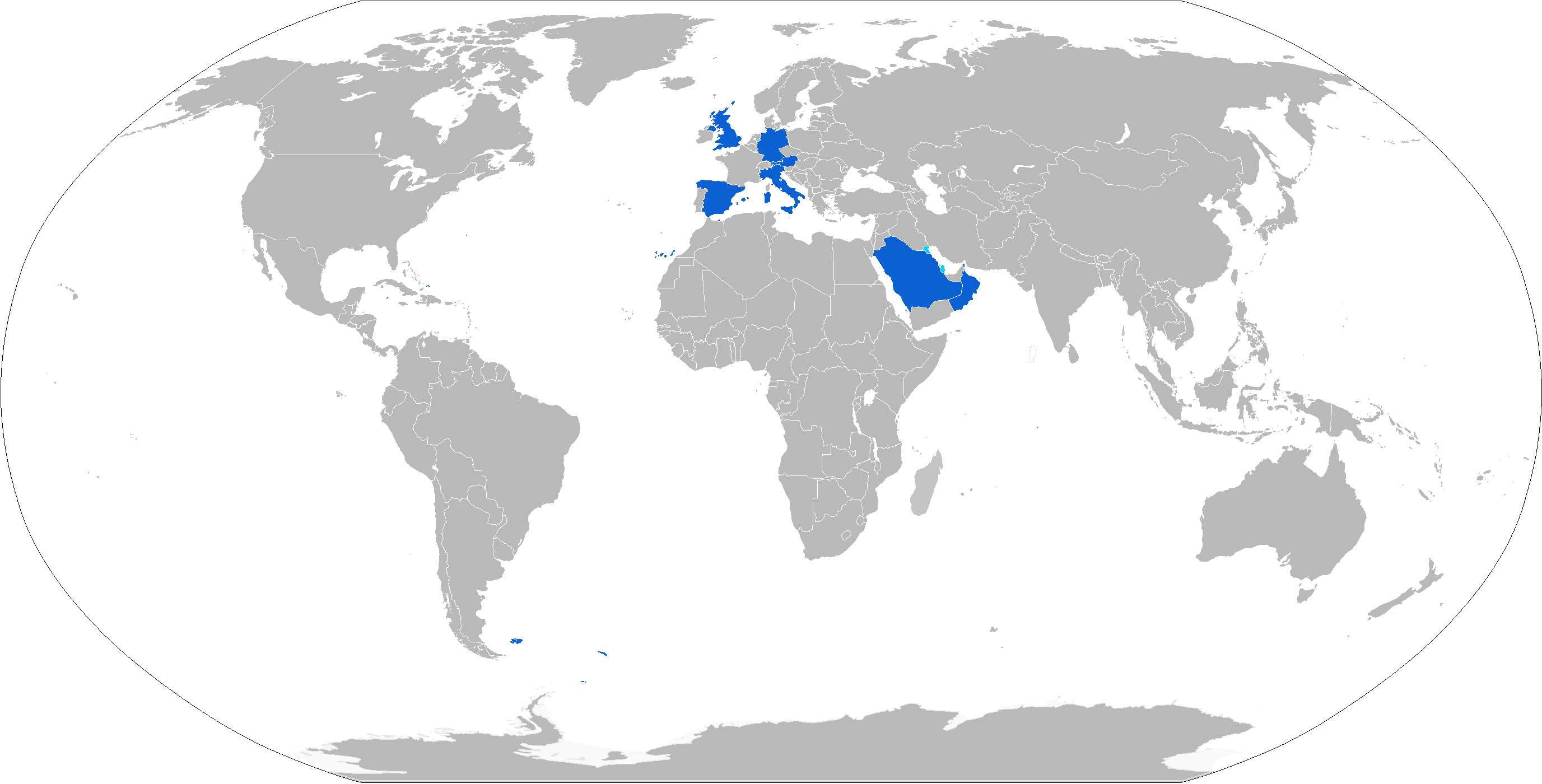
Länder, die Eurofighter fliegen oder bestellt haben

Die Fertigung des Eurofighter Typhoon ist wie bei Airbus unter den verschiedenen Partnerländern verteilt, wobei der Arbeitsanteil exakt der Zahl der bestellten Maschinen entspricht. Die Menge der Flugzeuge jeder Tranche wird gemäß diesem Schlüssel auf die Partnerländer verteilt. Es ist für ein Land also nicht möglich, im Alleingang seine Bestellung zu erhöhen oder zu senken, ohne die anderen Partnerländer entschädigen zu müssen. Dies führte auch zum Verbleib Deutschlands im Projekt, obwohl die damalige Regierung Kohl den Ausstieg propagierte.
Ebenfalls wie bei Airbus wird der Typhoon an insgesamt sieben Standorten in vier Ländern gebaut:
- Bei BAE Systems in Samlesbury und Warton entstehen die Rumpfvorderteile: Das Cockpit und die Canards, das Seitenleitwerk, der Rumpfrücken samt Luftbremse sowie die inneren Flaperons und ein Teil des Rumpfhecks.
- Deutschland baut bei Airbus in Augsburg und in Manching das Rumpfmittelstück und rüstet in Manching die Rumpfmittelstücke zu einbaufertigen Baugruppen aus.
- Italien baut bei Alenia in Foggia und Cassele bei Turin die linken Tragflächen aller Eurofighter sowie die äußeren Flaperons und komplettiert das aus England übernommene Rumpfheck.
- Spanien baut in Getafe die rechten Tragflächen und Vorflügelklappen des Eurofighters. Die einzelnen Bauteile werden dann zu den Endmontagelinien der jeweiligen Länder transportiert. Die britischen Eurofighter werden in Warton endmontiert, die spanischen in Getafe, die italienischen in Caselle bei Turin und die deutschen in Manching bei Ingolstadt.[207]

Die Endmontage für Exportkunden wird nach einem für Außenstehende unbekannten Prinzip aufgeteilt: So werden alle saudischen Typhoons in Warton montiert und alle österreichischen Maschinen wurden in Manching zusammengebaut.
Laut Dave McCrudden, Head of Typhoon Final Assembly, ist die verkreuzte Fertigungsstraße inklusive der vier Endmontagelinien wirtschaftlich suboptimal, aber politisch gefordert. In den letzten sechs Jahren zeichnete sich dabei eine Lernkurve ab: Waren anfangs noch 46 Wochen nötig, um einen Eurofighter zu bauen, waren es im April 2014 nur noch 26 Wochen. Hauptursache war der Umstieg auf Tranche 2, wo auch die Arbeitsprozesse optimiert wurden. Sechs Wochen dauert das Zusammenbauen der Komponenten, acht Wochen die „Hochzeit“ aller Bauteile an der Endmontagelinie. Weitere vier Wochen werden für den Einbau von DASS und der Bordkanone benötigt. Nachdem alle Avionik-Systeme getestet wurden, folgen etwa drei Wochen mit drei Flügen mit den Werkspiloten. Abschließend bleibt das Flugzeug zwei Wochen in der Lackierhalle, bevor die Abnahme folgt. Insgesamt werden 9500 Personenstunden pro Flugzeug benötigt.

### Deutschland

#### Beschaffung
Die für die deutsche Luftwaffe gemäß Kabinettsbeschluss vom 8. Oktober 1997 geplanten 180 Maschinen als Nachfolger der F-4F Phantom II sowie eines Teils der Tornado-Jets sollten in drei Losen geliefert werden. Die geplante Lieferrate betrug 15 Maschinen pro Jahr.
Am 21. September 1998 wurde der Vertrag über die Lieferung von 44 Eurofightern (28 Einsitzer und 16 Doppelsitzer/Trainer) aus der 1. Fertigungstranche unterzeichnet. Der Vertragsabschluss über das zweite Los von 68 Eurofightern (58 Einsitzer und 10 Doppelsitzer/Trainer) aus der Tranche 2 folgte am 14. Dezember 2004. Das letzte Lieferlos (61 Einsitzer und 7 Doppelsitzer/Trainer) aus der 3. Tranche sollte Ende 2008 bestellt werden. Am 17. Juni 2009 billigte der Haushaltsausschuss des Bundestages die Teiltranche 3A, mit der 31 Maschinen bestellt wurden.
Für die restlichen 37 Eurofighter der Tranche 3B wären zusätzlich etwa 3 Mrd. Euro benötigt worden, weshalb der Bundesminister der Verteidigung im Oktober 2011 bekannt gab, diese Tranche nicht mehr zu bestellen (Italien und das Vereinigte Königreich hatten bereits zuvor angekündigt, auf ihren Anteil an der Tranche 3B ebenfalls zu verzichten).
Am 28. Juli 2011 wurde international die Streckung des bisherigen Auslieferungsprogramms für die ausstehenden Luftfahrzeuge der Tranchen 2 und 3a vereinbart. Damit ergab sich für die deutsche Luftwaffe im Jahr 2013 folgende Zulaufplanung: 2011 Zulauf von 14 Maschinen, 2012 Zulauf von 14 Maschinen, 2013 Zulauf von 14 Maschinen, 2014 Zulauf von 10 Maschinen, 2015 Zulauf von 9 Maschinen, 2016 Zulauf von 9 Maschinen, 2017 Zulauf von 8 Maschinen, 2018 Zulauf von 1 Maschine.
Der letzte der bisher bestellten 138 Eurofighter wurde der Bundeswehr am 17. Dezember 2019 übergeben.
Da sich die seit 2004 in drei Tranchen ausgelieferten Eurofighter technisch sehr stark unterscheiden, werden die Tranche-1-Eurofighter (nach Vertragsänderung wurden lediglich 33 Maschinen ausgeliefert) durch 38 Neubauten ersetzt, die zudem mit dem deutlich moderneren Phased-Array-Radar (AESA) E-Scan Mk 1 ausgestattet werden. Im Rahmen dieses „Quadriga“ genannten Projektes werden sieben Zweisitzer und 31 Einsitzer beschafft, von denen 34 Flugzeuge in den operationellen Flugbetrieb gehen und vier als „instrumentierte“ Eurofighter genutzt werden. Mit diesen zu Testzwecken speziell ausgerüsteten Flugzeugen soll das Waffensystem in Kooperation mit der Rüstungsindustrie kontinuierlich weiterentwickelt werden. Zeitgleich zum Zulauf der Tranche 4 „Quadriga“ wird ein „Nationales Test- & Evaluierungszentrum Eurofighter“ geschaffen, in dem Luftwaffe, Beschaffungs- und Zulassungsorganisation der Bundeswehr sowie Industrie direkt zusammenarbeiten werden. In diesem Zentrum wird die Luftwaffe auch erstmals unmittelbaren Zugriff auf die instrumentierten Eurofighter haben, was von besonderer Bedeutung insbesondere für die Weiterentwicklung taktischer Verfahren ist. Die neuen Flugzeuge werden voraussichtlich zwischen 2025 und 2030 der Luftwaffe übergeben werden. Der Vertragsabschluss erfolgte am 11. November 2020. Die Endmontage des ersten Eurofighters der Quadriga-Tranche begann im Juni 2023.

#### Kosten

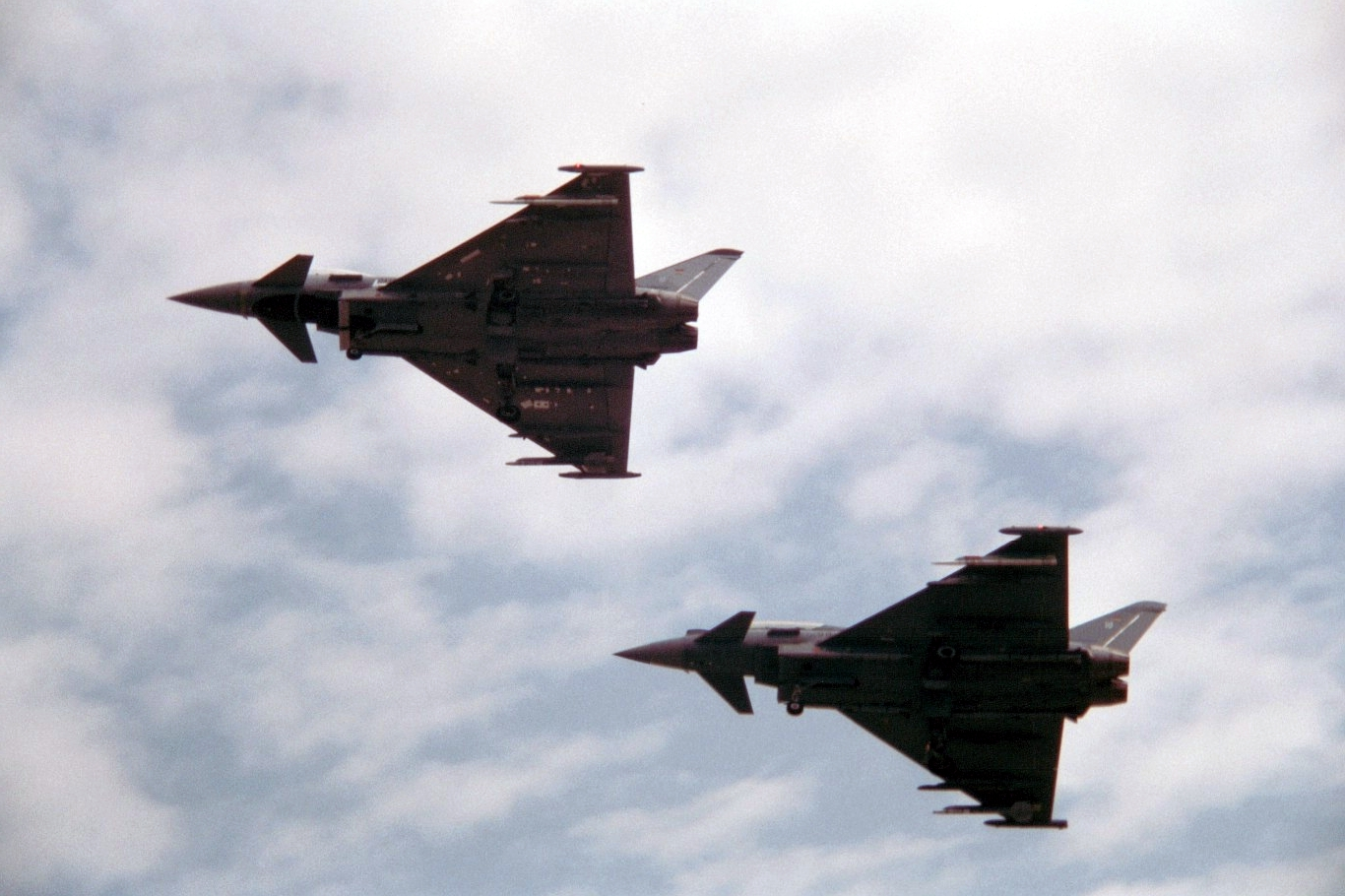
Zwei Eurofighter des Taktischen Luftwaffengeschwaders 74 über Manching

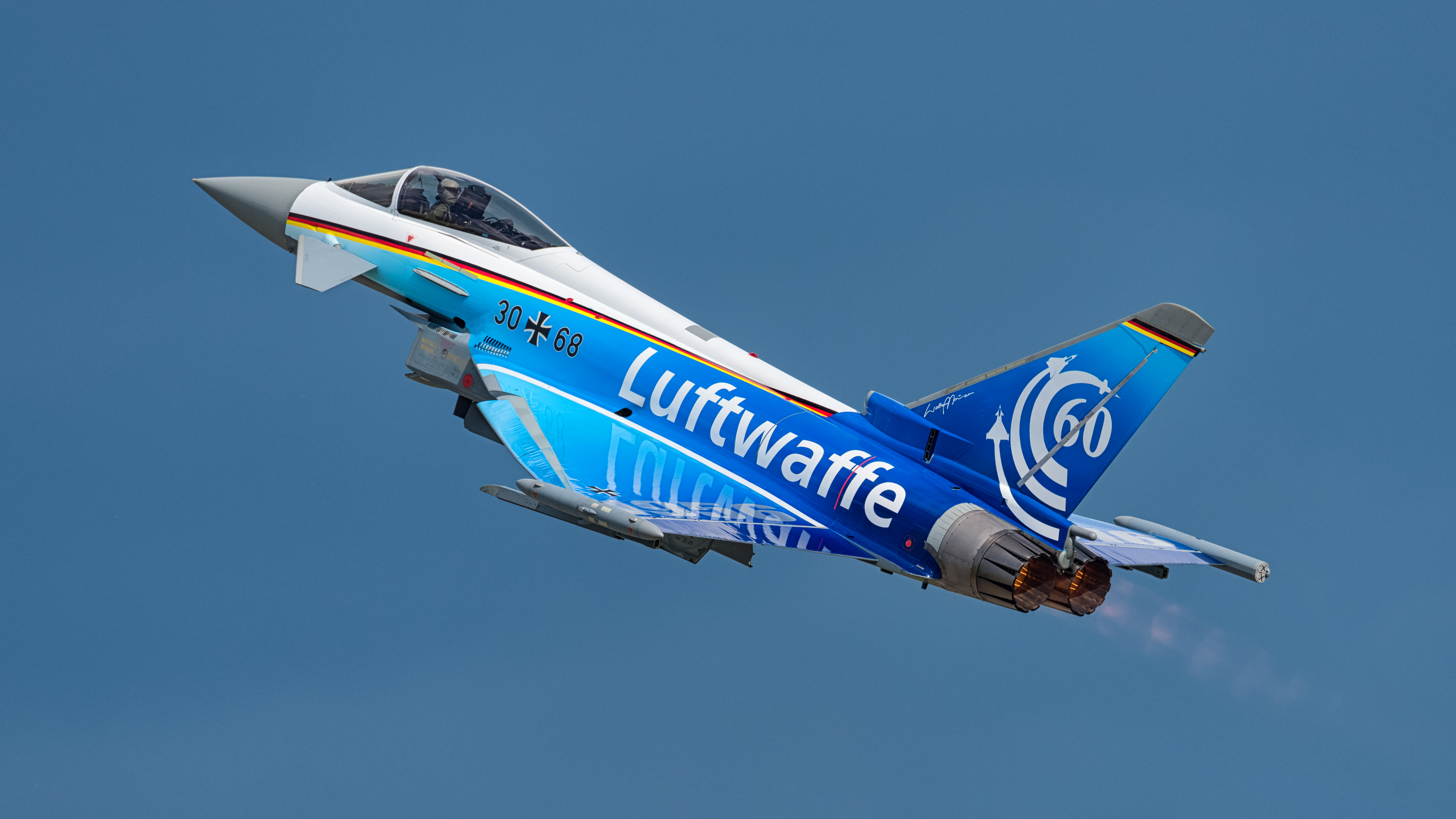
Eurofighter 30+68 mit Sonderbemalung „60 Jahre Luftwaffe“ (2016)

Von der Luftwaffe wurden die Gesamtkosten (Betriebskosten und kalkulatorische Kosten) pro Flugstunde des Waffensystems Eurofighter im Jahr 2010 zu 73.992 Euro ermittelt. Sie lagen damit (naturgemäß) deutlich über den Gesamtkosten pro Flugstunde des Waffensystems Tornado von 42.834 Euro. Die kalkulatorischen Kosten beinhalten die Entwicklungskosten, den Flyaway-Preis, Waffenintegrationskosten, Anpassungen (z. B. Fliegerhorste) und Kampfwertsteigerungen. Eine Anpassung war beispielsweise, dass die bestellten deutschen Eurofighter ursprünglich ohne DASS ausgeliefert werden sollten, weswegen zusätzliche 188 Mio. Euro ausgegeben werden mussten. Die Entwicklungskosten werden zwischen den Partnerländern gemäß ihrem Produktionsanteil aufgeteilt und auf alle bestellten Maschinen umgelegt. Die Kosten zur Waffenintegration berücksichtigen auch die Beschaffungskosten der Waffe, z. B. der IRIS-T. Die Flyaway-Preise der Eurofighter erhöhten sich mit jeder neuen Tranche:
- Die Partnerländer bestellten am 18. September 1998 148 Maschinen zu einem Festpreis von 14 Mrd. Deutsche Mark (etwa 7 Mrd. Euro). Pro Eurofighter der Tranche 1 also 47,3 Mio. Euro. Darin enthalten sind 67 Reservetriebwerke, Ersatzteile und die Komponenten mit langem Vorlauf für Tranche 2.[21]
- Die Partnerländer bestellten am 14. Dezember 2004 236 Flugzeuge der Tranche 2 für 13 Mrd. Euro, pro Eurofighter der Tranche 2 also 55 Mio. Euro.
- Die Partnerländer bestellten am 31. Juli 2009 112 Maschinen der Tranche 3A für 9 Mrd. Euro. Im Zuge des Tranche-3-Vertrages wurde auch das Common-Obsolescence-Removal-Programm (CORP) kofinanziert. 6,5 Mrd. Euro sind für die Flieger der Tranche 3A und 17 Reservetriebwerke vorgesehen und 2,5 Mrd. Euro für CORP. Eurofighter-GmbH-CEO Enzo Casolini bestätigte auf der Pressekonferenz, dass der Flyaway-Preis von Tranche-3A-Typhoons 58–59 Mio. Euro betrage.[21]

Damit ergaben sich (Stand Dezember 2002) im Schnitt Systemkosten von 122,22 Mio. Euro pro deutsches Flugzeug, sollten 180 Einheiten beschafft werden. Mit bereits veranschlagten Waffenintegrationen plus den Beschaffungskosten für die Waffen ergaben sich 138,88 Mio. Euro pro Flugzeug im Jahr 2010. Der Bundesrechnungshof wies bereits im Jahr 2003 darauf hin, dass die Beschaffung von 180 Maschinen 24 Milliarden Euro kosten würde (133 Mio. Euro pro Flugzeug). Anfang Juli 2013 verkündete das BMVg, dass bis zum Jahr 2013 rund 14,5 Milliarden Euro für die Anschaffung von 108 Flugzeugen ausgegeben wurden. Vom Deutschen Bundestag sind jedoch nur Finanzmittel in Höhe von 14,7 Milliarden Euro für die Anschaffung von 180 Eurofightern bewilligt. Die 14,7 Mrd. Euro für 180 Maschinen entsprächen einem durchschnittlichen Systemkostenpreis von 81,7 Mio. Euro. Die tatsächlichen Ausgaben von 14,5 Mrd. Euro für 108 Eurofighter entsprechen hingegen 134,2 Mio. pro Flugzeug, was etwa dem seit 2003 bekannten Systempreis entspricht.

#### Betrieb
Nach Angaben des Spiegels waren Ende Oktober 2013 nur 73 der 103 ausgelieferten Maschinen im Verfügungsbestand der Luftwaffe. Von diesen 103 Maschinen waren nach Aussage des Inspekteurs der Luftwaffe nur 50 % einsetzbar. Ende Februar 2017 waren 125 der insgesamt 143 bestellten Maschinen ausgeliefert worden, wobei Probleme die Erfüllung der deutschen NATO-Pflichten im Bereich Luft-Boden beeinträchtigen. Im Mai 2018 wurde zusätzlich bekannt, dass aufgrund des Verkaufs eines Lieferanten zeitweise Ersatzteil-Lieferprobleme mit einem Sensor der Selbstschutzeinrichtung bestehen. Während die Anzahl der flugfähigen Einheiten dadurch nicht verringert wurde, waren nach Einschätzung des Spiegels zu diesem Zeitpunkt auch wegen fehlender Lenkwaffen nur noch vier bis zehn Einheiten für reale Kampfeinsätze ausreichend ausgerüstet. Die Luftwaffe nannte die Zahlen „nicht nachvollziehbar“.
Die Maschinen sind auf folgenden Basen stationiert:
- Fliegerhorst Laage, seit April 2004 (Taktisches Luftwaffengeschwader 73 „Steinhoff“), die 2. Staffel dient der Umschulung
- Fliegerhorst Neuburg, seit Juli 2006 (Taktisches Luftwaffengeschwader 74), QRA-Aufgaben für den Süden des Landes seit Juni 2008[226]
- Fliegerhorst Nörvenich, seit Dezember 2009 (Taktisches Luftwaffengeschwader 31 „Boelcke“)
- Fliegerhorst Wittmund, seit April 2013 (Taktisches Luftwaffengeschwader 71 „Richthofen“, bis Juni 2016 als Taktische Luftwaffengruppe „Richthofen“), QRA-Aufgaben für den Norden des Landes seit Juli 2013[227]

Im Rahmen der multinationalen Übung Pacific Skies 24 übten erstmalig auch drei deutsche Eurofighter des Taktischen Luftwaffengeschwaders 73 „Steinhoff“ im japanischen Luftraum.

#### Ausblick
15 Eurofighter der deutschen Luftwaffe sollen mit technischen Nachrüstungen zur Elektronischen Kampfführung befähigt werden. Damit soll der Typhoon ab 2030 den Panavia Tornado ECR in der SEAD-Rolle ablösen. Am 29. November 2023 gab der Haushaltsausschuss des Deutschen Bundestages die Gelder zur Entwicklung des Eurofighter EK (elektronischer Kampf) frei.
Alternativ zur Weiterentwicklung des Eurofighters war die Beschaffung der Boeing EA-18 Growler für diese Aufgabe diskutiert worden.
Während der Luftfahrtmesse ILA kündigte Bundeskanzler Olaf Scholz im Juni 2024 an, 20 weitere Eurofighter für die Bundeswehr zu bestellen. Diese werden technisch weitgehend dem Stand der 38 bereits beauftragten Maschinen aus der Tranche 4 entsprechen.
Der Hersteller Airbus gibt die Lebensdauer der ab 2023 für die deutsche Luftwaffe gebauten Eurofighter aus Tranche 4 (Quadriga) mit „weit über 2060 hinaus“ an.
Langfristig plant die Bundeswehr, den Eurofighter Typhoon durch das Next Generation Weapon System zu ersetzen, das im Rahmen des trinationalen Projektes Future Combat Air System entwickelt wird.

### Italien

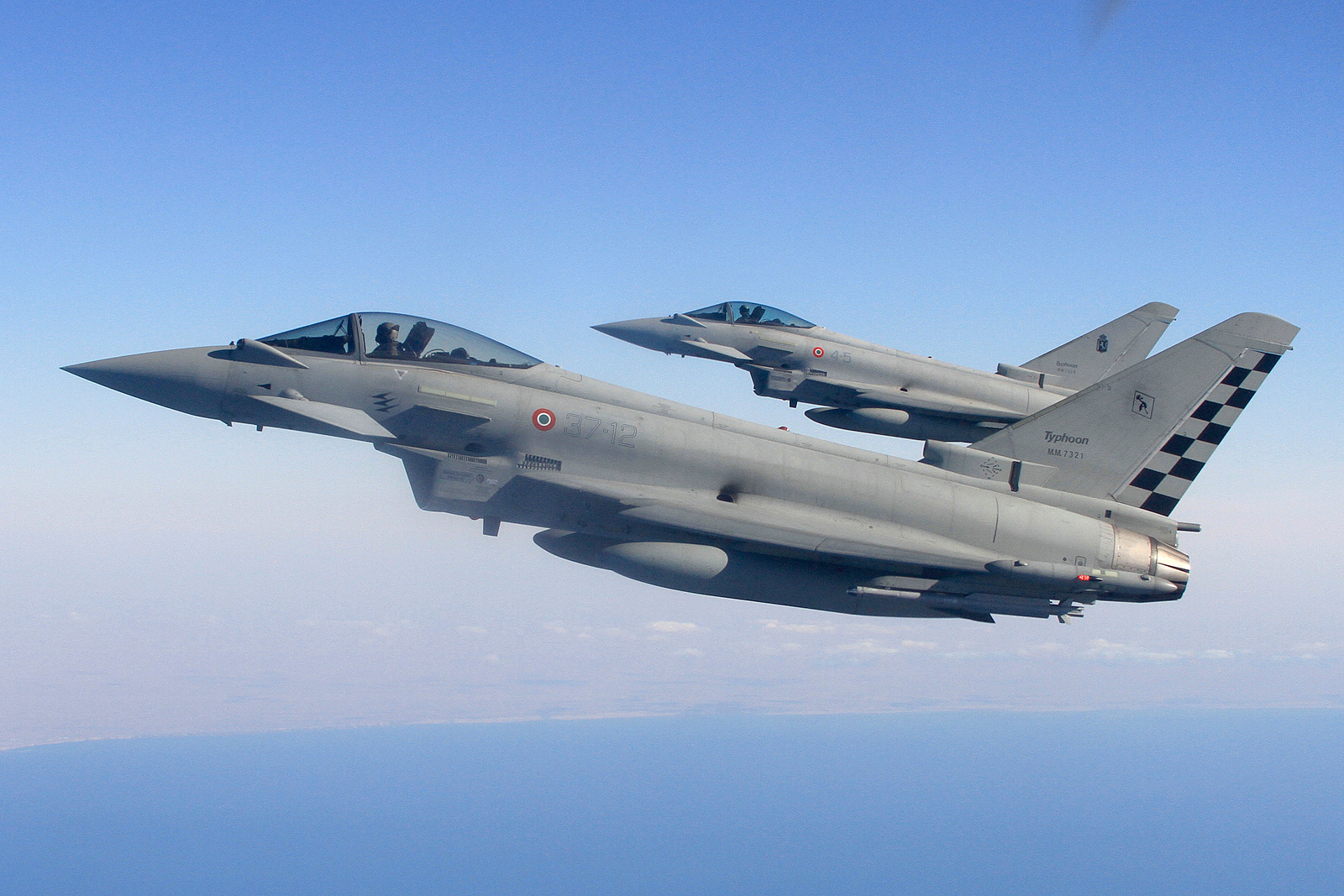
Italienische Eurofighter der Aeronautica Militare

In Italien hat die F-2000A Typhoon (Doppelsitzer TF-2000A Typhoon), so die nationale Bezeichnung, die F-104ASA Starfighter und die als Zwischenlösung eingesetzten Tornado ADV und F-16ADF der Aeronautica Militare abgelöst. Die Systemkosten werden von der Abgeordnetenkammer mit 18,1 Mrd. Euro für 121 Maschinen angegeben, also 149,6 Mio. Euro pro Flugzeug. Alle Kosten für IRIS-T und MBDA Meteor sind darin enthalten. Beschafft wurden vorerst nur 96 der 121 geplanten Flugzeuge.
Die Stützpunkte der Eurofighter-Flotte sind:
- Grosseto seit März 2004 (20. und 9. Gruppo des 4º Stormo), erstere eine Umschulungsstaffel (operational conversion unit). QRA-Aufgaben für Nord- und Mittelitalien sowie Slowenien seit Dezember 2005, seit 2016 nur mehr Mittelitalien.
- Gioia del Colle, seit September 2007 (12. und 10. Gruppo des 36º Stormo), QRA-Rotte für Süditalien und Albanien seit Januar 2009.
- Trapani, seit Oktober 2012 (18. Gruppo des 37º Stormo), QRA-Aufgaben für Sardinien, Sizilien und andere Teile Süditaliens.
- Istrana, seit Januar 2017, QRA-Rotte für Norditalien und Slowenien gestellt im Wechsel vom 4º und 36º Stormo; seit 2020 mit eigenen Maschinen (132. Gruppo des 51º Stormo).[237]

Hauptstützpunkte (Main Operating Bases) sind Grosseto und Gioia del Colle mit jeweils zwei Staffeln. Die kleineren Einheiten in Trapani und Istrana wurden aktiviert, um andere Landesteile, umliegende Seegebiete und Slowenien besser abdecken zu können. Die Aufstellung einer sechsten Jagdstaffel mit Standort in Istrana wurde möglich, weil der geplante Verkauf von Flugzeugen der ersten Tranche mangels Interessenten nicht zu realisieren war. Das Logistik- und Instandhaltungszentrum der italienischen Typhoon-Flotte befindet sich in Cameri im Piemont. Dem Reparto Sperimentale di Volo (RSV) auf dem Militärflugplatz Pratica di Mare ist seit 2012 ein eigener „Eurofighter“ zugewiesen.
2024 wurde der Kauf von weiteren bis zu 24 Eurofightern der neusten Generation eingeleitet und der entsprechende Vertrag am 23. Dezember desselben Jahres unterzeichnet. Die Flugzeuge sollen zukünftig Maschinen aus der ersten Tranche ersetzen.

### Katar
Die katarische Luftwaffe evaluierte seit Anfang 2011 einige Kampfflugzeuge, um die veralteten Dassault Mirage 2000-5 zu ersetzen. Dabei wurden Eurofighter Typhoon, Lockheed Martin F-35 Lightning II, Boeing F/A-18E/F Super Hornet, Boeing F-15E und die Dassault Rafale als mögliche Kandidaten gehandelt. Das Auftragsvolumen belief sich auf zunächst 24–36 Flugzeuge. Nachdem im Mai 2015 bereits 24 Rafale geordert worden waren (Ende 2017 auf 36 aufgestockt) wurde am 14. Juni 2017 bekannt, dass Katar auch mit den USA eine Vereinbarung über die Lieferung von 36 F-15QA abgeschlossen hat. Zusätzlich folgte am 17. September 2017 eine Absichtserklärung zwischen Katar und Großbritannien über die Lieferung von 24 Typhoons. Der Vertragsabschluss über die Lieferung der Maschinen im Wert von etwa fünf Milliarden Pfund (5,7 Mrd. €) wurde letztendlich am 11. Dezember 2017 bekannt gegeben. Die Auslieferung der in Warton gebauten Exemplare begann im Spätsommer 2022 ein Vierteljahr vor Beginn der Fußball-Weltmeisterschaft 2022.
Ende 2024 gab das Emirat bekannt, weitere 12 Typhoons bestellen zu wollen, womit die ursprünglich avisierte maximale Flottengröße von 36 Luftfahrzeugen erreicht werden wird.

### Kuwait
Kuwait plante zunächst, bis zu 40 neue Kampfflugzeuge anzuschaffen. In diesem Zusammenhang übernahm Alenia Aermacchi die Führung der Kampagne für den Eurofighter Typhoon. Konkurrent Boeing galt mit der F/A-18E/F Super Hornet eigentlich als Favorit für den Auftrag, da Kuwait bereits über die KAF-18C/D Hornet verfügt. Dennoch wurde Anfang September 2015 bekannt, dass Kuwait eine Kaufabsichtserklärung unterzeichnet hat, wonach es 28 Eurofighter der Tranche 3A bestellen will. Der Auftragswert wird auf acht Milliarden Euro geschätzt.
Am 5. April 2016 bestellte Kuwait tatsächlich 28 Eurofighter (22 Einzel- und 6 Doppelsitzer), wobei sie die ersten Maschinen sein sollen, die serienmäßig über das CAPTOR-E Radar verfügen werden. Der abgeschlossene Vertrag verpflichtet Italien außerdem dazu, Piloten und Bodenpersonal auszubilden und mehrere Wartungs- und Reparaturgebäude in Kuwait zu errichten. Die Auslieferung begann Ende 2021.
Die zunächst von der EF-2000 Typhoon OCU, der Umschuleinheit, betriebenen Typhoons sind auf dem Militärflugplatz Ali al Salem stationiert.

### Österreich

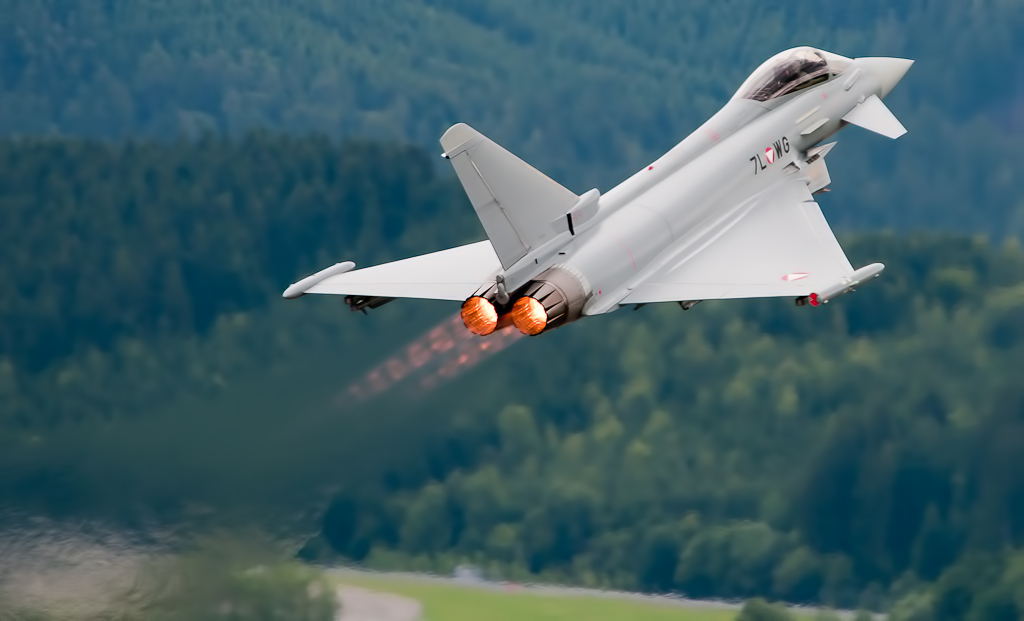
Österreichischer Eurofighter beim Start

In Österreich kommt der Typhoon als Nachfolgemodell für den Saab J35 Draken (Modelljahr: 1963) zum Einsatz.
Die ersten Maschinen wurden ab März 2007 an die Luftstreitkräfte geliefert, sämtliche Flugzeuge wurden beim Überwachungsgeschwader in Zeltweg stationiert. Nach dem Regierungswechsel (Nationalratswahl am 1. Oktober 2006) wurde in einem parlamentarischen Untersuchungsausschuss nach einem Vertragsausstiegsgrund gesucht, da der Verdacht von Schmiergeldzahlungen im Raum stand. Da ein Ausstiegsgrund jedoch nicht gefunden werden konnte, wurde am 26. Juni 2007 eine Vereinbarung zwischen dem Hersteller EADS und dem damaligen Bundesminister für Landesverteidigung Norbert Darabos (als zuständiger Vertreter der Republik Österreich) geschlossen, die vorsieht, die Stückzahl von ursprünglich 18 auf 15 Jagdflugzeuge zu reduzieren (alle Tranche 1, neun neue und sechs gebrauchte Maschinen). Dadurch wurden die Anschaffungskosten von ursprünglich 1,959 Mrd. Euro auf 1,589 Mrd. Euro reduziert, was einer Kostenersparnis von etwa 19 % entspricht. Kritiker der Vereinbarung führen dagegen an, dass durch die Verkleinerung der Flotte sowie die Verwendung gebrauchter Maschinen die maximale Gesamtflugstundenanzahl ebenfalls um 19 % reduziert wurde und somit keine echte Einsparung vorhanden ist. Gleichzeitig führe der Wegfall von Tranche-2-Maschinen zu einem Verlust an Kampfkraft, wozu auch der Verzicht auf die Systeme „Praetorian“ und „PIRATE“ beiträgt.
Am 12. Juli 2007 landete der erste der 15 Eurofighter (Kennzeichen: 7L-WA) auf dem Fliegerhorst Zeltweg in Österreich. Bereits während der Fußball-Europameisterschaft 2008 wurden die Eurofighter für die Luftraumüberwachung eingesetzt, bevor am 24. September 2009 die letzte Maschine (Kennzeichen: 7L-WO) an Österreich ausgeliefert wurde. Alle Maschinen entstammen der deutschen Endlinie.
Am 16. Februar 2017 erstattete das Verteidigungsministerium Strafanzeige gegen Airbus. Die Republik Österreich schloss sich dem Strafverfahren als Privatbeteiligte an und fordert Schadenersatz in Millionenhöhe. Am 27. März 2017 beschloss das Österreichische Parlament auf Antrag der Grünen und der FPÖ einen zweiten Eurofighter-Untersuchungsausschuss, der Ende Mai seine Arbeit aufnahm. Verteidigungsminister Doskozil erklärte am 7. Juli 2017, dass das weitere Betreiben des Eurofighters dem Steuerzahler „nicht mehr zumutbar“ sei. Er werde deswegen den Generalstab anweisen, ab sofort Vorbereitungen zum Umstieg zu treffen.
Letztendlich wurde der Typ weitergeflogen. Als Folge der für 2023 geplanten Erhöhung des Verteidigungshaushalts in Folge des russischen Überfalls auf die Ukraine im Frühjahr 2022 sollen drei gebrauchte Doppelsitzer EF-2000T von der deutschen Luftwaffe übernommen werden.

### Oman
Der Eurofighter Typhoon nahm zunächst an einer Ausschreibung der Königlich Omanischen Luftwaffe teil, unterlag aber am 14. Dezember 2011 zunächst der F-16 von Lockheed Martin. Dennoch fragte der Oman am 23. Januar 2012 offiziell bei BAE Systems für den Kauf von zwölf Typhoon an. Am 21. Dezember 2012 wurde dann eine Vereinbarung über 2,5 Mrd. £ unterzeichnet, welche den Kauf von zwölf Typhoons und acht BAE Hawks besiegelte. Die Auslieferung erfolgte ab Juni 2017.
Die von der 8. Squadron betriebenen Typhoons sind auf dem Flugplatz Adam stationiert.

### Saudi-Arabien

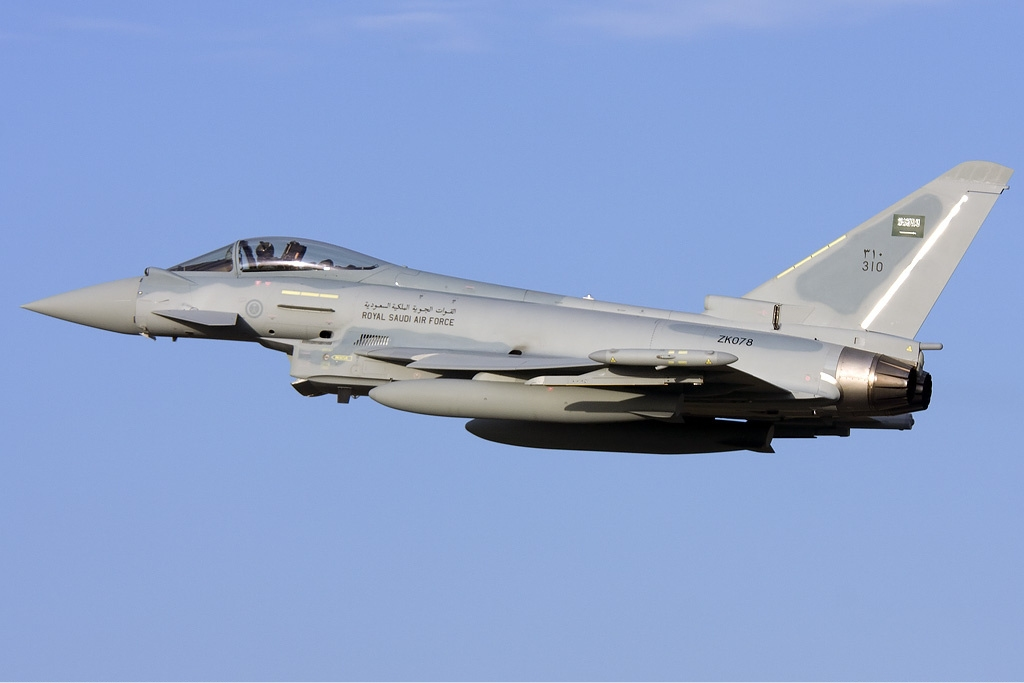
Saudischer Typhoon über Malta

Einen besonderen Fall stellte der von Saudi-Arabien geplante Kauf von zunächst 48 Eurofighter Typhoon mit Option auf 24 weitere Maschinen als Ersatz für den Tornado dar. Um die gewünschten Liefertermine einhalten zu können, gab Großbritannien zunächst 24 Maschinen aus eigener Fertigung an Saudi-Arabien ab, sollte die gleiche Anzahl jedoch zu einem späteren Zeitpunkt zurückerhalten. Somit wäre die Gesamtzahl der britischen Maschinen unverändert geblieben.
Im September 2007 unterschrieb Saudi-Arabien schließlich einen Vertrag zum Kauf der 72 Maschinen, der Preis wird auf etwa 6,5 Milliarden Euro geschätzt. Zusammen mit weiteren Ausrüstungs- und Wartungsverträgen wird diese Summe jedoch wesentlich höher ausfallen. Es wurde davon ausgegangen, dass die ersten 24 Maschinen in Großbritannien von BAE Systems endmontiert werden sollten, während die übrigen 48 Typhoons in Saudi-Arabien selbst unter Federführung von BAE Systems produziert werden sollten. Im Februar 2011 gab BAE Systems jedoch Überlegungen bekannt, alle Typhoons für Saudi-Arabien in Warton zu montieren. Im Gegenzug sei in Saudi-Arabien ein Wartungs- und Modernisierungszentrum geplant. Weiter sollen die letzten 24 Exemplare bereits so ausgerüstet werden, dass sie später auf den Stand der Tranche 3 nachgerüstet werden können. Die Verhandlungen dauerten auch 2012 an, dabei wurde klar, dass die Maschinen auf Tranche 3 umgeschrieben werden. 2013 wurde bekannt, dass die Nachverhandlungen auch die zusätzliche Bestellung von bis zu 72 weiteren Maschinen umfassen. Der Vertragsabschluss sollte vor 2014 stattfinden. Am 19. Februar 2014 wurde dann eine Einigung über den Preis der 72 Maschinen erreicht, Details dazu wurden aber nicht bekannt gegeben. Über weitere, bis zu 72 Flugzeuge soll separat verhandelt werden. Die letzten 24 Maschinen des ersten Loses werden dabei auf Tranche 3 umgeschrieben.
Im Frühsommer 2009 wurden die ersten Typhoons von Großbritannien nach Saudi-Arabien überführt. Die erste Einheit ist die 3. Staffel der Royal Saudi Air Force zur Umschulung auf dem Stützpunkt Ta'if in der Nähe des Roten Meeres, die seit 2011 auch QRA-Aufgaben wahrnimmt. Die zweite Einheit, die 10. Staffel, wurde 2011 in Ta'if aufgestellt und soll später auf eine andere Basis verlegt werden. Insgesamt soll es drei Staffeln geben. Die letzten der 24 Maschinen des ersten Loses trafen im September des gleichen Jahres in Saudi-Arabien ein. Die Lieferung des zweiten Loses begann im Juni 2013.
Im März 2018 unterschrieb das saudische Königreich eine Absichtserklärung über die Beschaffung von 48 weiteren Flugzeugen.

### Spanien

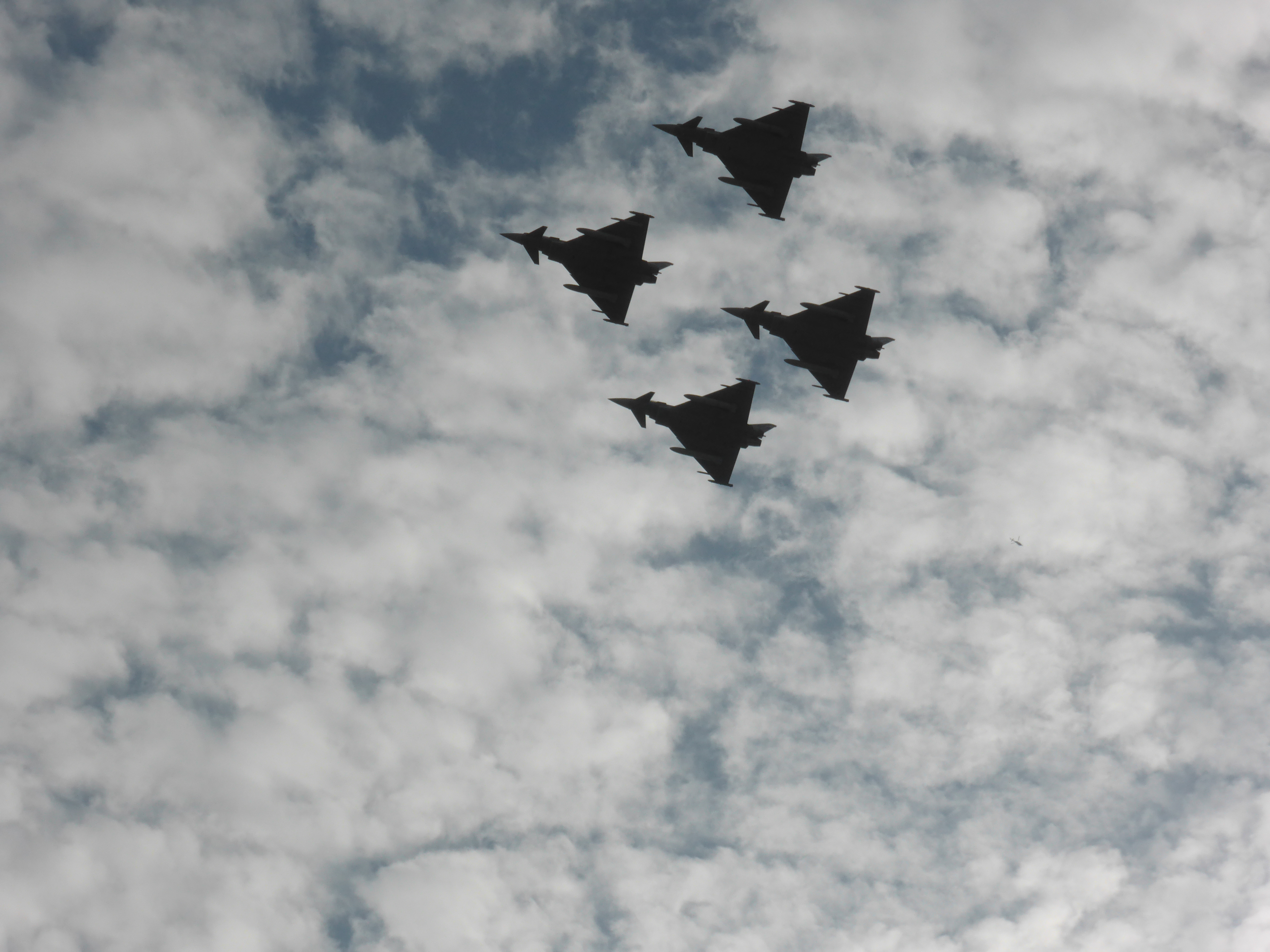
Formation von vier spanischen Eurofighter Typhoon-Kampfflugzeugen am Himmel über Madrid (2017)

In Spanien löst die C.16 Typhoon (Doppelsitzer CE.16 Typhoon), so die nationale Bezeichnung, die C.14 Mirage F1 und einige C.15 Hornet ab, die Staffelstärke beträgt nominal 18 Maschinen. Dem spanischen Verteidigungsministerium zufolge ist der Eurofighter mit 9 Stunden Wartung pro Flugstunde erheblich genügsamer als eine F/A-18A, welche 27,5 Stunden benötigt. Die Systemkosten wurden im Jahr 2011 mit 12 Mrd. Euro für 87 Flugzeuge angesetzt, also 138 Mio. Euro pro Maschine.
Die Stationierungsorte sind:
- Base Aérea de Morón (de la Frontera), seit Mai 2004 (Escuadrón 113 und 111 des Ala 11), erstere ist die Ausbildungsstaffel
- Base Aérea de Los Llanos, seit Juli 2012 (Escuadrón 141 und 142 des Ala 14)
- Base Aérea de Torrejón de Ardoz, seit 2003 (Centro Logístico de Armamento y Experimentación)

Bis Januar 2014 waren 41 Eurofighter ausgeliefert. Davon entfallen 18 Tranche-1-Flieger auf die Serie (zehn Einsitzer, acht Zweisitzer), ein IPA (IPA4) und eine Maschine, die mit der Eurofighter GmbH für Österreich getauscht wurde. Weitere 23 zusätzliche Eurofighter sind Tranche-2-Standard. Die restlichen zehn Tranche-2-Typhoons waren im April 2014 bereits produziert, aber noch nicht ausgeliefert. Aufgrund von finanziellen Engpässen werden die Flugzeuge, welche im Zeitraum 2012 bis 2014 ausgeliefert werden sollten, auf dem Flughafen Albacete eingelagert und sollen erst 2015 in Betrieb gehen. Dies wurde in einem Vertrag mit der Eurofighter GmbH im Juni 2012 vereinbart. Anfang 2020 wurde das letzte Exemplar geliefert.
Im Juni 2022 bestellte Spanien über die NATO Eurofighter and Tornado Management Agency (NETMA) 20 weitere Eurofighter. Die Flugzeuge des so genannten „Halcon-Projekts“ werden in der gleichen Konfiguration wie die durch Deutschland bestellten Eurofighter des so genannten „Quadriga-Programms“ produziert, darunter ein neues AESA-Radar, das von Hensoldt und Indra entwickelt wird, erneuerter Soft- und Hardware inklusive leistungsfähigeren Rechnern mit neuen Großdisplays dazu ein erweitertes Waffenarsenal. Die Maschinen sollen in Getafe montiert, getestet und im Zeitraum 2026 bis 2030 ausgeliefert werden. Sie sollen die auf den Kanarischen Inseln stationierten F-18 ersetzen.
Im Dezember 2024 erfolgte eine weitere Bestellung von 25 Stück im Rahmen des „Halcon II“-Programms.

### Vereinigtes Königreich

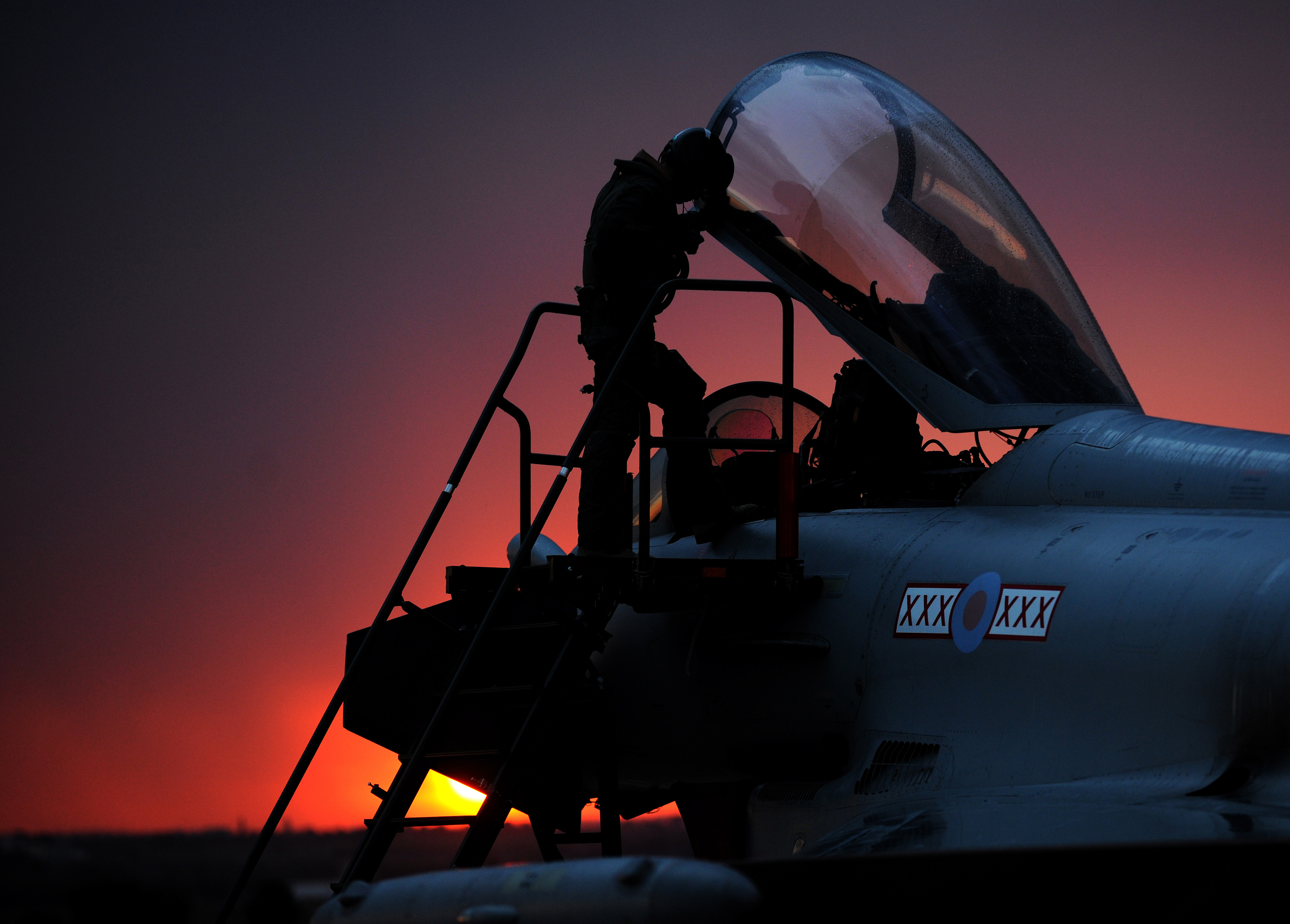
Einstieg ins Cockpit vor dem Libyen-Einsatz

Bei der britischen Royal Air Force löste der Typhoon die Jaguar GR.3 und Tornado F.MK 3 ab. Die nationalen Baureihen-Bezeichnungen sind T.1 und F.2 (Block 1 und 2) sowie T.3 und FGR.4 (ab Block 5), wobei die beiden T-Versionen die Doppelsitzer bezeichnen. Die hundertste Maschine wurde am 28. Januar 2013 empfangen.
Während der Flyaway-Preis pro Maschine und Tranche für alle vier Partnerländer identisch ist, unterscheiden sich die Systemkosten durch unterschiedliche Auf- und Umrüstungen, sowie Bewaffnungen. 2011 wurde ermittelt, dass Großbritannien voraussichtlich 20,2 Mrd. £ für 160 Maschinen zahlt und somit 126 Mio. £ pro Eurofighter. Mit ursächlich für den hohen Systempreis war die Beschaffung von 16 zusätzlichen Eurofightern außerhalb des Vier-Partner-Kontraktes für 2,7 Mrd. £ (169 Mio. £ pro Flugzeug), um den Tausch mit Saudi-Arabien abwickeln zu können. Die Betriebskosten pro Flugstunde der (britischen) Typhoons wurden in einer Vergleichsstudie der IHS Jane’s Aerospace and Defense Consulting zu 8200 bis 18.000 US-Dollar ermittelt. Im Vergleich dazu erreichten die Saab 39 4700 USD, die F-16 7000 USD, die Rafale 16.500 USD, die F-35A 21.000 USD und F-35B/C 31.000 US-Dollar. Die Gesamtkosten pro Flugstunde beliefen sich im Jahr 2011 auf 70.000–90.000 £, im Vergleich zum Tornado mit 35.000 £.
Mitte 2012 war angedacht, zwischen 2015 und 2020 über den Kauf von zusätzlichen F-35A zu entscheiden, um die Typhoons durch einen Mix aus bemannten und unbemannten Fluggeräten zu ersetzen. Im Juni 2013 entschied die RAF, die Zeit zwischen zwei Wartungsintervallen von 400 Stunden auf 500 Stunden zu erhöhen, um über 100 Mio. £ Flottenkosten einzusparen. Eine Studie hatte ergeben, dass dies ohne Beeinträchtigung der Sicherheit durchgeführt werden kann.
Alle RAF-Stationen hielten bzw. halten je eine Alarmrotte bereit.
| Einheit               | Stationierungsorte                                                                 | Bemerkung                        |
| --------------------- | ---------------------------------------------------------------------------------- | -------------------------------- |
| 1 (Fighter) Squadron  | RAF Leuchars September 2012 bis September 2014 RAF Lossiemouth seit September 2014 |                                  |
| 2 (AC) Squadron       | RAF Lossiemouth seit Januar 2015                                                   |                                  |
| 3 (Fighter) Squadron  | RAF Coningsby seit April 2006                                                      |                                  |
| 6 Squadron            | RAF Leuchars September 2010 bis Juni 2014 RAF Lossiemouth seit Juni 2014           |                                  |
| 9 (Bomber) Squadron   | RAF Lossiemouth geplant ab Ende 2018                                               |                                  |
| 11 (Fighter) Squadron | RAF Coningsby seit Oktober 2006                                                    |                                  |
| 12 Squadron           | RAF Coningsby seit Juli 2018                                                       | Ausbildungsstaffel für Qatar     |
| 17 (Reserve) Squadron | BAE Warton September 2002 bis März 2005 RAF Coningsby April 2005 bis April 2013    | war die Flugversuchsstaffel      |
| 29 (Reserve) Squadron | BAE Warton Dezember 2003 bis März 2005 RAF Coningsby seit April 2005               | ist die Umschulstaffel           |
| 41 Squadron           | RAF Coningsby seit April 2013                                                      | ist die Einsatzerprobungsstaffel |
| 1435 Flight           | RAF Mount Pleasant seit September 2009                                             |                                  |

### Türkei
Im November 2023 verkündete der türkische Verteidigungsminister Yasar Güler das Interesse seines Landes am Kauf von 40 Eurofightern. Dies stieß in Deutschland auf Ablehnung. Am 12. November 2024 verkündete Güler, dass sich die deutsche Haltung durch die Unterstützung Großbritanniens, Spaniens und Italiens geändert habe und das Land jetzt 40 Eurofighter Typhoon erwerben könne. Im März 2025 legte BAE Systems der Türkei das ausgearbeitete Angebot für die Beschaffung von 40 Eurofightern der Tranche 4 zur Prüfung vor. Die Türkei möchte zusätzlich zu dem Eurofighter-Beschaffungspaket Meteor-Luft-Luft-Lenkflugkörper erwerben.

### Weitere Exportmöglichkeiten

#### Entscheid ausstehend
Chile
Ende 2010 berichtete die spanische Zeitung El Confidencial, dass Chile über den Kauf von zwölf Eurofightern verhandele. Die Endmontage würde im spanischen Getafe erfolgen. Der chilenische Oberbefehlshaber Ortega besuchte dazu im Juli 2010 das Eurofighter-Werk und die Basis Morón de la Frontera. Ende Februar 2014 besichtigte der neue Oberbefehlshaber Jorge Rojas Ávila die Fertigungslinie des Airbus A400M und einen Eurofighter-Simulator.
 Kolumbien
Im Februar 2020 bot Airbus Kolumbien 15 Eurofighter der Tranche 3 (12 einsitzige und drei zweisitzige Kampfflugzeuge) an. Neben dem Eurofighter nehmen die F-16V Block 70/72 des amerikanischen Herstellers Lockheed Martin und die JAS 39 Gripen E/F der schwedischen Gripen International (Kooperation zwischen „Saab Technologies“ und BAE Systems) an dem Auswahlverfahren der Kolumbianischen Luftwaffe teil. Die neuen Kampfflugzeuge sollen die inzwischen über 30 Jahre alten israelischen IAI Kfir ersetzen. 2024 war keine Rede mehr von einer Eurofighter-Beschaffung.

#### Verhandlungen gescheitert

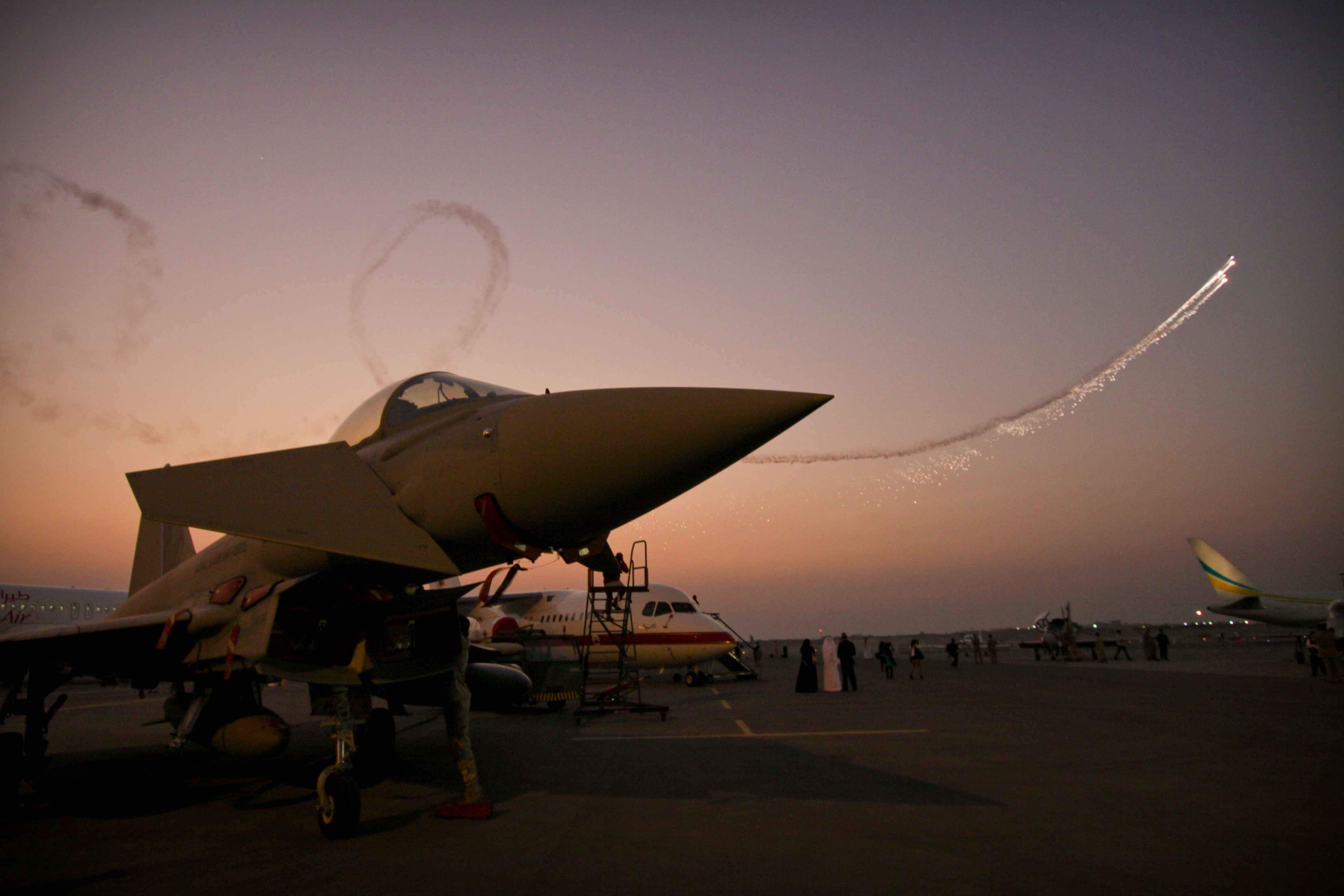
Eurofighter Typhoon auf der Bahrain International Airshow im Jahr 2012

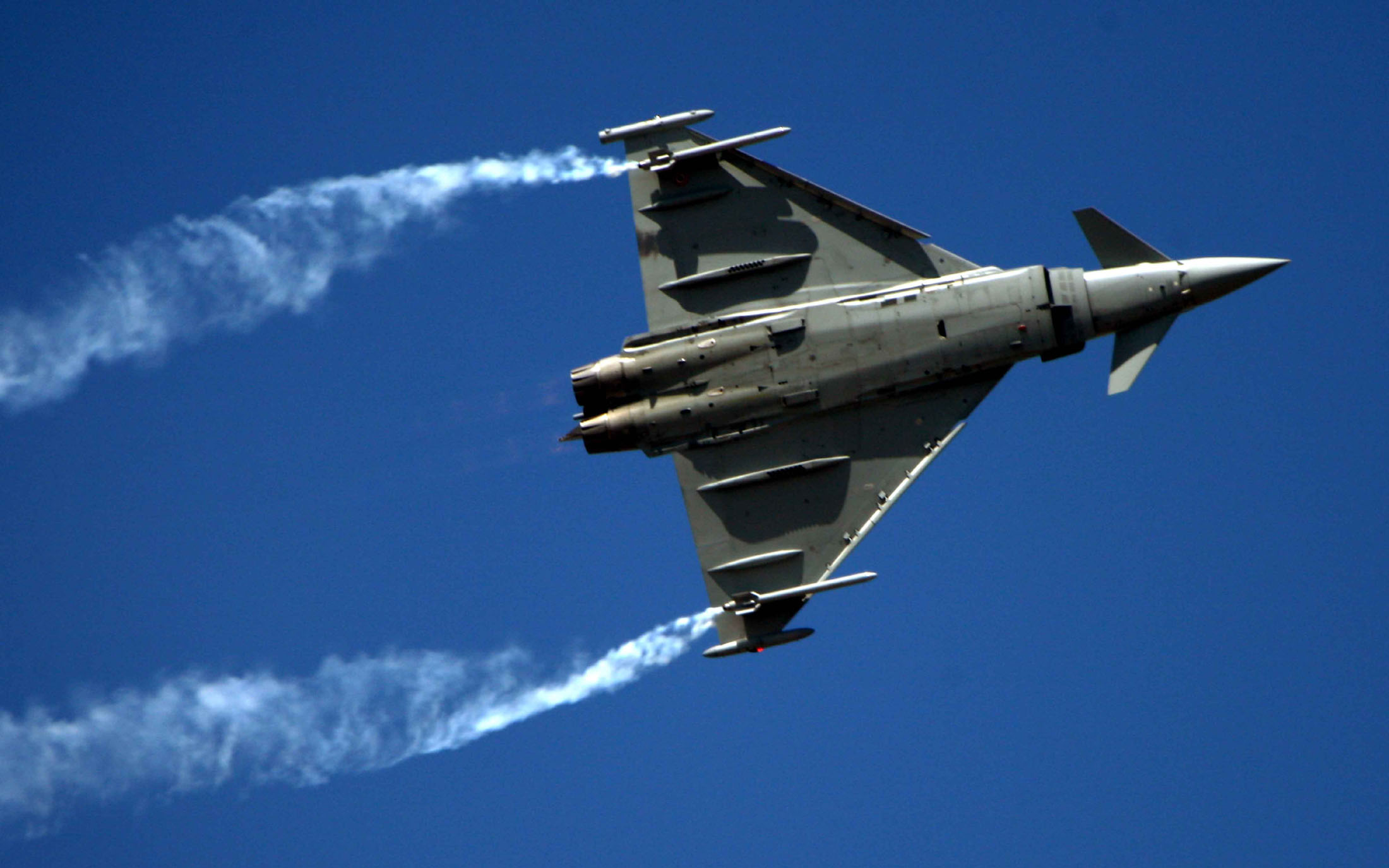
Ein Eurofighter Typhoon der Luftwaffe zu Demonstrationszwecken auf der Aero India 2011

Bahrain
Im August 2013 wurde bekannt, dass Bahrain am Kauf einer nicht näher genannten Zahl von Flugzeugen interessiert sei, Anfang 2014, dass möglicherweise eine gemeinsame Bestellung mit der zweiten Tranche für Saudi-Arabien erfolgt, wobei Bahrain 12 bis 14 Typhoons erhalten würde, um die F-5E Tiger II zu ersetzen. Bahrain entschied sich jedoch für die neueste F-16-Version, der F-16V Viper Block 70 und bestellte 2018 16 Kampfflugzeuge dieses Typs mit dem APG-83-Radar für 1,12 Milliarden US-Dollar.
 Belgien
1986 zeigte sich Belgien interessiert, dem Eurofighter-Konsortium beizutreten. Dazu wurden ab 1987 Gespräche mit der belgischen Industrie geführt. 1988 wurde Belgien ein Arbeitsanteil von 5 % angeboten, wenn im Gegenzug 5 % der Entwicklungskosten finanziert werden. 1989 wurde der angebotene Arbeitsanteil auf 6 % angehoben, beim Eurojet sollten es sogar 8–10 % werden. Belgien sollte 50 Maschinen kaufen. Gleichzeitig begannen auch andere Hersteller wie General Dynamics (F-16) und Dassault (Rafale) ihre Fühler auszustrecken. Das Interesse versandete jedoch. Erst im Juni 2014 wurde eine Ausschreibung für 40 Maschinen vom Typ F-35 Lightning II, Boeing F/A-18F Super Hornet, Dassault Rafale, Saab JAS-39 Gripen und Eurofighter Typhoon herausgegeben. Am 25. Oktober 2018 kündigte Belgien an, 34 F-35 Maschinen als Ersatz für die F-16 anzuschaffen.
 Brasilien
Der Eurofighter Typhoon wurde im Rahmen des FX-2-Programms der brasilianischen Luftwaffe zum Kauf angeboten, die den Kauf von 36 Maschinen und einen vollständigen Technologietransfer anstrebte. Allerdings kam der Typhoon nicht ins Endauswahlverfahren und schied im Oktober 2008, zusammen mit der russischen Suchoi Su-35S und der amerikanischen F-16BR von Lockheed Martin, vorzeitig aus, wobei keine genauen Gründe genannt wurden. Die brasilianische Regierung bestellte schließlich im September 2015 36 Saab Gripen zu einem Auftragswert von 4,68 Milliarden Dollar.
 Bulgarien
Die bulgarische Luftwaffe wollte ihre veralteten Flugzeuge des Typs MiG-29 ersetzen, um NATO-Standard zu erreichen. Bulgarien erhielt im Januar 2012 ein Angebot der deutschen Regierung, ältere Eurofighter der Tranche 1 abzunehmen. Mitbewerber waren JAS 39 Gripen, F/A-18 Super Hornet und verschiedene Versionen der F-16 (Block 25 und evtl. Block 50/52). Im Juli 2019 ratifizierte das bulgarische Parlament einen Kaufvertrag über acht fabrikneue US-Kampfjets F-16 für umgerechnet gut 1,1 Milliarden Euro. Die vier Verträge umfassen den Kauf der acht Kampfjets und ihre Ausstattung sowie die Schulung von Piloten. Im Jahr 2022 wurde die Bestellung um 8 weitere F-16 aufgestockt. Die Kampfflugzeuge sollten stufenweise bis 2023 an das südosteuropäische Land geliefert werden, was seitens des Herstellers Lockheed Martin nicht eingehalten werden konnte, die Lieferung und Einflottung wurde auf Mitte 2025 verschoben.
 Dänemark
Aus einer älteren Ausschreibung für neue Kampfflugzeuge zog sich die Eurofighter GmbH zurück, da man der Ansicht war, diese sei zu sehr auf den JSF zugeschnitten. Obwohl Dänemark als Level-3-Partner am Joint Strike Fighter Program beteiligt ist, entschied die dänische Luftwaffe am 10. April 2014 eine neue Ausschreibung für den Kauf von 30 Kampfflugzeugen als Ersatz für die vorhandenen F-16 zu starten. Als Teilnehmer waren neben dem Eurofighter Typhoon die Gripen E, die F/A-18E/F Super Hornet und die F-35A Lightning II angedacht. Um eine „unabhängige“ Evaluation zu gewährleisten, sollte der Ausschreibungsprozess von Deloitte und der RAND Europe begleitet werden, beides US-amerikanische Unternehmen. Am 24. Juli 2014 wurde nur von Airbus Defence and Space (Eurofighter), Boeing (F/A-18E) und Lockheed Martin (F-35) ein Angebot über 30 Mrd. Dänische Kronen eingereicht. Saab verzichtete, da man die Ausschreibung für abgekartet hält, zugunsten der F-35. Letztere ging dann wenig überraschend im Mai 2016 als Sieger aus der Ausschreibung hervor, die Luftstreitkräfte sollen 27 F-35A erhalten.
 Finnland
Die finnischen Streitkräfte beabsichtigen bis 2030 ihre McDonnell Douglas (jetzt zu Boeing gehörend) F/A-18 C/D Hornet auszumustern und durch neue Kampfflugzeuge zu ersetzen. Im Rahmen eines „HX Challenge“ genannten Testprogramms wurden vom 9. Januar bis 26. Februar 2020 fünf Kampfflugzeuge getestet. In der engeren Auswahl befinden sich die Typen JAS 39 Gripen E/F, Rafale, Eurofighter Typhoon, Lockheed Martin F-35 und Boeing F/A-18 E/F Super Hornet. Die Anfrage für das beste und letzte Angebot (BAFO) wird den Bietern im Jahr 2020 am Ende der zweiten Phase der HX-Programmverhandlungen zugesandt. Am 10. Dezember 2021 gab die Finnische Luftwaffe bekannt, sich für die F-35A entschieden zu haben.
 Griechenland
In Griechenland setzte sich der Eurofighter gegen die Rafale durch. Das Land wurde damit der erste Exportkunde des Typhoon. Der Kaufvertrag über 60 Maschinen mit einer Option für 30 weitere sah die Endmontage bei Hellenic Aerospace Industry vor. Der Vertrag war bereits 2001 paraphiert, als im selben Jahr wegen der Olympischen Sommerspiele 2004 die Beschaffung verschoben wurde. Wegen der Griechischen Staatsschuldenkrise stand die Unterzeichnung danach weiter aus. Die Eurofighter Jagdflugzeug GmbH schloss deshalb am 1. Januar 2012 das Verbindungsbüro in Athen.
 Indien
Der Eurofighter Typhoon trat in Indien unter der Führung von EADS im Zuge der „Medium-Multi-Role-Combat-Aircraft“-Ausschreibung (MMRCA) an. Gesucht wurden 126 neue Mehrzweckkampfflugzeuge (plus eine Option für 66 weitere) für die indischen Luftstreitkräfte. Einziger Konkurrent war die französische Dassault Rafale, nachdem die übrigen Mitbewerber (die Boeing F/A-18IN, JAS 39 GripenNG/IN, RSK MiG-35 und F-16IN Fighting Falcon) im April 2011 vorzeitig ausgeschieden waren. Der Typhoon wurde hier mit Schubvektorsteuerung angeboten, deren Umsetzung noch am Anfang stand. Am 31. Januar 2012 wurde die Entscheidung Indiens für die Rafale bekanntgegeben. Grund für die Entscheidung war das preiswertere Angebot von Dassault. Während 126 Rafales für 20 Mrd. Euro angeboten werden, betrug das frühere Eurofighter-Gebot über 21 Mrd. Euro. Nach dem Regierungswechsel in Indien im Juni 2014 lotete Michael Steiner, der deutsche Botschafter vor Ort, die Bereitschaft der neuen Regierung aus, die MMRCA-Ausschreibung zu reevaluieren. Nach positivem Bescheid versammelte Berlin die Partnerländer Italien, Großbritannien und Spanien, um ein neues Gegenangebot einzureichen. In der ersten Juliwoche, vier Tage nach dem Besuch des französischen Außenministers Laurent Fabius, wurde via Airbus Defence and Space das Angebot abgegeben. Das neue Angebot nennt knapp über 10,5 Mrd. Euro als Sofortzahlung (83,3 Mio. Euro pro Flugzeug), oder 17,5 Mrd. Euro als Festpreis gestaffelt über zehn Jahre (138,8 Mio. Euro pro Flugzeug). Aus (außen)politischen Gründen wird eine Neubesinnung aber für unwahrscheinlich gehalten; vielmehr soll das französische Angebot besser bewertet werden können.
 Japan
Im April 2011 schrieb die japanische Luftwaffe den F-X-Wettbewerb für 40 bis 50 Maschinen aus, um einen Nachfolger für deren etwa 70 F-4 Phantom II zu finden. Nachdem der geplante Kauf der F-22 Raptor aufgrund des Vetos des US-Kongresses nicht möglich war, traten der Eurofighter Typhoon, die F/A-18E/F Super Hornet und die F-35 Lightning II an. Die Eurofighter Jagdflugzeug GmbH arbeitete hier mit der Sumitomo Group zusammen, möglicherweise war auch eine Lizenzfertigung von Mitsubishi Heavy Industries geplant. Allerdings wählte das japanische Verteidigungsministerium im Dezember 2011 die F-35A Lightning II als Sieger des F-X-Wettbewerbes aus. Nach Angaben des japanischen Verteidigungsministers, Yasuo Ichikawa, waren die Tarnkappeneigenschaften der F-35 entscheidend.
 Kanada
Der Eurofighter Typhoon war einer von mehreren Kandidaten als Ersatz für die F/A-18A und F/A-18B der Kanadischen Luftwaffe. Da der Eurofighter und die Dassault Rafale nicht mit dem Datenlinksystem des NORAD kompatibel waren, sind sie gegen die F-35, F/A-18 E/F Superhornet und die JAS 39 Gripen E/F ausgeschieden.
 Malaysia
Malaysia plante seine ursprünglich 18 MiG-29-Abfangjäger zur Mitte der 2010er Jahre zu ersetzen. Neben der F/A-18E/F Super Hornet (die TUDM (RMAF) fliegt bereits Hornets der 1. Generation), der JAS 39 Gripen und der Suchoi Su-35BM war der Typhoon ein Bewerber, die Führung der Kampagne lag bei BAE Systems. Ende 2013 wurde das Beschaffungsvorhaben wegen finanzieller Engpässe verschoben. Mitte Februar 2014 wurde deutlich, dass Leasingangebote von verschiedenen Firmen eingeholt werden. BAe gab das Angebot mit Kaufoption im März ab. Ende März 2019 teilte der damalige Malayische Premierminister Mahathir bin Mohamad mit, dass Malaysia nicht beabsichtige, neue Kampfflugzeuge zu kaufen. Hintergrund war die seit Jahren angespannte Lage beim Verteidigungshaushalt des Landes. Mahathir schlug allerdings auch vor, das nächste Kampfflugzeug aus China anstelle aus Europa zu kaufen, als Vergeltung gegen einen Plan der Europäischen Union, den Palmölverbrauch in Biokraftstoffen zu reduzieren.
 Niederlande
Der Eurofighter verlor 2001 die Ausschreibung für den F-16-Ersatz an die F-35. Allerdings gab die Verteidigungsministerin der Niederlande Jeanine Hennis-Plasschaert am 2. April 2013 bekannt, dass die Regierung in Den Haag aufgrund von Kostensteigererungen und Programmverzügen bei der F-35, an dessen Entwicklung die Niederlande als Level-2-Partner beteiligt sind, auch andere Flugzeugtypen als F-16-Ersatz erwägen wird. Somit könnte auch Eurofighter seine Typhoon anbieten, eine formelle Ausschreibung existierte aber nicht.
 Norwegen
Norwegen bekundete 1989 Interesse am EFA. 1997 wurde das Ganze konkreter, neben F-16 Block 50 und Typhoon bot McDonnell Douglas seine F-18, Dassault seine Rafale und Saab die JAS39 Gripen an. F-16 und Eurofighter wurden als Favoriten angesehen. 2003 trat Norwegen dem F-35-Jagdbomberprogramm bei, unterzeichnete aber mit Eurofighter ein Abkommen, das es der norwegischen Industrie erlaubte, sich an der Eurofighter-Entwicklung zu beteiligen. Die norwegische Regierung finanzierte dazu das Eurofighter-Projekt mit 10,3 Mio. Euro, 2005 wurden weitere 12,5 Mio. Euro überwiesen. Da die norwegische Industrie zu diesem Zeitpunkt keine JSF-Aufträge bekam und die Regierung die F-35-Finanzierung um 50 % kürzte, wurde spekuliert, dass man sich für den Typhoon entschieden habe. 2006 präsentierte EADS ein maßgeschneidertes Paket für Norwegen, um das Land vom JSF-Projekt abzubringen. 2008 zog sich EADS aber aus dem Bieterwettbewerb zurück, da man die Ausschreibung zu sehr auf die F-35 zugeschnitten sah.
 Peru
Im Januar 2013 bot die spanische Regierung Peru den Verkauf von 18 Eurofightern Tranche 1 aus dem Bestand der spanischen Luftwaffe an. Der Kaufpreis sollte bei 45 Mio. Euro pro Maschine liegen. Ende April 2014 wurde bekannt, dass sich Spanien seine Tranche 3B möglicherweise von Peru abkaufen lässt. Bis Anfang 2020 erwarb Peru jedoch keine neuen Kampfflugzeuge und modernisierte stattdessen einen Teil seiner alternden Flotte von MiG-29, Dassault Mirage 2000 und Suchoi Su-25.
 Schweiz
Am 28. September 2011 beschlossen die eidgenössischen Räte eine Aufstockung des Armeebudgets, um den Kauf von 22 Kampfflugzeugen zu finanzieren. Neben dem Eurofighter unter Führung der EADS standen die JAS 39 Gripen und die Rafale in der Endauswahl für die Nachfolge der veralteten F-5-Maschinen. Der Typenentscheid fiel zugunsten der Saab JAS 39 Gripen aus, allerdings stoppte eine Volksabstimmung im Mai 2014 das gesamte Projekt.
Die Schweizer Luftwaffe führte die Planung jedoch fort, um nach einer erneuten Abstimmung zur Gesamterneuerung der Luftwaffe, zwischen 2025 und 2030 die Indienststellung von etwa 20 bis 40 neuen Kampfflugzeugen zu erreichen. Zu diesem Zweck wurden im Laufe des Jahres 2019 vier verschiedene Modelle getestet (Saab hatte sich unfreiwillig aus der Evaluation zurückgezogen), darunter auch der Eurofighter Typhoon. Am 27. September 2020 stimmten die Schweizer in einem Volksentscheid mit knapper Mehrheit für die Beschaffung von neuen Kampfflugzeugen im Wert von maximal 6 Mrd. Schweizer Franken.
Der Bundesrat entschied am 30. Juni 2021, dem Parlament die Beschaffung von 36 F-35A zu einem Gesamtpreis von 5,068 Milliarden Franken zu beantragen. Der F-35A erzielte in der technischen Evaluation den höchsten Gesamtnutzen und gleichzeitig die tiefsten Gesamtkosten (bestehend aus den Beschaffungs- und Betriebskosten).
 Serbien
Serbien plant die Anschaffung von etwa 20 Maschinen, um die MiG-21 und MiG-29 zu ersetzen. Die Eurofighter GmbH beantwortete dazu im April 2010 eine Leistungsanfrage. Im Oktober 2017 schenkte Russland Serbien im Rahmen eines Waffenkaufs sechs ausrangierte MiG-29-Flugzeuge. Deren Instandsetzung sollte etwa 185 Millionen Euro kosten. Darüber hinaus erwarb Serbien im April 2018 vier MiG-Jets aus Belarus. Der serbische Präsident Aleksandar Vučić erwartete, dass bis Anfang November des gleichen Jahres acht oder neun MiG-29-Flugzeuge einsatzbereit sein würden. Serbien kauft Rafale.
 Singapur
In Singapur unterlag der Eurofighter im April 2005 der US-amerikanischen Boeing F-15SG und der französischen Dassault Rafale in der Endauswahl für den Ersatz der Douglas A-4. Als Gründe nannte Singapur, dass eine Lieferung nicht bereits ab 2008 möglich gewesen wäre und dass Lieferengpässe aufgrund der unklaren Haltung Deutschlands zu befürchten seien. Des Weiteren hätte der Eurofighter Typhoon erst ab der 2. Tranche die Anforderungen Singapurs erfüllt, wobei gleichzeitig die F-15SG mit dem AN/APG-63(V)3 bereits über ein AESA-Radar verfügte.
 Südkorea
Südkorea war ebenfalls am Eurofighter interessiert. Die veralteten F-4 und F-5 der südkoreanischen Luftwaffe sollen im Rahmen von F-X Phase 3 durch 60 moderne Kampfflugzeuge ersetzt werden. Im Rennen waren Boeings F-15SE Silent Eagle, Lockheed Martins F-35 Lightning II und der Eurofighter Typhoon. In der ersten Ausschreibungsrunde konnte keiner der Bewerber zusagen, 60 Maschinen zum Preis von 8,3 Billionen Won (5,6 Mrd. Euro) liefern zu können. Anfang August konnten in der zweiten Runde EADS und Boeing die Kostengrenze einhalten, allerdings bot EADS nur sechs der teureren Zweisitzer an, obwohl nach Presseberichten 15 verlangt wurden. EADS führte als Grund an, dass der Eurofighter als Einsitzer konzipiert ist und Zweisitzer keinen zusätzlichen operationellen Nutzen bringen würden. Nach Aussage von EADS wurde bereits während der Verhandlungen dargelegt, dass 15 Zweisitzer zu viel seien und auch vorher nie ein Angebot über 15 Zweisitzer abgegeben. Die Entwicklungskosten für zusätzliche Features wurden ebenfalls ausgeklammert, da die Eurofighter GmbH nicht bereit ist, diese zu tragen. Ende März 2014 entschied Südkorea, ohne weitere Ausschreibung 40 F-35 für 6,8 Mrd. US-Dollar zu kaufen, was einem Systempreis von 170 Mio. US-Dollar entspricht.
 Vereinigte Arabische Emirate
Die Vereinigten Arabischen Emirate (VAE) verhandelten ab 2008 über den Kauf von rund 60 Kampfflugzeugen vom Typ Rafale, um die vor erst rund zehn Jahren gelieferten Mirage 2000-9/9D zu ersetzen. Allerdings konnte bislang keine Einigung erzielt werden. Seit 2011 befinden sich auch die F-15 und F-18 von Boeing sowie die Lockheed Martin F-16 im Rennen. Die Eurofighter Jagdflugzeug GmbH wurde im November 2011 gebeten, ein detailliertes Angebot vorzulegen. Dies erfolgte am 25. September 2013, wobei die 60 Maschinen zu einem Preis von etwa 6 Mrd. Pfund Sterling angeboten wurden. Am 19. Dezember 2013 gab BAE Systems die Entscheidung der VAE bekannt, das Eurofighter-Angebot aus wirtschaftlichen Gründen nicht weiter in Erwägung zu ziehen. Am selben Tag beschloss der EADS-Konzern eine Preissenkung um rund 20 %, um nicht länger als teurer Anbieter zu gelten. 2021 bestellten die VAE 80 Rafale.

## Technische Daten

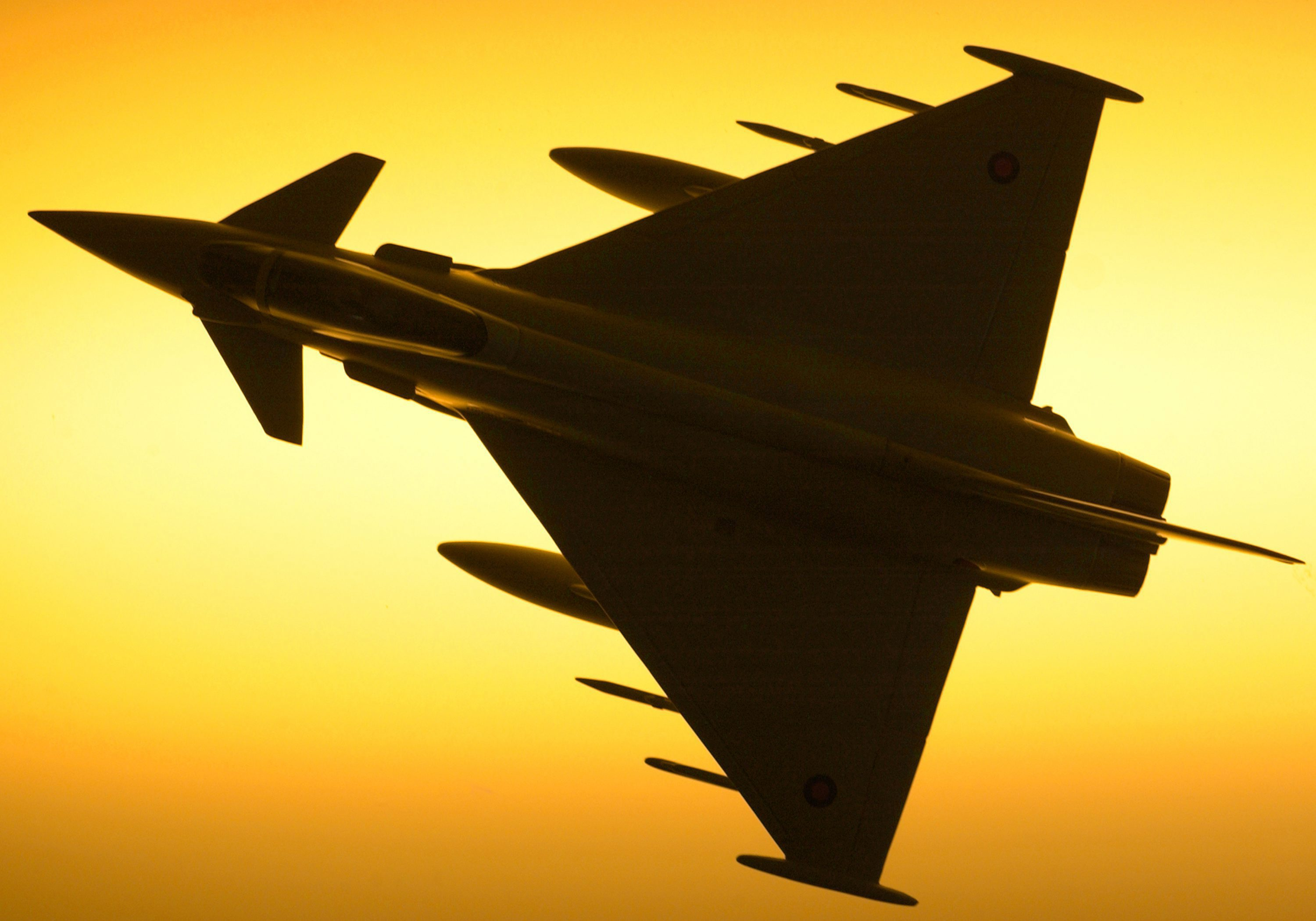
Silhouette im Flug

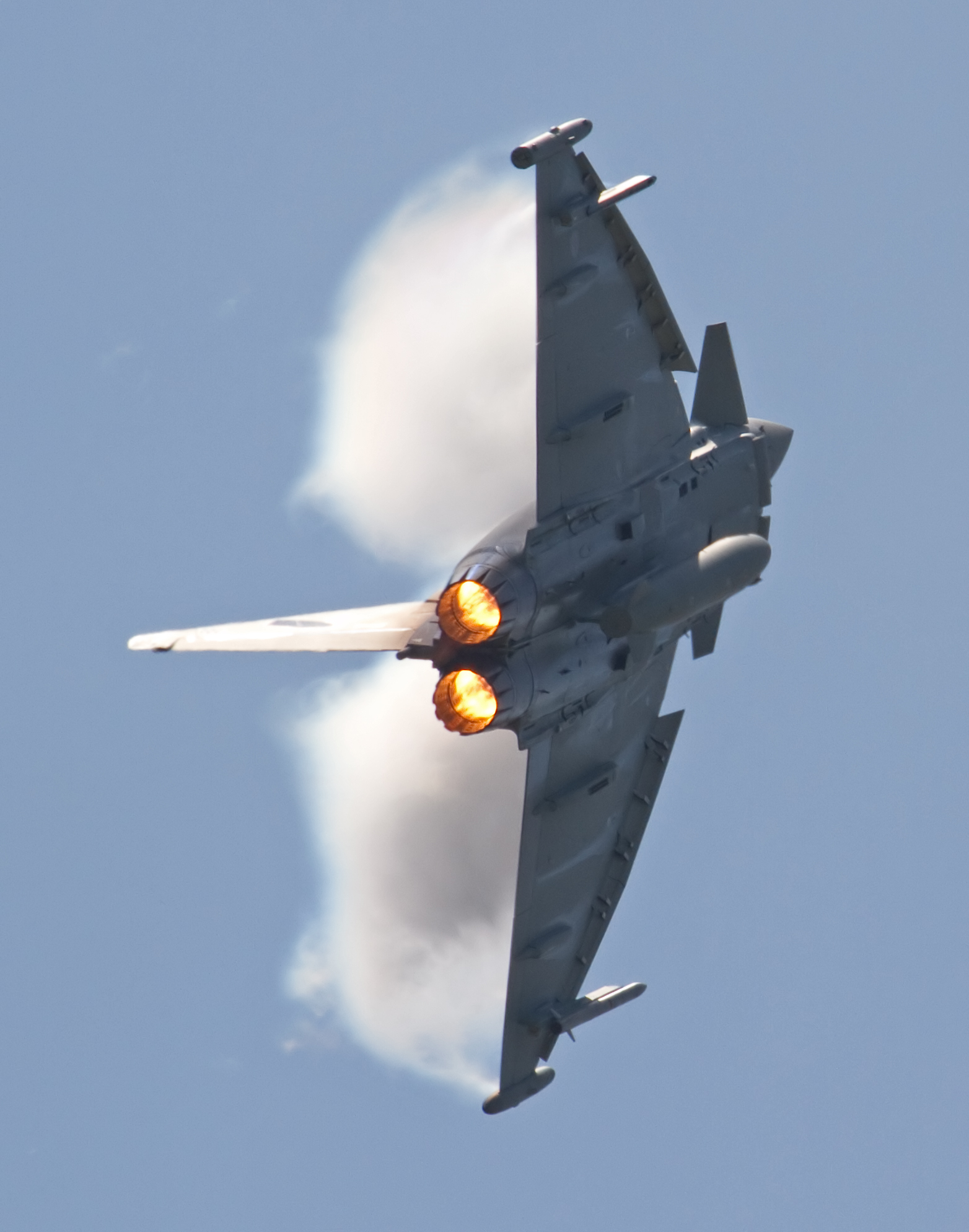
Kondensation über den Tragflächen

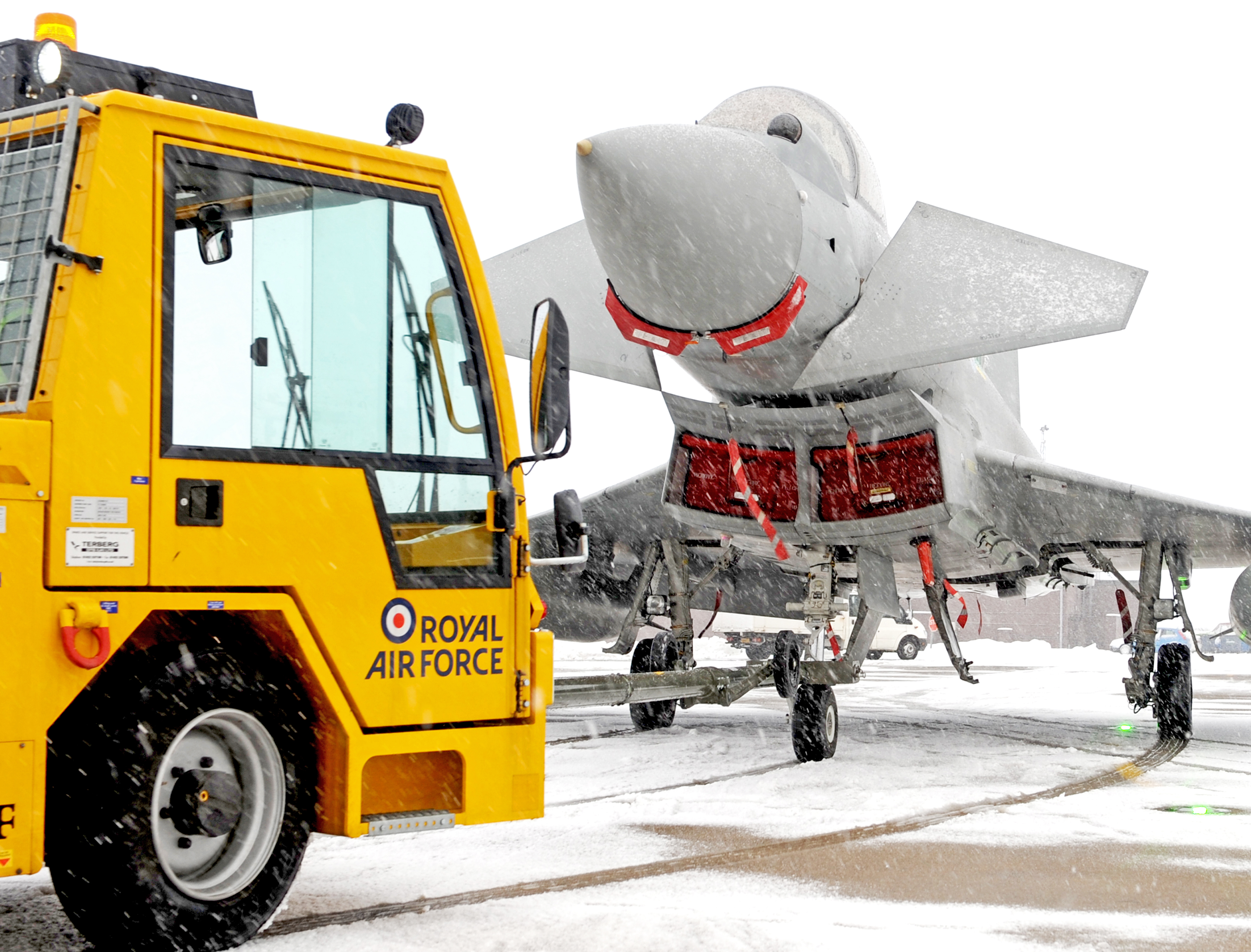
Winterbetrieb in RAF Coningsby

Vierseitenriss des Eurofighters mit Waffen

| Kenngröße                     | Daten |
| ----------------------------- | --- |
| Typ                           | Mehrzweckkampfflugzeug                                                                                      |
| Besatzung                     | 1 Pilot oder 1 Pilot und 1 Fluglehrer                                                                       |
| Länge                         | 15,96 m |
| Flügelspannweite              | 10,95 m |
| Flügelfläche                  | 50,00 m² *1                                                                                                 |
| Flügelstreckung               | 2,40 |
| Tragflächenbelastung          | minimal (Leermasse): 220 kg/m² nominal (normale Startmasse): 310 kg/m² maximal (max. Startmasse): 470 kg/m² |
| Höhe                          | 5,28 m |
| Leermasse                     | Einsitzer: 11.000 kg *2 Zweisitzer: 11.700 kg                                                               |
| normale Startmasse            | 15.500 kg                                                                                                   |
| max. Startmasse               | 23.500 kg, Zweisitzer 24.098 kg                                                                             |
| Treibstoffkapazität           | Einsitzer 4.996 kg / 6.215 Liter (intern) Doppelsitzer 4.300 kg (intern)                                    |
| Treibstoffmassenanteil        | 0,312 |
| g-Limits                      | −3/+9 |
| Höchstgeschwindigkeit         | bei optimaler Höhe: Mach 2,35 *3 in Bodennähe: Mach 1,25                                                    |
| Marschgeschwindigkeit         | mit Luft-Luft-Bewaffnung: Mach 1,5                                                                          |
| Minimalgeschwindigkeit        | 203 km/h |
| Dienstgipfelhöhe              | 16.765 m *4                                                                                                 |
| maximale Flughöhe             | 19.812 m |
| maximale Steigleistung        | 315 m/s |
| Einsatzradius                 | 1.389 km (bei externen Zusatztanks)                                                                         |
| Überführungsreichweite        | 3.790 km |
| Waffenlast                    | mehr als 9.000 kg                                                                                           |
| Triebwerke                    | 2 × Eurojet EJ200-Mantelstromtriebwerke                                                                     |
| Zeit Bremse lösen bis Abheben | < 8 s |
| Startrollstrecke              | < 700 m |
| Landestrecke                  | < 600 m |
| Schleudersitz                 | Martin Baker MK-16A Ejection Seat                                                                           |
| Schub                         | mit Nachbrenner: 2 × 90 kN ohne Nachbrenner: 2 × 60 kN                                                      |
| Schub-Gewicht- Verhältnis     | maximal (Leermasse): 1,67 nominal (normale Startmasse): 1,18 minimal (maximale Startmasse): 0,78            |

## „DERA“-Studie
Zwischen 1992 und 1994 wurden in Europa eine Reihe von Studien zur Evaluation von Kampfflugzeugen durchgeführt. Die gern zitierte „DERA“-Studie im eigentlichen Sinne gibt es nicht. British Aerospace führte Gefechtssimulationen zwischen Kampfflugzeugen und einer modifizierten Su-27 Flanker (vergleichbar mit der Su-35 Super Flanker, erster Entwurf) durch, welche mit AMRAAM-ähnlichen Flugkörpern bewaffnet war. Dabei wurden Eins-gegen-Eins- und Zwei-gegen-Zwei-Gefechte simuliert. Da BAe keine unabhängige Evaluation gewährleisten konnte, wurden die relevanten Massenschlachten von Drei-gegen-Drei bis Acht-gegen-Acht von der Defence Research Agency (DRA) untersucht. Bis auf die Rafale (MBDA MICA) feuerten alle teilnehmenden Flugzeuge AMRAAM. Die Simulation bei der DRA wurde mit dem JOUST-Computermodell durchgeführt, welches eine Pilot-in-the-loop ermöglichte, so dass bis zu acht Piloten gegen weitere bis zu acht menschliche Gegenspieler fliegen konnten. Der durchschnittliche Gefechtserfolg wurde mit 0 (verliert immer) bis 1 (gewinnt immer) dargestellt.
Das US-amerikanische Militärberatungs-Unternehmen RAND Corporation rechnete diese Ergebnisse in ihrer Studie The Gray Threat (1995) in Abschussverhältnisse um. Die Gewichtung der Simulationsergebnisse wurde dabei zugunsten der US-amerikanischen YF-22 interpretiert. Gemäß DRA zeigten die Simulationen die Bedeutung von Manövrierfähigkeit bei hoher Geschwindigkeit und das Potential einer kleinen Radarsignatur bei BVR-Gefechten. Dem Infrarotzielsystem (IRST) und dem DASS des EFA wurde ein großer Gefechtswert bescheinigt. RAND zitierte die Ergebnisse der europäischen Studien korrekt, gewichtete aber die Bedeutung der Radarsignatur besonders hoch. Die RAND-Autoren urteilten im Februar 1996 in einem Beitrag im AIR FORCE Magazine, die F-22 würde aufgrund von Stealth, Supercruise und Radarleistung am besten abschneiden. Anstelle der im Beitrag korrekt aufgeführten fiktiven F-15F wurde in Weiterverbreitungen im Internet die reale, weniger leistungsfähige F-15E genannt.
Die Ergebnisse der teilnehmenden Flugzeuge und deren Abweichung vom Serienstand nach der Gewichtung von RAND:
- (Y)F-22: Erzielte bei BAe 91 % oder 10:1, bei der DRA 90 % bzw. 9:1.[360] Allerdings betrug das Leergewicht der Maschine vor 1995 ungefähr 14 t,[362] bevor es um etwa 40 % auf fast 20 t eskalierte. Die Gründe waren u. a. Fehlkonstruktionen, Rissbildungen usw., wie der zeitgenössischen Literatur und GAO-Reports zu entnehmen ist. Ferner wurde vor 1998 das leistungsfähige Infrarotzielsystem aus Kostengründen gestrichen.[363] In der Fachliteratur von 2006 werden auch zwölf starre, durch Wanderfeldröhren gespeiste LPDA für EloGM aufgeführt – allerdings nur, weil die Joint Industrial Avionics Working Group (JIAWG) im August 1994 diese aufführte. In aktuellen Avionikbeschreibungen zum Flugzeug wird eine EloGM-Fähigkeit nicht mehr erwähnt. Möglicherweise fiel auch diese dem Budget, Gewicht oder der Obsoleszenz (die Raptor verwendet noch keine shared apertures, so dass jede Funktion eine eigene Antennengruppe besitzt) zum Opfer.[364]
- EFA: Erzielte bei BAe 82 % oder 4,5:1, bei der DRA 75 % oder 3:1.[360] Das Leergewicht des EFA wurde mit 9,75 t angenommen, was vom realen Wert des Eurofighters um 13 % abweicht.[361] Sonst ist die Maschine praktisch mit dem Serienstandard identisch, vom DASS-Upgrade vor der Auslieferung abgesehen. Das IRST wurde erst ab 2007 ausgeliefert.
- F-15F: Fiktive, verbesserte Version der F-15C. Erzielte 60 % oder 1,5:1 bei BAe. Die DRA führte mit der F-15F keine Simulationen durch.[360]
- F-15E: Real existierendes Gerät. Die DRA simulierte 55 % oder 1,2:1 bei Massenschlachten. BAe führte mit der F-15E keine Simulationen durch.[360]
- Rafale: Erzielte bei BAe 50 % oder 1:1, bei der DRA ebenfalls 50 % oder 1:1 gegen Su-35.[360] Dassault, Matra und IABG führten noch mit SILKA (Simulation of Air Combat) ein 4-gegen-4+8-Gefecht durch. Dabei eskortierten vier MiG-29 bzw. Su-27 acht Bomber. Die Rafale erzielte hier achtzig- bis einhundertprozentige Erfolge, wie das EFA.[360] Das Leergewicht der Rafale wurde mit 9059 kg angenommen, was vom realen Wert um etwa 10 % abweicht.[361] Ansonsten ist die Maschine mit dem Serienstandard identisch.
- F/A-18E/F: Real existierendes Gerät. Die DRA simulierte 45 % oder 1:1,2 bei Massenschlachten. BAe führte keine Simulationen durch, obwohl RAND F/A-18C+ und -18E/F gemeinsam aufführt.[360]
- F-15C: Erzielte 43 % oder 1:1,3 bei BAe. Die DRA führte mit der F-15C keine Simulationen durch.[360]
- F/A-18C+: Fiktive, verbesserte Version der F/A-18C. Erzielte 25 % oder 1:3 bei BAe. Die DRA führte hier keine Simulationen durch, obwohl RAND F/A-18C+ und -18E/F gemeinsam aufführt.[360][365]
- F/A-18C: Erzielte 21 % oder 1:3,8 bei BAe. Die DRA führte keine Simulationen durch.[360]
- F-16C: Erzielte 21 % oder 1:3,8 bei BAe. Die DRA führte mit der F-16C keine Simulationen durch.[360]
- Gripen: Erzielte bei der DRA 40 % oder 1:1,5.[360] Das Leergewicht wurde mit 6622 kg angenommen, was vom realen Wert nicht abweicht.[361] Die Maschine ist mit dem Serienstandard identisch.
- Mirage 2000: Die Simulation der DRA ergab 35 % oder 1:1,8 bei Massenschlachten.[360] Verschoss möglicherweise ebenfalls MICA.
- Tornado F.3: Die Simulation der DRA ergab 30 % oder 1:2,3 bei Massenschlachten.[360] Verschoss ebenfalls AMRAAM.

Während die Briten und Schweden das Ergebnis akzeptierten, vertraten die Franzosen eine andere Meinung. Schweden kündigte für das Jahr 2001 eine überarbeitete Gripen-Variante mit besserem Triebwerk (angedacht war das EJ200) und besserer Avionik an. Dies führte zur Gripen NG. Die Europäer waren sich aber einig, dass eine neue Generation von BVR-Lenkwaffen einen entscheidenden Vorteil bringen würde. Dies führte zur Entwicklung der MBDA Meteor, welche von Großbritannien angestoßen wurde.

## Ausgestellte Eurofighter
In Museen und Kasernen mehrerer europäischer Länder sind mehr als ein halbes Dutzend Exemplare ausgestellt. Weit überwiegend Entwicklungsmodelle, Development Aircrafts (DA).
- DA1 (Kennzeichen:) 98+29 in der Flugwerft Schleißheim, Außenstelle des Deutschen Museums, München, D.[366]
- DA2 ZH588 im Royal Air Force Museum, Hendon, London, GB.[367]
- DA3 MMX-602 im Werksmuseum von Leonardo in Caselle, I.[368]
- DA5 98+30 im Militärhistorischen Museum Gatow, Berlin, D.[369]
- DA7 MMX-603 im italienischen Luftfahrtmuseum in Vigna di Valle, I.[157]
- GS0025 30+39 als Gate Guard in der General-Steinhoff Kaserne, Berlin, D.[370]

## Zwischenfälle
- Am 21. November 2002 kam es beim 323. Testflug mit Vorserien-Triebwerken rund 100 Kilometer südlich von Madrid zum Absturz des Prototyps. Bei einer Geschwindigkeit von Mach 0,77 wurden in einer Höhe von 15 km bei einem Anstellwinkel von 10° in beiden Triebwerken gleichzeitig die Nachbrenner gezündet. Zum Zeitpunkt der Zündung der Nachbrenner waren die Schubdüsen beider Triebwerke noch nicht vollständig geöffnet, der entstehende Rückstau führte zu einem Flammabriss. Aufgrund des daraus resultierenden Ausfalls der Hydraulik war das Flugzeug nicht mehr steuerbar und stürzte ab. Es wurde dabei völlig zerstört, die zweiköpfige Besatzung konnte sich mit den Schleudersitzen retten.[21]
- Am 27. Juli 2007 setzte ein Eurofighter auf der Landebahn des Fliegerhorsts Neuburg zu einem Durchstartmanöver an, als der Pilot vor sich einen Vogelschwarm sah. Um ihm auszuweichen, zog er nach links. Als der Pilot das Flugzeug im Tiefflug wieder nach rechts in die horizontale Lage zurücksteuern wollte, drehte sich der Eurofighter stattdessen noch stärker nach links, insgesamt um mehr als 100 Grad. Die Maschine flog dabei auf den Tower zu. Der Pilot schaffte es erst im letzten Moment, nach rechts zurückzudrehen, um zwischen dem Tower und einem Baukran hindurchzufliegen. Das Verhalten des Flugzeuges war zwar im Handbuch beschrieben gewesen, jedoch vorher noch nie aufgetaucht, weswegen der Pilot überrascht wurde. Die Industrie patchte daraufhin die Flugsteuerungssoftware, und die Bundeswehr berücksichtigt diesen Fall nun in der Ausbildung der Piloten.[371]
- Am 25. April 2008 setzte ein britischer Eurofighter-Pilot der 17 Sqn Operational Evaluation Unit das Flugzeug auf der Naval Air Weapons Station China Lake, Kalifornien, USA auf, ohne vorher das Fahrwerk ausgefahren zu haben. Der Pilot blieb während der Bauchlandung im Flugzeug sitzen und wurde nicht verletzt. Das Flugzeug wurde anschließend zur Reparatur nach Großbritannien gebracht.[372]
- Am 24. August 2010 stürzte ein Eurofighter der spanischen Luftwaffe bei einem Trainingsflug eines saudischen Piloten auf der Moron Air Base bei Sevilla, Spanien kurz nach dem Start ab.[373] Der spanische Ausbilder konnte sich retten, während der saudische Pilot – vermutlich wegen eines Fehlers des Schleudersitzes – starb. Als Reaktion auf mögliche Fehler im Schleudersitz erteilte die deutsche Luftwaffe am 15. September 2010 ihren 55 Eurofightern Flugverbote.[374] Auch Österreich stellte wegen derselben Sicherheitsbedenken Übungs- und Ausbildungsflüge mit dem Eurofighter ein. Nachdem die Gurtschlösser an den Schleudersitzen modifiziert worden waren, wurde der Flugbetrieb am 30. September 2010 wieder aufgenommen.[375]
- Am 9. Juni 2014 stürzte ein Eurofighter in Südspanien beim Landeanflug auf den Luftwaffenstützpunkt Morón de la Frontera ab. Der Pilot der spanischen Luftwaffe kam ums Leben.[376]
- Am 23. Juni 2014 kollidierte ein Eurofighter der deutschen Luftwaffe während einer Abfangübung mit einem Learjet der Gesellschaft für Flugzieldarstellung. Zwei Eurofighter und der Learjet trainierten im Hochsauerlandkreis das Abfangen eines entführten bzw. nicht mehr auf Anweisungen der Luftraumüberwachung reagierenden Zivilflugzeuges. Der Learjet stürzte am Ortsrand von Elpe ab, wobei beide Besatzungsmitglieder starben. Der beschädigte Eurofighter konnte auf der Luftwaffenbasis Nörvenich landen.[377]

- Am 13. September 2017 stürzte ein saudischer Eurofighter auf einer Kampfmission im Jemen ab. Der Pilot kam dabei ums Leben.[378]
- Am 24. September 2017 stürzte ein italienischer Eurofighter während einer Flugschau vor Terracina, I ins Meer. Der Pilot kam ums Leben. Er konnte einen Looping nicht mehr oberhalb der Meeresoberfläche ausfliegen und sich nicht mit dem Schleudersitz retten.[379][380]
- Am 12. Oktober 2017 stürzte ein spanischer Eurofighter auf dem Heimflug von einer Parade in Madrid zum spanischen Nationalfeiertag nahe dem Flughafen Albacete, Spanien ab. Der Pilot kam ums Leben.[381]
- Am 8. August 2018 verschoss ein spanischer Eurofighter versehentlich eine Luft-Luft-Rakete vom Typ AIM-120 AMRAAM auf einem Übungsflug während des Air Policing Baltikum in der Nähe von Otepää in Estland. Von der Rakete wurde keine Spur gefunden, zu den Ursachen wurde nichts bekannt.[382]
- Am 24. Juni 2019 kollidierten zwei Eurofighter des deutschen Luftwaffengeschwaders „Steinhoff“ bei einer Luftkampfübung nördlich des Fleesensees in Mecklenburg-Vorpommern, D. Ein Pilot kam ums Leben, der zweite wurde verletzt am Fallschirm hängend aus einer Baumkrone gerettet.[383] Die Flugzeuge gehörten zur Tranche 2 und gingen bei dem Absturz verloren.[384]
- Am Abend des 13. Dezember 2022 kehrten zwei Eurofighter des italienischen 37. Geschwaders von einem Übungsflug auf ihre sizilianische Heimatbasis Trapani-Birgi zurück. Wenige Kilometer vor der Landeschwelle 31L stürzte einer der beiden Eurofighter aus bis dato unbekannten Gründen nordöstlich der Ortschaft Granatello, Italien ab. Der Pilot kam ums Leben. Es gab keine weiteren Personen- oder Sachschäden.[385]
- Am 24. Juli 2024, um etwa 10:45 Uhr Ortszeit stürzte ein italienischer Eurofighter während der multinationalen Übung Pitch Black 24 in Australien im Northern Territory, in der Region Douglas-Daily, südlich der Stadt Darwin, aufgrund eines unbekannten Problems ab. Der Pilot konnte sich mit dem Schleudersitz retten und überlebte leicht verletzt.[386]

## Webserie
- Bundeswehr Exklusive: AIRTEAM auf YouTube